# نمایندگان حوزه انتخابیه ایرانشهر، سرباز، راسک، بمپور،فنوج، دلگان ، لاشار، بنت , آهوران و آشار
حوزه انتخابیه ایرانشهر، سرباز، دلگان، راسک، فنوج، بمپور، لاشار ، بنت ، آشار و آهوران یکی از ۶ حوزه از حوزه‌های استان سیستان و بلوچستان برای انتخابات مجلس شورای اسلامی است. این حوزه به مرکزیت ایرانشهر، ۱ نماینده دارد.
همچنین بزرگ‌ترین حوزه انتخابیه در کشور با ۷ شهرستان و سه بخش شناخته می‌شود.
در جریان مقایسه فعالیت‌های یازده دوره نمایندگان تاکنون فعالترین نمایندگان ایرانشهر نخست عبدالناصر درخشان و دوم نورمحمد ربوشه در دوره ششم و سوم محمد قیوم دهقانی بوده است و به ترتیب خدابخش رئیسی و محمد سعید اربابی طبق آمارها نسبت به سایر ضعیف تر ظاهر شدند
همچنین فعالترین نماینده مجلس در حوزه نظارت بر دولت در دوره یازدهم طبق آمار و حتی اشاره عصر مجلس از حوزه نظارتی نمایندگان که در توئیتی اشاره کرد: پنج نفر از نمایندگان نسبت به سایر نمایندگان در دوره یازدهم فعالتر بوده‌اند و با پرسش ده‌ها سؤال از وزرای دولت، آنها را به مجلس کشاندند. از این پنج نفر از نمایندگان نفر نخست عبدالناصردرخشان بود.
همچنین آقایان حمیدالدین ملازهی و نورمحمد ربوشه از جمله اشخاصی بودند که در دو دوره در مجلس شورای اسلامی نمایندگی مردم شهرستان ایرانشهر را بر عهده داشتند.
حضور و مشارکت مردم شهرستان ایرانشهر برای انتخاب نمایندگان خود روند به نسبت خوبی را از ابتدای انقلاب اسلامی تاکنون نشان میدهد، چنان‌که از ۲۵ درصد مشارکت عمومی در انتخابات دوره اول مجلس شورای اسلامی به ۶۲ درصد در دوره یازدهم آن رسید.
با آنکه روند مشارکت مردم در انتخابات مجلس شورای اسلامی در حوزه انتخابیه ایرانشهر روند صعودی داشت، اما میزان آرائی که منتخبین کسب میکردند، در ادوار یازدهگانه با یکدیگر متفاوت بوده است. نامزد منتخب دوره دوم بیشترین میزان کسب آراء از مجموع کل آراء ریخته شده به صندوقهای رای را داشته است. در این دوره نامزد منتخب توانسته بود بیش از ۷۹ درصد از آراء را کسب کند.
البته عوامل مختلفی در میزان کسب آراء تاثیرگذارند، که مهم‌ترین آنها تعداد نامزدهای حاضر، شرایط اجتماعی، سیاسی و حتی اقتصادی زمان رایگیری و مانند آنها قابل اشاره است. به صورت کلی میتوان گفت که در پنج دوره از یازده دوره انتخابات مجلس شورای اسلامی در حوزه انتخابیه ایرانشهر میزان آرای نهایی نامزد منتخب بالاتر از ۵۰ درصد بود. کمترین رای مأخوذه نامزدها مربوط به دوره نهم بود که تنها ۲۶٫۹ درصد از مشارکتکنندگان در انتخابات به نامزد منتخب رای داده بودند.
میزان آرائی که نمایندگان منتخب در این ادوار یازده‌گانه از این شهرستان کسب کرده اند را در ادامه جدول عنوان بعدی میتوان ارائه کرد.

## نمایندگان ایرانشهر در یک نگاه
از ابتدای انقلاب اسلامی تا کنون حوزه انتخابیه شهرستان ایرانشهر ۱۰نماینده را در ۱۲ دوره مجلس شورای اسلامی به خود دیده است. که اسامی آنها به شرح زیر است:

## نمایندگان مجلس شورای اسلامی حوزه انتخابیه ایرانشهر
| ردیف | دوره مسئولیت                     | نام نام خانوادگی   | متولد                                 | تعداد کل آرا | تعداد آرا | درصد آراء |
| ---- | -------------------------------- | ------------------ | ------------------------------------- | ------------ | --------- | --------- |
| ۱    | دوره اول (از سال ۱۳۵۹ تا ۱۳۶۳)   | نظرمحمد دیدگاه     | متولد: ۱۳۱۱ محل تولد: دامن            | ۲۱۲۵۴        | ۱۴٬۲۲۷    | ۶۶/۹      |
| ۲    | دوره دوم (از سال ۱۳۶۳ تا ۱۳۶۷)   | حمید الدین ملازهی  | متولد: ۱۳۳۰ محل تولد: ایرانشهر        | ۳۷۸۵۸        | ۳۰٬۰۱۳    | ۷۹/۳      |
| ۳    | دوره سوم (از سال ۱۳۶۷ تا ۱۳۷۱)   | حمید الدین ملازهی  | متولد: ۱۳۳۰ محل تولد: ایرانشهر        | ۵۵۰۵۱        | ۳۱٬۶۶۱    | ۵۷/۵      |
| ۴    | دوره چهارم (از سال ۱۳۷۱ تا ۱۳۷۵) | نورمحمد ربوشه      | متولد: ۱۳۳۹ محل تولد: بزمان           | ۷۲۸۰۹        | 30,108    | ۴۱/۳      |
| ۵    | دوره پنجم (از سال ۱۳۷۵ تا ۱۳۷۹)  | خدابخش رئیسی       | متولد: ۱۳۳۲ محل تولد: نیکشهر          | ۱۰۳۳۲۱       | ۳۷٬۳۵۸    | ۳۶/۱      |
| ۶    | دوره ششم (از سال ۱۳۷۹ تا ۱۳۸۳)   | نورمحمد ربوشه      | متولد: ۱۳۳۹ محل تولد: بزمان           | ۱۳۹۳۶۷       | ۷۲٬۲۹۶    | ۵۱/۸      |
| ۷    | دوره هفتم (از سال ۱۳۸۳ تا ۱۳۸۷)  | گل محمد بامری      | متولد: ۱۳۴۱ محل تولد: ایرانشهر        | ۱۷۲۳۷۸       | ۵۸٬۸۷۹    | ۳۴/۱۶     |
| ۸    | دوره هشتم (از سال ۱۳۸۷ تا ۱۳۹۱   | محمدقیوم دهقانی    | متولد: ۱۳۴۹ محل تولد: آشار -سرباز     | ۱۶۷۸۹۷       | ۱۰۳٬۸۷۴   | ۶۱/۸۶     |
| ۹    | دوره نهم (از سال ۱۳۹۱ تا ۱۳۹۵)   | محمدسعید اربابی    | متولد: ۱۳۵۸ محل تولد: سرباز           | ۲۱۴۲۹۹       | ۵۷٫۷۱۳    | ۲۶/۹      |
| ۱۰   | دوره دهم (از سال ۱۳۹۵ تا ۱۳۹۹)   | محمدنعیم امینی فرد | متولد: ۱۳۴۵ محل تولد: بمپور -ایرانشهر | ۲۵۰۲۸۳       | ۷۶٬۵۵۵    | ۳۰/۵۸     |
| ۱۱   | دوره یازدهم(از سال ۱۳۹۹ تا ۱۴۰۳) | عبدالناصر درخشان   | متولد: ۱۳۵۷ محل تولد: سرباز -راسک     | ۲۲۲۹۹۰       | ۹۵٫۸۶۹    | ۴۳        |
| ۱۲   | دوازدهم (آغاز به کار ۱۴۰۳        | رحمدل بامری        | جلگه                                  |              | ۷۰٬۳۵۹    |           |

## نمودار فعالبت‌های صحن علنی مجلس شورای اسلامی نمایندگان شهرستان ایرانشهر
| ردیف | دوره    | نام نام خانوادگی   | جلسات رسمی | سوالات | تذکرات آئین‌نامه ای | تذکرات کتبی | تذکر شفاهی | نطق‌ها | پبشنهاد لایحه و بودجه | سخنان صحن |
| ---- | ------- | ------------------ | ---------- | ------ | ------------------ | ----------- | ---------- | ----- | --------------------- | --------- |
| ۱    | اول     | نظرمحمد دیدگاه     | ۶۲۵        | ۱      | ۰                  | ۲۵          | ۰          | ۲     | ۰                     | ۱۷ دقیقه  |
| ۲    | دوم     | حمید الدین ملازهی  | ۵۴۰        | ۱      | ۰                  | ۱۱          | ۰          | ۴     | ۳                     | ۴۹ دقیقه  |
| ۳    | سوم     | حمید الدین ملازهی  | ۴۸۹        | ۲      | ۰                  | ۱۳          | ۰          | ۶     | ۳                     | ۵۰ دقیقه  |
| ۴    | چهارم   | نورمحمد ربوشه      | 426        | ۰      | ۰                  | ۵           | ۰          | ۷     | ۱۰                    | ۵۷ دقیقه  |
| ۵    | پنجم    | خدابخش رئیسی       | ۳۸۷        | ۰      | ۰                  | ۰           | ۰          | ۳     | ۰                     | ۳۰ دقیقه  |
| ۶    | ششم     | نورمحمد ربوشه      | ۴۳۲        | ۰      | ۱۴                 | ۰           | ۰          | ۷     | ۵                     | ۸۷ دقیقه  |
| ۷    | هفتم    | گل محمد بامری      | ۴۲۸        | ۱      | ۰                  | ۸           | ۰          | ۲     | ۰                     | ۲۰ دقیقه  |
| ۸    | هشتم    | محمدقیوم دهقانی    | ۴۳۱        | ۰      | ۱۲                 | ۵۶          | ۳          | ۵     | ۲                     | ۷۲ دقیقه  |
| ۹    | نهم     | محمدسعید اربابی    | ۴۲۵        | ۱۰     | ۰                  | ۴۶          | ۰          | ۴     | ۰                     | ۲۶ دقیقه  |
| ۱۰   | دهم     | محمدنعیم امینی فرد | ۴۳۰        | ۲      | ۰                  | ۱۰          | ۱۹         | ۴     | ۳                     | ۴۵ دقیقه  |
| ۱۱   | یازدهم  | عبدالناصر درخشان   | ۳۸۰        | ۴۸     | ۱۴                 | ۳۳          | ۷۴         | ۸     | ۱۵۹                   | ۱۷۰ دقیقه |
| ۱۲   | دوازدهم | رحمدل بامری        |            |        |                    |             | ۲          |       |                       |           |

## نظرمحمد دیدگاهدوره اول

### فعالیت ۴ ساله نماینده اولین دوره مجلس شورای اسلامی در صحن علنی با توجه به مشروح مذاکرات مجلس
| اولین دوره مجلس شورای اسلامی: (سال های ۱۳۵۹–۱۳۶۳) مولوی نظرمحمد مولوی |        |         |          |               |                  |                            |                  |
| تعداد جلسات اولین دوره                                                | نطق    | سئوال   | تذکرکتبی | تذکر آئین‌نامه | تذکر قانون اساسی | مشارکت در خصوص طرح و لایحه | پیشنهاد بودجه ای |
| ۶۲۵                                                                   | ۲ مورد | یک مورد | ۲۵ مورد  | -             | -                | -                          | -                |

(منبع: مشروح مذاکرات مجلس شورای اسلامی دوره اول)
مجموع صحبت‌های مولوی نظرمحمد دیدگاه در صحن علنی مجلس شورای اسلامی ۱۷ دقیقه بوده است.

### تذکرات
| تذکرات کتبی مولوی نظرمحمد دیدگاه به مسئولین اجرایی در اولین دوره مجلس شورای اسلامی |            |                         |                                                                                     |
| تعداد تذکرات کتبی: ۲۵ مورد                                                         |            |                         |                                                                                     |
| ردیف                                                                               | شماره جلسه | مخاطب                   | موضوع                                                                               |
| ۱                                                                                  | ۲۴۵        | وزیر آموزش و پرورش      | توجه به تدریس فقه برادران اهل سنت                                                   |
| ۲                                                                                  | ۲۹۴        | دولت                    | بازسازی مناطق سیل زده و احیاء قنوات و ترمیم راه‌ها و تأمین خسارات وارده در جریان سیل |
| ۳                                                                                  | ۳۰۰        | وزیر ارشاد اسلامی       | اعتراض جدول روزنامه اطلاعات مورخ ۲۸ فروردین که مسائل اختلاف‌انگیز را مطرح کرده‌اند.   |
| ۴                                                                                  | ۳۱۶        | وزیر ارشاد اسلامی       | جلوگیری از مطالب تفرقه افکن مجله جهاد کشاورزی                                       |
| ۵                                                                                  | ۳۳۳        | وزیر بازرگانی           | ارسال سهمیه روغن نباتی                                                              |
| ۶                                                                                  | ۳۷۳        | وزیر آموزش و پرورش      | منطقه‌ای شدن آموزش و پرورش بخش بمپور ایرانشهر                                        |
| ۷                                                                                  | ۳۹۸        | وزیر نفت                | افزایش و ارسال سهمیه نفت ایرانشهر                                                   |
| ۸                                                                                  | ۴۲۶        | وزیر نفت                | تامین نفت و گازوئیل                                                                 |
| ۹                                                                                  | ۴۲۶        | وزیر نیرو               | برق‌رسانی به روستاهای ایرانشهر                                                       |
| ۱۰                                                                                 | ۴۶۲        | وزیر کشور               | احداث سیل‌بند در روستاهای ایرانشهر                                                   |
| ۱۱                                                                                 | ۴۶۲        | وزیر کشاورزی            | آب زراعی محمدآباد                                                                   |
| ۱۲                                                                                 | ۴۶۶        | وزیر راه                | مرمت راه بم به ایرانشهر                                                             |
| ۱۳                                                                                 | ۴۶۶        | وزیر نیرو               | برق روستای حیط سرباز                                                                |
| ۱۴                                                                                 | ۴۶۶        | وزیر پست، تلگراف و تلفن | تلفن دامن                                                                           |
| ۱۵                                                                                 | ۴۷۲        | وزیر کشور               | آسفالت خیابان‌های بخش بمپور                                                          |
| ۱۶                                                                                 | ۴۷۲        | وزیر بهداری             | تامین پزشک مورد نیاز ایرانشهر                                                       |
| ۱۷                                                                                 | ۴۷۲        | وزیر نیرو               | برق‌رسانی به روستاهای دامن و سرباز                                                   |

### سئوالات
| سئوالات مولوی نظرمحمد دیدگاه از مسئولین اجرایی در اولین دوره مجلس شورای اسلامی |            |                    |                                             |                                                                                                   |
| تعداد سئوالات ۱ مورد                                                           |            |                    |                                             |                                                                                                   |
| ردیف                                                                           | شماره جلسه | مخاطب              | موضوع                                       | نتیجه                                                                                             |
| ۱                                                                              | ۳۸۵        | وزیر آموزش و پرورش | علت حذف فقه حنفی در مناطق سنی نشین در مدارس | سئوال کنندگان قانع نشدند و سئوال به کمیسیون ارجاع داده شد در جهت تشکیل تیمی برای بازدید از منطقه. |

(منبع: مشروح مذاکرات مجلس شورای اسلامی دوره اول)
نکته: در خصوص سئوالات نمایندگان از مسئولین اجرایی، در اولین دوره مجلس به این صورت بود که با اعلام وصول سئوال نماینده ابتدا از وزیر مربوطه جهت پاسخ به سئوال در صحن دعوت به عمل می‌آمد. و پرسش و پاسخ توسط نماینده و وزیر مربوطه در صحن انجام می‌شد و در صورتی که پاسخ مسئول اجرایی قانع کننده نبود، سئوال به کمیسیون مربوطه ارجاع داده می‌شد.

## حمیدالدین ملازهیدوره دوم
دومین دوره مجلس شورای اسلامی
(از سال ۱۳۶۳ تا ۱۳۶۷)
دومین دوره مجلس شورای اسلامی از سال ۱۳۶۳ تا ۱۳۶۷ بوده. است و با ریاست   هاشمی رفسنجانی شروع به کار نمود. اکثر نمایندگان این دوره، از جامعه روحانیت مبارز و حزب جمهوری بودند. شرایط جامعه همانند دوره اول مجلس بوده، عملیات‌های مسلحانه گروه‌های مخالف و تحریم‌های بین‌المللی علیه جمهوری اسلامی ایران همچنان ادامه داشت. نمایندگان مجلس همانند مجلس اول، یک نگاه حمایتی بوده است.
مهم‌ترین مصوبات این دوره تصویب کلیات قانون مطبوعات، تعیین حدود و وظایف، اختیارات و مسئولیت‌های ریاست جمهوری، قانون اعاده به خدمت کارکنان بازخرید شده نیروهای مسلح، تصویب اساسنامه کمیته انقلاب اسلامی ایران، قانون اعزام دانشجو به خارج از کشور و قانون تشکیل سازمان میراث فرهنگی کشور

### فعالیت ۴ ساله نماینده دومین دوره مجلس شورای اسلامی در صحن علنی با توجه به مشروح مذاکرات مجلس
| دومین دوره مجلس شورای اسلامی: (سال های ۱۳۶۳–۱۳۶۷) حمیدالدین ملازهی |        |        |          |               |                  |                            |                  |
| تعداد جلسات دومین دوره                                             | نطق    | سئوال  | تذکرکتبی | تذکر آئین‌نامه | تذکر قانون اساسی | مشارکت در خصوص طرح و لایحه | پیشنهاد بودجه ای |
| ۵۴۰                                                                | ۴ مورد | ۱ مورد | ۱۱ مورد  | -             | -                | ۱ مورد                     | ۲ مورد           |

(منبع: مشروح مذاکرات مجلس شورای اسلامی دوره دوم)
* در دومین دوره مجلس تذکرات صرفاً کتبی بوده و تذکر شفاهی نداشتند.
مجموع صحبت‌های حمیدالدین ملازهی در صحن علنی مجلس شورای اسلامی در طول ۴ سال ۴۹ دقیقه بوده است.

### نطق‌ها
| مفاهیم اساسی درنطق‌های حمیدالدین ملازهی طی ۴ سال دومین دوره مجلس شورای اسلامی                                    | | |
| تعداد نطق: ۴مورد مدت زمان نطق: ۲۲ دقیقه- جلسه ۱۴۸(۵دقیقه)، جلسه ۲۱۹(۵دقیقه)، جلسه ۲۲۹(۷دقیقه)، جلسه ۳۶۲(۵دقیقه) | | |
| مفاهیم حوزه بین‌الملل                                                                                            | مفاهیم سیاسی | مفاهیم اقتصادی و توسعه‌ای |
| *آزادی قدس *حمایت از انقلاب مصر *حمایت از مردم مسلمان لبنان                                                     | * قدردانی از مشارکت بالا در روز قدس *ضرورت اتحاد شیعه و سنی *پرهیز از تفرقه شیعه و سنی *تبریک به نخست‌وزیر جهت انتصاب مشاور اهل سنت | *تقاضای احداث شهرداری در بخش‌های بمپور و بزمان *تقاضای تکمیل سد پیشین *تأمین آب آشامیدنی، امکانات بهداشتی توسعه شبکه برق‌رسانی و شبکه راه‌های روستایی *تقاضای تأسیس کارخانه سیمان خاش *تقاضای رفع مشکلات کارخانه ریسندگی بافت بلوچ *تقدیر از اقدامات جهادسازندگی در برق‌رسانی و توسعه راه‌های منطقه |

(منبع: مشروح مذاکرات مجلس شورای اسلامی دوره دوم)
* در دومین دوره مجلس نطق‌های سالانه نمایندگان ۱۰ دقیقه‌ای بوده. نمایندگان می‌توانستند قسمتی یا کل وقت خود را در اختیار همکاران نیز قرار دهند.
* اشاره به حکم آقای میرحسین موسوی (نخست‌وزیر) به حضرت مولانا محمد اسحق مدنی به عنوان مشاور نخست‌وزیر در امور اهل سنت و مردم بلوچستان.

### تذکرات
| تذکرات کتبی حمیدالدین ملازهی دیدگاه به مسئولین اجرایی در دومین دوره مجلس شورای اسلامی |            |                         |                                                         |
| تعداد تذکرات کتبی: ۱۱ مورد                                                            |            |                         |                                                         |
| ردیف                                                                                  | شماره جلسه | مخاطب                   | موضوع                                                   |
| ۱                                                                                     | ۴۵         | وزیر راه                | پیشگیری از سرقت و نگهداری راه بمپور به اسپکه و چانف     |
| ۲                                                                                     | ۴۵         | وزیر نیرو               | تأمین آب کشاورزی سد بمپور                               |
| ۳                                                                                     | ۴۵         | وزیر آموزش و پرورش      | اعزام معلم به روستاها بخش بمپور و نیک شهر               |
| ۴                                                                                     | ۵۴         | وزیر نیرو               | برق‌رسانی به روستاهای بخش سرباز                          |
| ۵                                                                                     | ۵۴         | وزیر راه                | مرمت و نگهداری راه بمپور به اسپکه                       |
| ۶                                                                                     | ۵۴         | وزیر آموزش و پرورش      | تأمین معلم برای مدارس بخش بمپور                         |
| ۷                                                                                     | ۹۶         | وزیر پست و تلگراف وتلفن | افزایش کانال ماکروویو به ایرانشهر برای استفاده راه      |
| ۸                                                                                     | ۹۶         | وزیر کشور               | تأسیس شهرداری بمپور                                     |
| ۹                                                                                     | ۱۱۰        | وزیر پست و تلگراف وتلفن | واگذاری مسؤولیت پست ایرانشهر به مسئول قبلی              |
| ۱۰                                                                                    | ۱۶۳        | وزیر راه                | بهبود وضع پروازهای هواپیمایی آسمان از تهران به ایرانشهر |
| ۱۱                                                                                    | ۳۶۱        | وزیر نفت                | تأسیس فروشندگی در بخش سرباز                             |

(منبع: مشروح مذاکرات مجلس شورای اسلامی دوره دوم)
* در دومین دوره مجلس نیز تذکرات صرفاً کتبی بوده و تذکر شفاهی نداشتند.

### سئوالات
| سئوالات حمیدالدین ملازهی از مسئولین اجرایی در دومین دوره مجلس شورای اسلامی |                                   |                    |                   | |
| تعداد سئوالات ۴ مورد                                                       |                                   |                    |                   | |
| ردیف                                                                       | شماره جلسه                        | مخاطب              | موضوع             | نتیجه                                                                                                  |
| ۱                                                                          | جلسات ۱۴۲(۱۵دقیقه)، ۱۵۴، ۱۶۹ ،۱۷۰ | وزیر صنایع و معادن | کارخانه بافت بلوچ | سئوال کننده قانع نشد و سئوال به کمیسیون ارجاع داده شد. که از نظر کمیسیون پاسخ‌های وزیر قانع کننده نبود. |

(منبع: مشروح مذاکرات مجلس شورای اسلامی دوره دوم)
* هر ۴ سئوال از وزیر صنایع در خصوص کارخانه بافت بلوچ بوده که طی جلسه علنی شماره ۱۷۰بررسی شد.
نکته: در خصوص سئوالات نمایندگان از مسئولین اجرایی، در دومین دوره مجلس نیز مانند دوره اول به این صورت بود که با اعلام وصول سئوال نماینده ابتدا از وزیر مربوطه جهت پاسخ به سئوال در صحن دعوت به عمل می‌آمد. و پرسش و پاسخ توسط نماینده و وزیر مربوطه در صحن انجام می‌شد و در صورتی که پاسخ مسئول اجرایی قانع کننده نبود، سئوال به کمیسیون مربوطه ارجاع داده می‌شد.

### مشارکت در طرح و لوایح
| مشارکت در بررسی طرح ها و لوایح حمیدالدین ملازهی از مسئولین اجرایی در دومین دوره مجلس شورای اسلامی |                       | |                                                                |              |      |
| تعداد جلسات مشارکت: ۱ جلسه مدت زمان: ۵ دقیقه                                                      |                       | |                                                                |              |      |
| نتیجه                                                                                             | پیشنهاد/ موافق/ مخالف | موضوع | عنوان طرح/ لایحه                                               | شماره جلسه   | ردیف |
| تصویب شد                                                                                          | موافق                 | شهرستان ایران‌شهر شامل شهر ایران‌شهر، بخش مرکزی بخش بمپور، بخش سرباز. بخش راسک و فیروزآباد، بخش بزمان. مرکز حوزه انتخابیه ایران‌شهر نماینده یک نفر. | تعیین محدوده حوزه‌های انتخاباتی و اصلاح ماده (۸) قانون انتخابات | ۳۷۰ (۵دقیقه) | ۱    |

طرح‌ها و لوایح
(منبع: مشروح مذاکرات مجلس شورای اسلامی دوره دوم)
*زمان نطق در خصوص پیشنهاد طرح‌ها و لوایح مطرح شده ۵ دقیقه می‌باشد.

### لوایح بودجه‌ای
| مشارکت در بررسی لوایح بودجه‌های سال۱۳۶۳ تا ۱۳۶۷ حمیدالدین ملازهی از مسئولین اجرایی در دومین دوره مجلس شورای اسلامی |              |       | |                       |           |
| ردیف | شماره جلسه   | تبصره | موضوع | پیشنهاد/ موافق/ مخالف | نتیجه     |
| ۱ | ۱۰۵ (۲دقیقه) | -     | حذف یک کلمه (پیشنهاد در خصوص لایحه بودجه سال ۱۳۶۴) | موافق                 | تصویب نشد |
| ۲ | ۵۲۳ (۵دقیقه) | ۲۹    | مبلغ ۵ میلیون دلار از محل اعتبار ارزی جدول شماره ۲ قسمت نهم این قانون جهت تکمیل پروژه کارخانجات ریسندگی و بافندگی بافت بلوچ برای خرید ماشین‌آلات چاپ و رنگ و تکمیل در اختیار وزارت صنایع قرار گیرد (سال ۱۳۶۷) | موافق                 | تصویب نشد |

(منبع: مشروح مذاکرات مجلس شورای اسلامی دوره دوم)
*زمان نطق در خصوص پیشنهادها بودجه‌ای مطرح شده ۷ دقیقه می‌باشد.

## حمید الدین ملازهیدوره سوم
سومین دوره مجلس شورای اسلامی
(از سال ۱۳۶۷ تا ۱۳۷۱)
انتخابات سومین دورهٔ مجلس شورای اسلامی در آخرین سال جنگ  با حضور سه تشکل مهم و فعال به نام‌های جامعهٔ روحانیت مبارز تهران، مجمع روحانیون مبارز و ائتلاف مستضعفین و محرومین در شرایط خاص و حساس جنگ برگزار و در دوره سازندگی ادامه یافت. سومین دوره مجلس شورای اسلامی ما بین سال‌های ۱۳۶۷ تا ۱۳۷۱ بوده. رئیس مجلس اکبر هاشمی رفسنجانی بود که پس از انتخاب وی به عنوان رئیس‌جمهور، مهدی کروبی رئیس مجلس شد.
پذیرش قطعنامهٔ ۵۹۸ و پایان جنگ هشت ساله، درگذشت روح الله خمینی  ، انتخاب سید علی خامنه ای به عنوان رهبر انقلاب اسلامی، بازنگری در قانون اساسی و ادغام ریاست جمهوری و نخست‌وزیری از حوادث مهم این دوره و سازندگی ویرانه‌های جنگ، مهم‌ترین اتفاقات و مسائل این دوره از مجلس تصویب اولین قانون برنامه پنجساله توسعه بود. در این دوره از مجلس شورای اسلامی ۲۵۶ قانون به تصویب رسید که از این تعداد ۱۳۶ قانون در قالب لایحه و ۱۲۰ قانون در قالب طرح به مجلس ارائه شده بود از مهم‌ترین این قوانین: قانون برنامه پنج ساله توسعه اول، قانون بخش تعاون، قانون مالیات تعاون ملی برای بازسازی، اختصاص بودجه برای بازسازی مناطق جنگ زده و محرومیت زدایی، قانون تضمین خرید محصولات اساسی کشاورزی، قانون اصلاح مواردی از قانون انتخابات مجلس شورای اسلامی، قانون حمایت از انقلاب اسلامی مردم فلسطین، قانون مجازات اخلال‌گران در نظام اقتصادی کشور، قانون تشکیل وزارت دفاع و پشتیبانی نیروهای مسلح.

### فعالیت ۴ ساله نماینده سومین دوره مجلس شورای اسلامی در صحن علنی با توجه به مشروح مذاکرات مجلس
| سومین دوره مجلس شورای اسلامی: (سال های ۱۳۶۷–۱۳۷۱) حمیدالدین ملازهی |           |             |                |                     |                        |                            |                  |
| تعداد جلسات سومین دوره                                             | تعداد نطق | تعداد سئوال | تعداد تذکرکتبی | تعداد تذکر آئین‌نامه | تعداد تذکر قانون اساسی | مشارکت در خصوص طرح و لایحه | پیشنهاد بودجه ای |
| ۴۸۹                                                                | ۶ مورد    | ۲ مورد      | ۱۳ مورد        | -                   | -                      | -                          | ۳ مورد           |

(منبع: مشروح مذاکرات مجلس شورای اسلامی دوره سوم)
مجموع صحبت‌های حمیدالدین ملازهی در صحن علنی مجلس شورای اسلامی در طول ۴ سال۵۰ دقیقه بوده است.

### نطق‌ها
| مفاهیم اساسی درنطق‌های حمیدالدین ملازهی طی ۴ سال سومین دوره مجلس شورای اسلامی                                                                                 | | |
| تعداد نطق: ۶ مورد مدت زمان نطق: ۴۵ دقیقه- جلسه ۸ (۶دقیقه)، جلسه ۱۷۱ (۷دقیقه)، جلسه ۲۳۲ (۵دقیقه)، جلسه ۲۸۴ (۷دقیقه)، جلسه ۳۶۶ (۱۰ دقیقه)، جلسه ۴۱۷ (۱۰ دقیقه) | | |
| مفاهیم حوزه بین‌الملل | مفاهیم سیاسی- اجتماعی | مفاهیم اقتصادی و توسعه‌ای |
| *تبلیغات استکبار و ضدانقلاب در خصوص اصالت انتخابات آزاد و سالم *شروع بکار مجمع تقریب مذاهب اسلامی *محکوم کردن کنفرانس مادرید                                 | * نظارت مستقیم مردم بر عملکرد نمایندگان *تأکید بر وحدت اسلامی *حمایت از رای اعتماد به دولت میرحسین موسوی *تبریک به آقای هاشمی رفسنجانی به عنوان جانشین فرمانده کل قوا *بی‌مهری به دولت بی‌مهری به اسلام است *تقدیر از دولت در توسعه اقتصاد سیاسی *حمایت از قطع‌نامه ۵۹۸ به عنوان تنها راه کار صلح با توجه به دستور امام (ره) تقدیر از نقش ایران از آزادسازی گروگان‌های (جاسوسان) آمریکایی در لبنان *حمایت فلسطین و قدس شریف *انتقاد از نحوه عملکرد وزارت کشور در خصوص تقسیمات کشوری به‌طور اخص نحوه تقسیم‌بندی شهرستان نیک‌شهر | *تایید عملکرد دولت میرحسین موسوی علی‌رغم جنگ در اقدامات عمرانی استان و منطقه *تقدیر از اقدامات دولت نظیر برق‌رسانی، آب‌رسانی، ایجاد شبکه راه، بهداشت و درمان، توسعه کشاورزی و دامپروری، صنایع دستی، نساجی، اقدامات فرهنگی و آموزشی *راه‌اندازی کارخانجات عظیم ریسندگی و بافندگی بافت بلوچ از حیث خرید و نصب ماشین‌آلات چاپ، رنگ *ساخت مدارس در منطقه *استفاده پزشکان مؤمن و معتقد در منطقه ابراز رضایت از پیشرفت‌های عمرانی در شهرستان ایرانشهر *تقدیر از دولت بابت محرومیت‌زدایی مخابراتی از ایرانشهر *ابراز رضایت از تأمین اعتبار از سوی سازمان برنامه و بودجه *کمبود سوخت برای امور کشاورزی تذکر در خصوص خرابی راه‌های رحمت‌آباد ریگان به ایرانشهر و ایرانشهر به زاهدان *تذکر در خصوص بی‌مهری گزینش در آموزش عالی و آموزش و پرورش (در خصوص رد پذیرفته‌شدگان در کنکور) *رد صلاحیت افراد بومی در جذب آموزش و پرورش *درخواست از وزیر علوم جهت تعیین تکلیف زمین دانشگاه ایرانشهر *درخواست تأسیس دانشکده کشاورزی و صنعتی *درخواست سریع برای مقابله با بیماری مالاریا با تکمیل کادر پزشکی *تأسیس رشته‌های علوم دینی اهل سنت در دانشگاه‌ها *درخواست آب شیرین‌کن شهرستان چابهار *تذکر در خصوص کمبود سوخت *ابراز رضایت در خصوص فرایند خودکفایی گندم کشور با اقدامات اصلاح بذر و ضدعفونی شده، توزیع ماشین‌آلات کشاورزی، آموزش کشاورزان و تأمین اعتبارات لازم *کمبود آب ایرانشهر *درخواست تأمین اعتبار برای تکمیل لوله‌های انتقال آب سرکهوران به ایرانشهر *مهاجرت از روستاها به خاطر کمبود آب *انتقاد از مدیریت شبکه برق *تذکر در خصوص خرابی راه‌های ایرانشهر به بم و زاهدان *درخواست اعتبار برای جبران خسارت سیل *اجرا و راه‌اندازی مرکز مخابرات دیجیتال در بمپور *ابراز رضایت از تحقق اهداف برنامه پنجساله *عدم رضایت از وزارتخانه‌های راه و ترابری، نفت و نیرو به واسطه بی‌مهری به منطقه *کمبود برق و آب *کمبود امکانات بهداشتی و شیوع بیماری‌های مختلف *اتمام سد پیشین *در حال انجام بودن نیروگاه بخار ۲۵۰ مگاواتی *شروع بهسازی و آسفالت راه ایرانشهر به رستم‌آباد بم، راه سرباز به راسک، راه سرباز به تکو، راه بمپور به دلگان *توسعه کشاورزی مکانیزه و نیم مکانیزه خصوصاً در کشت گندم |

(منبع: مشروح مذاکرات مجلس شورای اسلامی دوره سوم)

### تذکرات
| تذکرات کتبی حمیدالدین ملازهی دیدگاه به مسئولین اجرایی در سومین دوره مجلس شورای اسلامی |            |                                  |                                                                                             |
| تعداد تذکرات کتبی: ۱۳ مورد                                                            |            |                                  |                                                                                             |
| ردیف                                                                                  | شماره جلسه | مخاطب                            | موضوع                                                                                       |
| ۱                                                                                     | ۷۳         | وزیر راه و ترابری                | برقراری پروازهای منظم هواپیمایی آسمان به ایرانشهر                                           |
| ۲                                                                                     | ۷۳         | وزیر بهداشت، درمان و آموزش پزشکی | رسیدگی فوری به وضع بهداشت و درمان ایرانشهر                                                  |
| ۳                                                                                     | ۸۲         | وزیر آموزش و پرورش               | تسریع درمعرفی مدیرکل آموزش و پرورش استان سیستان و بلوچستان                                  |
| ۴                                                                                     | ۸۲         | وزیر نفت                         | تسریع احداث انبار نفت ایرانشهر                                                              |
| ۵                                                                                     | ۱۲۵        | آقای نخست‌وزیر                    | تسریع در رسیدگی به‌مناطق آسیب دیده سیل اخیر ایرانشهر                                         |
| ۶                                                                                     | ۱۲۵        | وزیر نفت                         | تسریع درمورد تأمین گازوییل پمپ‌های کشاورزی و نیروگاه‌های ایرانشهر                             |
| ۷                                                                                     | ۱۶۰        | وزیر نفت                         | تسریع در احداث انبار سوخت ایرانشهر                                                          |
| ۸                                                                                     | ۱۹۶        | وزیر بهداشت، درمان و آموزش پزشکی | رسیدگی فوری به وضع بهداشت و درمان ایرانشهر و تأمین داروی آن                                 |
| ۹                                                                                     | ۲۰۱        | وزیر بهداشت، درمان و آموزش پزشکی | علت برخورد نامناسب مسؤولین اورژانس بیمارستان طرفه تهران با بیماران اورژانس و عدم پذیرش آنان |
| ۱۰                                                                                    | ۲۴۶        | وزیر نفت                         | تسریع در احداث انبار سوخت ایرانشهر                                                          |
| ۱۱                                                                                    | ۲۵۳        | وزیر نفت                         | تسریع در احداث انبار سوخت و تأمین سوخت شهرستان ایرانشهر                                     |
| ۱۲                                                                                    | ۳۱۰        | وزیر فرهنگ و آموزش و عالی        | تسریع در تأسیس دانشکده‌های نساجی و معدن ایرانشهر                                             |
| ۱۳                                                                                    | ۴۲۳        | وزیر نفت                         | تأمین نفت سفید مورد نیاز اهالی ایرانشهر                                                     |

(منبع: مشروح مذاکرات مجلس شورای اسلامی دوره سوم)

### سئوالات
| سئوالات حمیدالدین ملازهی از مسئولین اجرایی در دومین دوره مجلس شورای اسلامی |            |                                  | | |
| تعداد سئوالات ۲ مورد                                                       |            |                                  | | |
| ردیف                                                                       | شماره جلسه | مخاطب                            | موضوع | نتیجه |
| ۱                                                                          | ۸۴ و ۱۰۲   | وزیر محترم جهادسازندگی           | علت امتناع جهاد از تحویل گرفتن راه‌های روستایی و علت عدم انجام بازسازی و نگهداری به‌موقع راه‌ها از طرف جهاد | |
| ۲                                                                          | ۲۱۹ و ۲۳۲  | وزیر بهداشت، درمان و آموزش پزشکی | | طی نامه‌ای قبلاً سؤالی از وزیر بهداشت و درمان و آموزش پزشکی کرده بودند چون مقصود تأمین شده سؤال را پس گرفتند |

(منبع: مشروح مذاکرات مجلس شورای اسلامی دوره سوم)

### لوایح بودجه‌ای
| مشارکت در بررسی لوایح بودجه‌های سال۱۳۶۷ تا ۱۳۷۱ حمیدالدین ملازهی از مسئولین اجرایی در سومین دوره مجلس شورای اسلامی |                |               | |                       |           |
| ردیف | شماره جلسه     | تبصره         | موضوع | پیشنهاد/ موافق/ مخالف | نتیجه     |
| ۱ | ۹۷ (سال ۱۳۶۸)  | ۴۹            | استفاده‌کنندگان از این تبصره برای کاردانی به مدت دو سال و برای کارشناسی سه سال بعد از پایان دوره در منطقه محروم خدمت نمایند | موافق                 | تصویب شد  |
| ۲ | (سال ۱۳۷۰)     | ۲۹ بند ۱۴     | اضافه کردن عبارت «کمیته تخصیص ارز مکلف است سی درصد ارز فوق را برای محرومیت زدایی استان سیستان و بلوچستان منظور نماید»      | موافق                 | تصویب نشد |
| ۳ | ۲۵۲ (سال ۱۳۷۰) | بند ج تبصره ۴ | که هجده درصد اعتبار این تبصره به بیست‌و پنج درصد افزایش یابد                                                                | موافق                 | تصویب نشد |

(منبع: مشروح مذاکرات مجلس شورای اسلامی دوره سوم)
*زمان نطق در خصوص پیشنهادها مطرح شده ۵ دقیقه می‌باشد.

## نورمحمد ربوشهدوره چهارم
چهارمین دوره مجلس شورای اسلامی
(از سال ۱۳۷۱ تا ۱۳۷۵)
چهارمین دورهٔ مجلس شورای اسلامی با ریاست   علی اکبر ناطق نوری شروع به کار کرد. این مجلس ما بین سال‌های ۱۳۷۱ تا ۱۳۷۵ بوده است. در ابتدای مجلس چهارم، مرکز پژوهش‌های مجلس شروع به کار کرد، این نهاد به عنوان بازوی پژوهشی مجلس عمل می‌کرد و وظیفه داشت تا با ایجاد زمینه مناسب و انجام کارهای علمی و پژوهشی جوانب مختلف طرح‌ها و لوایح مطرح شده را برای نمایندگان بشکافد یا زمینه مطرح شدن طرح‌های مناسب برای رفع مشکلات را فراهم کند. تصویب قانون ادغام وزارتخانه‌های صنایع و صنایع سنگین و تشکیل وزارت صنایع، نیز در این مجلس بود.
پایان اولین برنامه پنج‌ساله توسعه اقتصادی با مصوبه‌هایی در راستای سیاست باز اقتصادی، استقراض خارجی، واگذاری و خصوصی‌سازی و کاهش یارانه‌ها در این دوره پی گرفته شد. همراهی بی‌چون و چرای مجلس با دولت در حمایت از طرح‌های اقتصادی و رویکرد دورهٔ سازندگی. بررسی و تصویب دومین برنامه پنج‌ساله توسعه اقتصادی از مصوبات مجلس چهارم بود. قانون مناطق دریایی جمهوری اسلامی ایران در خلیج فارس و دریای عمان، قانون حمایت قضایی از بسیج، قانون رسیدگی به تخلفات اداری، قانون نظام مهندسی ساختمان، قانون چگونگی کاهش آلودگی هوا، قانون ممنوعیت تصدی بیش از یک شغل

### فعالیت ۴ ساله نماینده چهارمین دوره مجلس شورای اسلامی در صحن علنی با توجه به مشروح مذاکرات مجلس
| چهارمین دوره مجلس شورای اسلامی: (سال های ۱۳۷۱–۱۳۷۵) نورمحمد ربوشه |           |             |                |                     |                        |                            |                  |
| تعداد جلسات چهارمین دوره                                          | تعداد نطق | تعداد سئوال | تعداد تذکرکتبی | تعداد تذکر آئین‌نامه | تعداد تذکر قانون اساسی | مشارکت در خصوص طرح و لایحه | پیشنهاد بودجه ای |
| ۴۲۶                                                               | ۷ مورد    | -           | ۵ مورد         | -                   | -                      | ۴ مورد                     | ۶ مورد           |

(منبع: مشروح مذاکرات مجلس شورای اسلامی دوره چهارم)
مجموع صحبت‌های نورمحمد ربوشه در صحن علنی مجلس شورای اسلامی در طول ۴ سال۵۷ دقیقه بوده است.

### نطق‌ها
| مفاهیم اساسی درنطق‌های آقای نورمحمد روبوشه طی ۴ سال | | |
| تعداد نطق:۷ مورد مدت زمان: ۴۳ دقیقه، جلسه ۱۳ (۵ دقیقه)، جلسه ۶۶ (۳ دقیقه)، جلسه ۱۰۳ (۳دقیقه)، جلسه ۱۳۷ (۱۰ دقیقه)، جلسه ۱۴۶ (۱۰ دقیقه)، جلسه ۲۴۳ (۷ دقیقه)، جلسه ۲۹۵ (۳ دقیقه) | | |
| مفاهیم حوزه بین‌الملل | مفاهیم سیاسی                                                                                                 | مفاهیم اقتصادی و توسعه ای |
| محکومیت حمله ارمنستان به آذربایجان محکومیت صلح عرفات با اسرائیل حمایت از مسلمانان سراسر جهان افغانستان کشمیر، بوسنی                                                            | محکومیت زدن هواپیمایی مسافری ایران توسط آمریکا حمایت از کابینه آقای هاشمی برای رای اعتماد توطئه تهاجم فرهنگی | ضعف مدیریت و کم‌کاری در دستگاه‌های اجرایی پیگیری اعتبارات محرومیت زدایی پیگیری پروژه‌های آب و برق رسانی پیگیری اعتبار ارزی برای بافت بلوچ پیگیری احداث بیمارستان ۹۶ تختخوابی کمبود امکانات ورزشی پیگیری خرید تضمینی محصولات کشاورزی توسط دولت درخواست اعتبار برای محرومیت زدایی پیگیری احداث دانشگاه دولتی در ایرانشهر کمبود سوخت در استان پیگیری احداث راه، آب و برق به روستاها حل مشکل گازرسانی تصویب برنامه دوم توسعه بر مبنای عدالت توسعه بخشی و توسعه مناطق پرداخت خسارت سیل پیگیری ساخت سدهای بزمان- سرکهوران دلگان، سرباز- راسک تقدیر از رئیس‌جمهور به خاطر اقدامات محرومیت زدایی |

(منبع: مشروح مذاکرات مجلس شورای اسلامی دوره چهارم)
| تذکرات کتبی نورمحمد ربوشه دیدگاه به مسئولین اجرایی در چهارمین دوره مجلس شورای اسلامی |            |                                  | |
| تعداد تذکرات کتبی: ۵ مورد                                                            |            |                                  | |
| ردیف                                                                                 | شماره جلسه | مخاطب                            | موضوع |
| ۱                                                                                    | ۶۵         | وزیر کشور                        | رسیدگی فوری به سیل‌زدگان منطقه دلگان و بزمان و اعزام هیأتی به آن منطقه جهت رسیدگی به‌امور سیل‌زدگان                 |
| ۲                                                                                    | ۱۲۴        | وزیر بهداشت، درمان و آموزش پزشکی | تسریع در تأسیس دانشکده پرستاری ایرانشهر و دادن امکانات مورد نیاز در سال جاری                                     |
| ۳                                                                                    | ۱۲۴        | وزیر فرهنگ و آموزش عالی          | راه‌اندازی دانشگاه پیام نور سیستان و بلوچستان                                                                     |
| ۴                                                                                    | ۱۲۶        | وزیر کشور و دادگستری             | فک غیرقانونی قرار بازداشت شهردار سابق زاهدان و معاونت فعلی اجرایی و برنامه‌ریزی استانداری سیستان و بلوچستان       |
| ۵                                                                                    | ۲۵۳        | وزیر بهداشت، درمان و آموزش پزشکی | صدور دستور جلوگیری از انتقال دانشجویان دانشکده پرستاری از ایرانشهر به زاهدان و دایر شدن دانشکده پرستاری ایرانشهر |

تذکرات
(منبع: مشروح مذاکرات مجلس شورای اسلامی دوره چهارم)

### طرح‌ها و لوایح
| نورمحمد ربوشه: مشارکت در بررسی طرح‌ها و لوایح دوره چهارم |                       | | |            |      |
| تعداد جلسات مشارکت: ۴ جلسه                              |                       | | |            |      |
| نتیجه                                                   | پیشنهاد/ موافق/ مخالف | موضوع | عنوان طرح/ لایحه | شماره جلسه | ردیف |
| قابل طرح نیست                                           | موافق                 | در مناطق محروم که کشاورزان توان پرداخت هزینه آزمایش خاک منطقه یا مزارع خویش را ندارند وزارت کشاورزی هزینه را تقبل و پرداخت نماید | اجازه تأسیس آزمایشگاه تجزیه خاک و گیاه و آزمایشگاه‌های تشخیص آفات و بیماریهای گیاهی توسط بخش تعاونی و خصوصی                                                                                             | ۱۹         | ۱    |
| تصویب نشد                                               | مخالف                 | | چگونگی اداره مناطق آزاد تجاری ـ صنعتی جمهوری اسلامی ایران و تصویب موادی از آن | ۱۱۸        | ۲    |
| تصویب نشد                                               | موافق                 | بند «ب» «و سازمان امور اداری و استخدامی کشور» هم اضافه شود                                                                       | طرح دوفوریتی نحوه واگذاری سهام دولتی و متعلق به دولت، به ایثارگران و کارگران و تصویب موادی از آن | ۲۴۳        | ۳    |
| تصویب نشد                                               | موافق                 | عمران مناطق محروم از لحاظ راه‌های مواصلاتی و وضعیت عمران                                                                          | گزارش شور دوم کمیسیون مسکن و شهرسازی و راه و ترابری درخصوص لایحه فروش یا اجاره ماشین‌آلات و امکانات مربوط به طرح‌های بنادر منطقه چابهار و دریافت وجوه آن از خزانه پس از واریز وجوه مزبور به خزانه‌داری کل | ۳۲۲        | ۴    |

(منبع: مشروح مذاکرات مجلس شورای اسلامی دوره چهارم)
*زمان نطق در خصوص پیشنهاد طرح‌ها و لوایح مطرح شده ۴ دقیقه می‌باشد.

### لوایح بودجه‌ای
| نورمحمد ربوشه: مشارکت در بررسی لوایح بودجه‌های سال ۱۳۷۱ تا ۱۳۷۵ |            |                               | |                       |           |
| ردیف                                                           | شماره جلسه | تبصره                         | موضوع | پیشنهاد/ موافق/ مخالف | نتیجه     |
| ۱                                                              | ۷۶         | بند ج تبصره ۴ سال(۱۳۷۲)       | اضافه کردن عبارت وزارت تعاون | موافق                 | تصویب شد  |
| ۲                                                              | ۷۶         | بند الف تبصره ۶               | اضافه کردن عبارت مبلغ پنج میلیارد ریال از سقف ردیف ۵۰۳۰۰۲ علاوه بر سهمیه عادی به طرح‌های عمرانی سیستان و بلوچستان با تصویب هیئت وزیران در اختیار دستگاه‌های مربوطه قرار خواهد گرفت | موافق                 | تصویب شد  |
| ۳                                                              | ۷۸         | بند (و) تبصره (۱۲) (سال ۱۳۷۲) | هر دستگاه اجرایی که به هر دلیل حاضر به تخلیه اماکن مطروحه نباشد معادل قیمت کارشناسی روز، مکان مربوطه محاسبه و سازمان برنامه و بودجه بدون الزام به رعایت محدودیت‌های جابه‌جایی در بودجه جاری و عمرانی سال ۷۲ دستگاه مذکور از دستگاه متصرف کسر و به بودجه وزارت اطلاعات اضافه می‌گردد | موافق                 | تصویب نشد |
| ۴                                                              | ۷۹         | بند (د) تبصره (۲۵) (سال ۱۳۷۲) | اولویت برق‌رسانی (۱۰۰) روستا نیز سهمیه بلوچستان می‌باشد | موافق                 | تصویب نشد |
| ۵                                                              | ۲۰۵        | بند «ه‍» تبصره (۲۰) (سال ۱۳۷۳)  | حذف بند (در خصوص دفاتر هواپیمایی) | موافق                 | تصویب نشد |
| ۶                                                              | ۲۰۵        | بند «ه‍» تبصره (۲۱) (سال ۱۳۷۳)  | حذف بند (اعتبارات بخشها و دهستانهای محروم براساس پیشنهاد دفتر مناطق محروم ریاست جمهوری و سازمان برنامه و بودجه بر اساس فلان توزیع می‌شود. اعتبارات نقاط محروم یا جزء یک بند (الف) تبصره (۶) است، که صراحتاً تصویب شده «به پیشنهاد دفتر نقاط محروم و تصویب رئیس‌جمهور» یا تبصره (۳۷) است که آنجا براساس جدولی که به استناد ضرایب محرومیت‌ها هر سال توسط دفتر مناطق محروم ریاست جمهوری تصویب می‌شود و توزیع می‌شود انجام می‌شده است) | موافق                 | تصویب شد  |

(منبع: مشروح مذاکرات مجلس شورای اسلامی دوره چهارم)
*زمان نطق در خصوص پیشنهاد مطرح شده ۱۰ دقیقه می‌باشد.

## خدابخش رئیسیدوره پنجم
پنجمین دوره مجلس شورای اسلامی
(از سال ۱۳۷۵ تا ۱۳۷۹)
پنجمین دورهٔ مجلس شورای اسلامی با ریاست حجت‌الاسلام علی‌اکبر ناطق نوری شروع به کار کرد. مجلس پنجم شورای اسلامی از خردادماه سال ۱۳۷۵ تا خردادماه سال ۱۳۷۹ در یکی از حساس‌ترین برهه‌های حیات جمهوری اسلامی ایران از منظر داخلی و بین‌المللی و در بحبوحه استقرار دو دولت سازندگی و اصلاحات تشکیل شد. حوادثی در عمر و حیات این دوره از مجلس شورای اسلامی بر کشور گذشت که از جمله آنها می‌توان به برپایی دادگاه میکونوس، تصویب قانون داماتو در کنگره آمریکا، استیضاح عبدالله نوری و عطاالله مهاجرانی، اصلاح قانون مطبوعات، حادثه کوی دانشگاه و قتل‌های زنجیره‌ای اشاره کرد. یکی از مهم‌ترین اتفاقات در دوران فعالیت مجلس پنجم، انتخابات ریاست جمهوری هفتم بود. در این انتخابات حجت الاسلام ناطق نوری رئیس مجلس و سید محمد خاتمی به رقابت پرداختند و در نهایت خاتمی پیروز انتخابات شد. پایان دومین برنامه پنج‌ساله توسعه اقتصادی بررسی و تصویب سومین برنامه پنج‌ساله توسعه اقتصادی از مصوبات مجلس پنجم بود. همچنین اموری نظیر اصلاح ساختار مدیریت اجرایی، نظام مالیاتی، نظام بودجه‌ریزی قانون برنامه و بودجه، حل مشکل اشتغال و حقوق و دستمزد، ایجاد پست مناسب برای توسعه سرمایه‌گذاری و اصلاح نظام آماری در دستور این دوره از مجلس بوده است.
پنجمین نماینده مجلس از حوزه انتخابیه ایرانشهر بزرگ خدابخش رئیسی
متولد: ۱۳۳۲
محل تولد: نیکشهر
کل آراء: ۱۰۳٬۳۲۱
آراء موخوذه: ۳۷٬۳۵۸ (۱/۳۶٪)
تحصیلات: لیسانس الهیات فعالیت ۴ ساله نماینده پنجمین دوره مجلس شورای اسلامی در صحن علنی با توجه به مشروح مذاکرات مجلس
| پنجمین دوره مجلس شورای اسلامی: (سال های ۱۳۷۵–۱۳۷۹) خدابخش رئیسی |           |             |                |                     |                        |                            |                  |
| تعداد جلسات پنجمین دوره                                         | تعداد نطق | تعداد سئوال | تعداد تذکرکتبی | تعداد تذکر آئین‌نامه | تعداد تذکر قانون اساسی | مشارکت در خصوص طرح و لایحه | پیشنهاد بودجه ای |
| ۳۸۷                                                             | ۳ مورد    | -           | -              | -                   | -                      | -                          | -                |

(منبع: مشروح مذاکرات مجلس شورای اسلامی دوره پنجم)
مجموع صحبت‌های خدابخش رئیسی در صحن علنی مجلس شورای اسلامی در طول ۴ سال ۳۰ دقیقه بوده است.
نطق‌ها
| مفاهیم اساسی در نطق‌های آقای خدابخش رئیسی طی ۴ سال دوره پنجم مجلس شورای اسلامی                      | | |
| تعداد نطق: ۳ مورد مدت زمان: ۳۰ دقیقه- جلسه ۵۲ (۱۰ دقیقه)، جلسه ۱۷۸ (۱۰ دقیقه)، جلسه ۲۸۷ (۱۰ دقیقه) | | |
| مفاهیم حوزه بین‌الملل                                                                               | مفاهیم سیاسی | مفاهیم اقتصادی و توسعه‌ای |
| *وحدت جهان اسلام                                                                                   | *وحدت شیعه و سنی *جناح گرایی *انتقاد از عملکرد نیروی انتصابی در منطقه *آزادی‌های سیاسی مشروع در قالب قانون اساسی *پرهیز جناح گرایی در پست‌های مدیریتی *وحدت اسلامی *رفع تبعیض در مدیریت‌ها | *توزیع نامناسب و ناعادلانه مدیریت‌ها در استان *گرانی کالاهای اساسی و معیشتی *نظارت بر قیمت‌گذاری‌ها *درصد بالای بازماندگان از تحصیل *کمبود کادر آموزشی و امکانات و فضای‌آموزشی *اعتبار کم طرح روستا مرکزی *کمبود شدید پزشکان متخصص *افزایش بیماری مالاریا *عدم وجود پروژه‌های اشتغالزا *توسعه بازارچه‌های مرزی *کمبود سوخت *خاموشی‌های بلندمدت برق *ادامه عملیات فاز (۲٬۳٬۴) نیروگاه بخاری ایرانشهر *واگذاری زمین پایین دست سد برای‌کشاورزی *تقویت دانشگاه ایرانشهر و افزایش‌رشته *افزایش سقف بودجه استان *انتقال آب سد پیشین *سدسازی *تکمیل پروژه انتقال آب شمس‌آباد *روش‌های غیرمعمول واگذاری موافقت اصولی *رتبه آخر وضعیت صنعتی استان *فضای نامناسب آموزش *نبود امکانات رفاهی و اوقات فراغت *تأسیس مراکز تربیت معلم در هر شهرستان *فعال نمودن طرح روستا مرکزی *توسعه مراکز آموزش عالی در ایرانشهر * تسریع در آبرسانی روستاها *تسریع در احداث راه‌های روستایی *تقویت شهرداریهای شهرستان *کنترل افزایش قیمت‌ها *افزایش حقوق کارمندان *نرخ ۱۷ درصدی بیکاری |

(منبع: مشروح مذاکرات مجلس شورای اسلامی دوره پنجم)

## نورمحمد ربوشهدوره ششم
ششمین دوره مجلس شورای اسلامی
(از سال ۱۳۷۹ تا ۱۳۸۳)
ششمین دورهٔ مجلس شورای اسلامی با ریاست حجت‌الاسلام مهدی کروبی شروع به کار کرد. مجلس ششم شورای اسلامی از خردادماه سال ۱۳۷۹ تا خردادماه سال ۱۳۸۳ در این دوره، جبهه دوم خرداد (اصلاح طلبان) اکثریت مطلق مجلس را به دست آورد. حضور یک نماینده زن در هیئت رئیسه مجلس برای اولین بار در تاریخ پارلمانی کشور از موضوعات با اهمیت این دوره بوده است. کارنامهٔ مجلس ششم مخصوصاً در زمینهٔ سیاسی با فراز و نشیب‌های بسیاری توأم بوده است. که بعضاً موجب تنش‌هایی در عرصه سیاسی کشور گردید.
تصویب قانون برنامه پنج ساله چهارم، قانون نحوه اهدا جنین به زوجین نابارور، قانون احترام به آزادی‌های مشروع و حفظ حقوق شهروندی، قانون ممنوعیت بازداشت کسانی که مصدومین را به مراکز درمانی منتقل می‌نمایند، قانون انطباق امور اداری و فنی موسسات پزشکی با موازین شرع مقدس، از جمله مصوبات این دوره از مجلس شورای اسلامی است.
ششمین نماینده مجلس از حوزه انتخابیه ایرانشهر بزرگ نورمحمد ربوشه
متولد: ۱۳۳۹
محل تولد: بزمان
کل آراء: ۱۳۹٬۳۶۷
آراء موخوذه: ۷۲٬۲۹۶ (۸/۵۱٪)
تحصیلات: لیسانس ادبیات فارسی

### فعالیت ۴ ساله نماینده ششمین دوره مجلس شورای اسلامی در صحن علنی با توجه به مشروح مذاکرات مجلس
| ششمین دوره مجلس شورای اسلامی: (سال های ۱۳۷۹–۱۳۸۳) نورمحمد ربوشه |           |             |                |                     |                        |                            |                  |
| تعداد جلسات ششمین دوره                                          | تعداد نطق | تعداد سئوال | تعداد تذکرکتبی | تعداد تذکر آئین‌نامه | تعداد تذکر قانون اساسی | مشارکت در خصوص طرح و لایحه | پیشنهاد بودجه ای |
| ۴۳۲                                                             | ۷         | -           | -              | ۱۴                  | ۸                      | ۱                          | ۴                |

(منبع: مشروح مذاکرات مجلس شورای اسلامی دوره ششم)
مجموع صحبت‌های نورمحمد ربوشه در صحن علنی مجلس شورای اسلامی در طول ۴ سال ۸۷ دقیقه بوده است.

### نطق‌ها
| مفاهیم اساسی در نطق‌های آقای نورمحمد ربوشه طی ۴ سال دوره ششم مجلس شورای اسلامی | | |
| تعداد نطق: ۷ مورد مدت زمان: ۵۰ دقیقه – جلسه ۵۵ (۱۰ دقیقه)، جلسه ۱۱۵ (۵ دقیقه)، جلسه ۲۵۴ (۱۰ دقیقه)، جلسه ۳۰۳ (۵ دقیقه)، جلسه ۳۴۶ (۵ دقیقه)، جلسه ۳۸۸ (۵ دقیقه)، جلسه ۴۱۵ (۱۰ دقیقه) | | |
| مفاهیم حوزه بین‌الملل | مفاهیم سیاسی | مفاهیم اقتصادی و توسعه‌ای |
| *حمایت از فلسطین *ارتقا ایران در روابط بین‌المللی براساس ایده گفتگوی تمدن‌ها *ایجاد گفتگو در سطح بین‌الملل توسط رئیس‌جمهور                                                              | *رعایت حقوق شهروندی *تأکید از احراز از کارشکنی جناحی *اعتراض به ورود نیروهای امنیتی به دانشگاه‌ها *عدم برخورد جناحی توسط شورای نگهبان در بحث انتصاب *تذکر بر حفظ استقلال مجلس *عدم تضعیف جمهوریت نظام *عدم توجه به فرهنگ بلوچ توسط صدا و سیما *دعوت به همکاری بین جناح‌های سیاسی کشور *اشاره به مشارکت سیاسی بالا (مشارکت حداکثری) انتخابات *حقوق شهروندی و دولت پاسخگو ۲ *کاستن از نگاه امنیتی به منطقه *امنیت پایدار *تأکید بر رعایت تفکیک اصل قوا *تمرکز بر وحدت *وحدت *ابطال انتخابات ایرانشهر | *تاکید بر مشکلات زیرساختی *فقدان زیرساخت‌های توسعه‌ای استان *کمبود منابع و اعتبارات در سطح استان *تبعیض در تخصیص منابع و اعتبارات *فقدان ردیف اعتباری برای مرکز آموزش عالی ایرانشهر *نرخ بالای بیکاری *انتقاد از وضعیت راه‌ها و فرودگاه *اصلاح تقسیمات سیاسی در استان و ایجاد زیرساخت به این منظور *تذکر در خصوص وضعیت بهداشت *توجه به توسعه پایدار *اجرای برنامه‌های محرومیت‌زدایی *درخواست توزیع منابع و اعتبارات به صورت عادلانه *افزایش کمک‌های معیشتی *تجهیز بیمارستان *درخواست اجرای راه‌آهن ایرانشهر- زابل *توجه به زیرساخت‌ها *جبران خسارت سیل |

نطق‌ها
(منبع: مشروح مذاکرات مجلس شورای اسلامی دوره ششم)

### تذکرات آئین‌نامه‌ای
| تذکرات آئین‌نامه‌ای نورمحمد ربوشه دیدگاه به مسئولین اجرایی در ششمین دوره مجلس شورای اسلامی |            |                    | |
| تعداد تذکرات آئین‌نامه ای: ۱۴ مورد                                                        |            |                    | |
| ردیف                                                                                     | شماره جلسه | مخاطب              | موضوع |
| ۱                                                                                        | ۸          | بررسی مواد (۴۷و۴۶) | * «بمنظور آشنایی نمایندگان با سوابق تحصیلی و کاری یکدیگر اداره کل قوانین موظف است قبل از تشکیل شعب، برای تعیین اعضای کمیسیونها» *«تخصص و تجربه و سابقه عضویت در آن کمیسیون»    |
| ۲                                                                                        | ۱۷         |                    | مدافع قانون اساسی باشند و اصل (۱۱۰) قانون اساسی که به صراحت سیاستهای کلی نظام را بعهده چه کسی گذاشته است، این هم جامع است و هم نمایندگان بدانند                                |
| ۳                                                                                        | ۶۸         |                    | حمایت از سرمایه داران |
| ۴                                                                                        | ۷۹         |                    | هیئت رئیسه بیشتر از هم خط‌ها و هم فکری‌های جناب آقای مزروعی است! وقتی غائبین را می‌گویند که عده‌ای از ما هستند و بقیه از ما نیستند                                                 |
| ۵                                                                                        | ۸۹         | ماده (۷۷)          | مطرح نکردن معیارهای ضدارزشی |
| ۶                                                                                        | ۱۰۳        | ماده (۲۳) بند (۱۱) | پاسخ سؤالها |
| ۷                                                                                        | ۱۱۸        | ماده سوم           | فروش آب که با حقوق مردم منافات کلی دارد |
| ۸                                                                                        | ۱۳۵        | ماده (۱۸۹)         | در برنامه پیشنهادی چاپی وزیری کلمه «از» و «در» جابجا شده، آیا این معیار مخالفت است که با برنامه منطبق نیست یا اصول قواعد انشایی آقایان خارج از موضوع صحبت نکنند                |
| ۹                                                                                        | ۱۳۷        | ماده(۱۹۰)          | مخالفین و موافقین منطبق با برنامه و وظایف قانونی شان باید راجع به وزراء پیشنهادی اظهار نظر کنند                                                                                |
| ۱۰                                                                                       | ۱۴۷        | ماده (۶۵)          | رسیدگی به اعتبارنامه را شروع… (همه آن را نمی‌خوانم) نسبت به مدارکی که در شورای نگهبان مورد رسیدگی قرار نگرفته و نسبت به مدارکی که پس از رسیدگی شورای نگهبان بدست آمده است.      |
| ۱۱                                                                                       | ۱۷۲        | ماده (۲۳) بند (۱۱) | «حفظ شأن، منزلت، اقتدار مجلس و دفاع از حقوق و جایگاه قانونی نمایندگان…» |
| تذکرات آئین‌نامه‌ای نورمحمد ربوشه دیدگاه به مسئولین اجرایی در ششمین دوره مجلس شورای اسلامی |            |                    | |
| تعداد تذکرات آئین‌نامه ای: ۱۴ مورد                                                        |            |                    | |
| ردیف                                                                                     | شماره جلسه | مخاطب              | موضوع |
| ۱۲                                                                                       | ۲۰۰        | ماده (۲۱)          | دستگاه‌های اجرایی که تعداد نفراتشان مشخص نیست، اگر در آموزش و پرورش امسال (۵) نفر مستعفی یا بازنشسته شد خودبخود نمی‌تواند جای (۵) نفر را بگیرد، مگر اینکه اذن مجلس را داشته باشد |
| ۱۳                                                                                       | ۲۰۱        | ماده استنادی (۲۲۴) | وضعیت کار کردن آموزشیاران یا مربیانی که در آموزش و پرورش |
| ۱۴                                                                                       | ۳۵۵        | ماده (۷۷)          | خلاف واقعیت راجع به استان |

(منبع: مشروح مذاکرات مجلس شورای اسلامی دوره ششم)
*زمان نطق در خصوص تذکرات آیین‌نامه‌ای مطرح شده ۲۰ دقیقه می‌باشد.

### طرح‌ها و لوایح
| نورمحمد ربوشه: مشارکت در بررسی طرح‌ها و لوایح دوره ششم |                       |                                                                          |                                     |            |      |
| تعداد جلسات مشارکت: ۱ مورد مدت زمان: ۲ دقیقه          |                       |                                                                          |                                     |            |      |
| نتیجه                                                 | پیشنهاد/ موافق/ مخالف | موضوع                                                                    | عنوان طرح/ لایحه                    | شماره جلسه | ردیف |
|                                                       | موافق                 | عبارت «با تأیید وزارت‌اطلاعات» در انتهای بند «ه‍» ماده (۱۵) حذف گردیده است. | لایحه کانون کارشناسان رسمی دادگستری | ۲۰۹        | ۱    |

(منبع: مشروح مذاکرات مجلس شورای اسلامی دوره ششم)
*زمان نطق در خصوص پیشنهادات مطرح شده ۲ دقیقه می‌باشد.

### لوایح بودجه‌ای
| نورمحمد ربوشه: مشارکت در بررسی لوایح بودجه‌های سال ۱۳۷۹ تا ۱۳۸۳ |            |                           | |                       |       |
| ردیف                                                           | شماره جلسه | تبصره                     | موضوع | پیشنهاد/ موافق/ مخالف | نتیجه |
| ۱                                                              | ۷۴         | تبصره ۸ (سال ۱۳۸۰)        | لحاظ شدن افزایش مالی در استخدام تربیت معلمها و معلمین حق‌التدریس                                                             | موافق                 |       |
| ۲                                                              | ۷۶         | تبصره ۲۰ (سال ۱۳۸۰)       | اگر پیمانکار یا مجری نتوانست پروژه را انجام بدهد با ضوابط خاصی که مقرر کردیم بتواند تغییر پیمانکار بدهد و پروژه را نخواباند | موافق                 |       |
| ۳                                                              | ۷۶         | بند ه تبصره ۲۷ (سال ۱۳۸۰) | برقی کردن چاه‌های کشاورزی | موافق                 |       |
| ۴                                                              | ۷۸         | تبصره ۴۵                  | حمایت از خانواده‌های شهداء و جانبازان متقاضی مسکن                                                                            | مخالف                 |       |

(منبع: مشروح مذاکرات مجلس شورای اسلامی دوره ششم)
*زمان نطق در خصوص پیشنهادات بودجه‌ای مطرح شده ۸ دقیقه می‌باشد.

### تذکر کتبی
| اخطار قانون اساسی نورمحمد ربوشه به مسئولین اجرایی در ششمین دوره مجلس شورای اسلامی |            |       | |
| تعداد اخطار قانون اساسی: ۸ مورد                                                   |            |       | |
| ردیف                                                                              | شماره جلسه | مخاطب | موضوع |
| ۱                                                                                 | ۷۱         |       | «رفع تبعیضات ناروا، ایجاد امکانات عادلانه» |
| ۲                                                                                 | ۷۷         |       | اخطار اصل (۸۵) قانون اساسی «سمت نمایندگی قائم به شخص است و قابل واگذاری به دیگری نیست… الی آخر ماده» |
| ۳                                                                                 | ۷۷         |       | ماده (۲۳) بند (۱۱) وظایف هیئت رئیسه محترم مجلس را برمی‌شمارد. بند (۱۱) می‌فرماید که: حفظ شأن و منزلت و اقتدار مجلس، دفاع از حقوق و جایگاه قانونی نمایندگان |
| ۴                                                                                 | ۸۰         |       | اصل (۵۷) می‌گوید: «اعمال حاکمیت در جمهوری اسلامی عبارتست از قوه مقننه، قوه مجریه و قوه قضائیه که زیرنظر ولایت مطلقه امر و امامت امت بر طبق اصول آینده این قانون اعمال می‌شود». |
| ۵                                                                                 | ۹۳         |       | اصل شصت و نهم |
| ۶                                                                                 | ۱۱۲        |       | بند (۸) اصل سوم، اشاره می‌فرماید که «مشارکت عامه مردم در تعیین سرنوشت سیاسی، اقتصادی، اجتماعی و فرهنگی خویش» |
| ۷                                                                                 | ۱۳۶        |       | قانون اساسی در اصل (۱۶۰) می‌گوید که «مسؤولیت کلیه مسائل مربوط به روابط قوه قضائیه با مقننه و مجریه بر عهده وزیر است و انتخاب وزیر هم، افرادی است که رئیس قوه قضائیه معرفی می‌کند» |
| ۸                                                                                 | ۱۷۶        |       | اصل (۸۶) قانون اساسی قانونگذار و مقنن گفته است که «نمایندگان مجلس در مقام ایفای وظایف نمایندگی در اظهارنظر و رأی خود کاملاً آزادند و نمی‌توان آنها را به سبب نظراتی که در مجلس اظهار کرده‌اند یا آرائی که در مقام ایفای وظایف نمایندگی خود داده‌اند، تعقیب یا توقیف کرد» * بند (۷) اصل (۱۱۰) |

اخطار قانون اساسی
(منبع: مشروح مذاکرات مجلس شورای اسلامی دوره ششم)
*زمان نطق در خصوص اخطار قانون اساسی مطرح شده ۷ دقیقه می‌باشد.

## گل محمد بامریدوره هفتم
هفتمین دوره مجلس شورای اسلامی
(از سال ۱۳۸۳ تا ۱۳۸۷)
هفتمین دورهٔ مجلس شورای اسلامی با ریاست غلامعلی حدادعادل شروع به کار کرد. مجلس هفتم شورای اسلامی از خردادماه سال ۱۳۸۳ تا خردادماه سال ۱۳۸۷ اکثر نمایندگان مجلس هفتم را اصولگرایان تشکیل داده بودند. پرهیز از موضعگیری‌های تند سیاسی و تنش‌های جناحی و اتخاذ مواضع اصولی در مسائل داخلی و خارجی، همیاری صمیمی در عین حال نقادانه و مستقل با دولت، تصویب قوانین در جهت حمایت از مصالح کشور و نظام و خدمتگزاری به مردم به ویژه اقشار آسیب‌پذیر و کم‌درآمد و توجه به نقاط محروم و روستایی و عشایر، از مجلس چهره‌ای خدمتگزار، آرام، منطقی و عملگرا و مسئولیت‌پذیر و زمان‌شناس و حافظ منافع ملی ترسیم نموده است. اعلام رضایتمندی رهبر معظم از مواضع مجلس هفتم در چند نوبت دیدار با نمایندگان گواه صادقی است. بررسی و تصویب قانون برنامه چهارم توسعه اقتصادی، اجتماعی و فرهنگی جمهوری اسلامی در مجلس هفتم انجام شد. برخی از مصوبات مجلس هفتم از این قرار می‌باشد. قانون تضمین خرید محصولات کشاورزی و تأمین ضرر و زیان دیرکرد به وسیله دولت و خرید سلف محصولات، قانون الزام دولت به اخذ مجوزرسمی شورای اسلامی در دو قرارداد ۱۲۴ و ۱۳۰توسعه معروف به ایران سل و فرودگاه امام خمینی، قانون تأمین منابع مالی برای جبران خسارت خشکسالی در سرمازدگی، قانون تأسیس صندوق ضمانت سرمایه‌گذاری صنایع کوچک و زودبازده قانون تثبیت قیمت‌های فرآورده‌هایی نفتی، قانون بیمه محصولات کشاورزی، قانون حمایت از ایجاد نواحی صنعتی روستایی، قانون دسترسی آزاد به شبکه حمل و نقل، ملی و توسعه راه‌های کشور، قانون برابر بودن دفترچه بیمه درمان شهر و روستا، قانون مربوط به برقی بودن چاه‌های کشاورزی، قانون تسهیل ازدواج جوانان، قانون ساماندهی قانون تخصیص ۲٪ از درآمد حاصل نفت و گاز به استانها نفت‌خیز و شهرستان‌ها و بخش‌های محروم، قانون حمایت از حقوق و مسئولیت‌های زنان در عرصه‌های داخلی و بین‌المللی، قانون لایحه اصل ۴۴ قانون اساسی و …
هفتمین نماینده مجلس از حوزه انتخابیه ایرانشهر بزرگ گل‌محمد بامری
متولد: ۱۳۴۱
محل تولد: ایرانشهر
کل آراء: ۱۷۲٬۳۷۸
آراء موخوذه: ۵۸٬۸۷۹ (۱۶/۳۴٪)
مرحله انتخاب: میاندوره‌ای
تحصیلات: فوق لیسانس

### فعالیت ۴ ساله نماینده هفتمین دوره مجلس شورای اسلامی در صحن علنی با توجه به مشروح مذاکرات مجلس
| هفتمین دوره مجلس شورای اسلامی: (سال های ۱۳۸۳–۱۳۸۷) گل‌محمد بامری |           |             |                |                     |                        |                            |                  |
| تعداد جلسات هفتمین دوره                                         | تعداد نطق | تعداد سئوال | تعداد تذکرکتبی | تعداد تذکر آئین‌نامه | تعداد تذکر قانون اساسی | مشارکت در خصوص طرح و لایحه | پیشنهاد بودجه ای |
| ۴۲۸                                                             | ۲         | ۱           | ۸              | -                   | -                      | -                          | -                |

(منبع: مشروح مذاکرات مجلس شورای اسلامی دوره هفتم)
مجموع صحبت‌های گل‌محمد بامری در صحن علنی مجلس شورای اسلامی در طول ۲ سال ۲۰ دقیقه بوده است.
*آقای گل محمد بامری در انتخابات میاندوره ای مجلس وارد مجلس شد و دوره نمایندگی ایشان دو سال بوده است.

### نطق‌ها
| مفاهیم اساسی درنطق‌های آقای گل محمد بامری طی ۲ سال                                              | | |
| تعداد نطق: ۲ مورد جلسات مدت زمان: ۲۰ دقیقه- جلسه ۱۷۴ (۱۰ دقیقه)، جلسه ۳۳۷ (۱۰ دقیقه)           | | |
| مفاهیم حوزه بین‌الملل                                                                           | مفاهیم سیاسی- اجتماعی | مفاهیم اقتصادی و توسعه ای |
| *محکومیت شیطنت شبکه الجزیره در خصوص توهین به آیت الله سیستانی *حمایت از مردم فلسطین و قدس شریف | *حمایت از تصویب طرح الزام دولت به تعلیق اقدامات داوطلبانه پیرامون استفاده صلح آمیز از انرژی هسته ای *توزیع عادلانه قدرت و ثروت *درخواست افزایش ضریب امنیتی منطقه *تقویت وحدت عملی *تذکر گسترش مصرف مواد مخدر | *انتقاد از پایین بودن سطح رفاه، بهداشت و آموزش در منطقه و استان *درخواست از دولت جهت اجرای شعارهای عدالت طلبانه و مهرورزی در جهت فقرزدایی *درخواست احداث مدارس شبانه‌روزی دخترانه و پسرانه در مراکز بخش‌ها *نوسازی مدارس *درخواست واحدهای آموزش عالی *درخواست جذب متخصصین رشته‌های پزشکی *درخواست احداث بیمارستان سرباز و نیکشهر *درخواست تکمیل بال دوم بیمارستان ایرانشهر *درخواست ساخت و راه اندازی خانه‌های بهداشت *درخواست اعتبار خرید تضمینی محصولات کشاورزی *بیمه و وامهای پوششی محصولات کشاورزی *ضرورت سرمایه‌گذاری به فرآوری و بسته‌بندی خرما *ایجاد زمینه کشاورزی مکانیزه *درخواست بخشودگی وامهای خشکسالی *درخواست اجرای پروژه آبخیزداری *درخواست پرداخت معوقات بافت بلوچ *بازسازی و اجرای طرح تبدیلی مشترک تولید فوم *انجام مطالعات احداث سدهای پیشنهادی *احداث راه‌های روستایی *تسریع راه اندازی کمرگ پیشین *درخواست اعتبار برای جبران خسارات طوفان حاره ای گنو *درخواست اعتبار از محل بافت‌های فرسوده *لزوم ایجاد دانشگاه علوم پزشکی و مرکز فوق تخصصی ایرانشهر *درخواست توجه جدی به تأسیس مراکز تربیت معلم و جذب نیروهای بومی *کاهش تعرفه و برق و آب به دلیل ۸ ماه گرما در منطقه |

(منبع: مشروح مذاکرات مجلس شورای اسلامی دوره هفتم)

### تذکرات
| تذکرات کتبی گل‌محمد بامری به مسئولین اجرایی در هفتمین دوره مجلس شورای اسلامی |            |                   | |
| تعداد تذکرات کتبی: ۸ مورد                                                   |            |                   | |
| ردیف                                                                        | شماره جلسه | مخاطب             | موضوع |
| ۱                                                                           | 236        | وزیر نفت          | رسیدگی به علت عدم انتصاب مدیر شرکت نفت شهرستان ایرانشهر با توجه با گذشت ۴ ماه                                                                  |
| ۲                                                                           | 247        | وزیر نیرو         | *رسیدگی به قطع مکرر برق در ایرانشهر *رسیدگی به تبعات ناشی از خشکسالی متمادی از قبیل کمبود آب کشاورزی و آب شرب روستایی                          |
| ۳                                                                           | 305        | وزیر کشور         | ارتقا بخش‌های دلگان، فنوج، |
| ۴                                                                           | 328        | وزیر نفت          | پاسخگویی به علت قطع سوخت کشاورزان منطقه |
| ۵                                                                           | 328        | وزیر نیرو         | ضرورت رفع ضعف ولتاژ برق در شهرستان ایرانشهر و بخش‌های بنت، دلگان و جکیگور، همچنین بررسی علت عدم واگذاری پروانه چاه‌ها با توجه به مصوبه هیئت دولت |
| ۶                                                                           | 351        | وزیر راه و ترابری | دستور رفع توزیع ناعادلانه بودجه‌های متفرقه و روکش آسفالت راه‌های روستایی بین ادارات کل راه جنوب و شمال استان سیستان و بلوچستان                   |
| ۷                                                                           | 370        | رئیس‌جمهور         | دستور بررسی علت عدم توزیع کپسول گاز در شهرستان‌های ایرانشهر، سرباز و نیکشهر                                                                     |
| ۸                                                                           | 385        | وزیر راه و ترابری | بررسی و اعلام علت عدم انجام پروازهای هفته گذشته مسیر تهران- سیرجان- ایرانشهر                                                                   |

تذکرات
(منبع: مشروح مذاکرات مجلس شورای اسلامی دوره هفتم)

### سئوالات
| سئوالات گل محمد بامری از مسئولین اجرایی در هفتمین دوره مجلس شورای اسلامی |            |                       |                                                                             |                  |
| تعداد سئوالات: ۱ مورد                                                    |            |                       |                                                                             |                  |
| ردیف                                                                     | شماره جلسه | مخاطب                 | موضوع سئوال                                                                 | نتیجه سئوال      |
| ۱                                                                        | 341        | از وزیر صنایع و معادن | علت تعطیلی و عدم احیا کارخانه بافت بلوچ ایرانشهر با توجه به مصوبه هیئت دولت | ارجاع به کمیسیون |

(منبع: مشروح مذاکرات مجلس شورای اسلامی دوره هفتم)

## محمد قیوم دهقانیدوره هشتم
هشتمین دوره مجلس شورای اسلامی
(از سال ۱۳۸۷ تا ۱۳۹۱)
هشتمین دورهٔ مجلس شورای اسلامی با ریاست علی لاریجانی شروع به کار کرد. مجلس هشتم شورای اسلامی از خردادماه سال ۱۳۸۷ تا خردادماه سال ۱۳۹۱ اکثر نمایندگان مجلس هشتم را اصولگرایان تشکیل داده بودند.
در مجموع رویکرد اصلی مجلس هشتم براساس توسعه عدالت، رفع محرومیت و فقرزدایی و توانمندسازی زنان بوده و عمده مصوبات مجلس در همین راستا بوده است. از جمله این مصوبات:
۱- در قانون و برنامه پنجم توسعه (۱۳۹۰–۱۳۹۴) به مهم‌ترین نیازهای مناطق محروم وروستاها پرداخته شد.
۲- قانون اجرای سیاست‌های کلی اصل ۴۴ قانون اساسی و توجه ویژه در این قانون به توزیع سهام عدالت با هدف افزایش مشارکت مردم (به ویژه محرومین) در طرح‌های اقتصادی کشور
1. مصوبه دیگر در جهت کاهش فقر، نحوه بازپرداخت وجوه حاصل از اجرایی قانون هدفمند کردن یارانه‌هاست.
2. قانون ساماندهی و حمایت از مشاغل خانگی از دیگر مصوبات این مجلس جهت کاهش فقر بوده است.
3. مجلس هشتم چندین قانون در خصوص ایجاد مناطق آزاد و ویژه اقتصادی جدید به تصویب رساند که هر یک در کاهش میزان فقر تأثیر به سزایی داشته است.
4. با هدف برقراری عدالت آموزشی و رسیدگی به وضعیت آموزش و معلمان مناطق محروم دو قانون به تصویب رساند.

در خصوص زنان مجلس هشتم با تصویب ۴۰ مصوبه اهتمام ویژه‌ای داشت می‌توان در این خصوص این مجلس را رکورددار توجه به امور زنان دانست. برخی از این قوانین عبارتند از: قانون افزایش پوشش توانبخشی و حمایتی معلولان و زنان سرپرست خانوار، قانون بیمه بیکاران (بخش بانوان) و قانون اصلاح مواردی از قانون مدنی و افزایش سهم‌الارث زن از اموال شوهرم و ماده ۲۹ برنامه پنجم در خصوص توانمندسازی تأمین اجتماعی زنان و الزام دولت به تدویت و تصویب ۱۱ برنامه جامع توسعه امروز زنان و خانواده از جمله بیمه اجباری حوادث رانندگی و پرداخت رسید مسوری و اصلاح قنون تنظیم خانواده و جمعیت.
هشتمین نماینده مجلس از حوزه انتخابیه ایرانشهر بزرگ محمد قیوم دهقانی
متولد: ۱۳۴۹
محل تولد: ایرانشهر
کل آراء: ۱۶۷٬۸۹۷
آراء موخوذه: ۱۰۳٬۸۷۴(۸۶/۶۱٪)
تحصیلات: لیسانس دبیری ریاضی

### فعالیت ۴ ساله نماینده هشتمین دوره مجلس شورای اسلامی در صحن علنی با توجه به مشروح مذاکرات مجلس
| هشتمین دوره مجلس شورای اسلامی: (سال های ۱۳۸۷–۱۳۹۱) محمدقیوم دهقانی |           |            |                |                     |                        |                            |                  |
| تعداد جلسات هشتمین دوره                                            | تعداد نطق | تذکر شفاهی | تعداد تذکرکتبی | تعداد تذکر آئین‌نامه | تعداد تذکر قانون اساسی | مشارکت در خصوص طرح و لایحه | پیشنهاد بودجه ای |
| ۴۳۱                                                                | ۵         | ۳          | ۵۶             | ۱۲                  | ۸                      | ۱                          | ۱                |

(منبع: مشروح مذاکرات مجلس شورای اسلامی دوره هشتم)
مجموع صحبت‌های محمدقیوم دهقانی در صحن علنی مجلس شورای اسلامی در طول ۴ سال ۷۲ دقیقه بوده است.

### نطق‌ها
| مفاهیم اساسی درنطق‌های آقای محمدقیوم دهقانی طی ۴ سال                                                                                          | | |
| تعداد نطق:۵ مورد جلسات مدت زمان: ۳۸ دقیقه- جلسه ۹۸(۱۰ دقیقه)، جلسه ۱۰۰ (۷ دقیقه)، جلسه ۲۲۰ (۷ دقیقه)، جلسه ۳۵۴ (۷ دقیقه)، جلسه ۳۵۶ (۷ دقیقه) | | |
| مفاهیم حوزه بین‌الملل | مفاهیم سیاسی- اجتماعی | مفاهیم اقتصادی و توسعه ای |
| *دفاع از حقوق ملت‌های مسلمان و غیرمسلمان آزادی‌خواه *دفاع از حقوق مردم فلسطین                                                                  | *وحدت و انسجام ملی و قومیت‌ها *پرهیز از جاه‌طلبی، مقام‌پرستی و تجمل‌گرایی در بین نمایندگان و مسئولین کشور *پرهیز جناح‌بازی و جریانات سیاسی *استفاده از نفوذ معتمدین برای ایجاد امنیت منطقه به جای روش‌های فیزیکی *به رسمیت شناختن پلورالیسم فرهنگی با توجه به تنوع قومی در ایران *تقاضای اجرای اصل ۱۵ قانون اساسی *دعوت از مردم برای شرکت حداکثری انتخابات *محکومیت حادثه مسجد علی‌ابن‌ابی‌طالب زاهدان درخواست مطالعات جامعه‌شناسی و امنیتی در منطقه جهت آسیب‌شناسی امنیتی منطقه *اهتمام جدی برای مشارکت تمام مردم ایران *وحدت شیعه و سنی *توجه به عدالت در تقسیم مدیریت کشور و مشارکت اقوام مختلف *رفع تبعیض در استخدام افراد بومی *گسترش عدالت *تقدیر از دولت به خاطر ارتقا چند دهستان به بخش *برخورد جدی نمایندگان با مفسدین اقتصادی *انتقاد از ضعف نظارت از طرف دستگاه‌های نظارتی *تقاضای شفاف‌سازی در دستگاه‌های اجرایی *حمایت از لایحه افزایش تعداد نمایندگان مجلس *گلایه از رسانه به خاطر عدم ارائه تصویر درست از استان و ظرفیت‌های استان | *تقدیر از پرتاب ماهواره امید و سجیل ۲ *تقدیر از دولت در راستای توسعه مناطق دور از مرکز و اختصاص اعتبار کلان برای مرزهای شرقی کشور *احیا کارخانه بافت بلوچ *ارتقا مجتمع آموزش عالی به دانشگاه ایرانشهر *اختصاص تسهیلات لازم برای اشتغالزایی *انتقاد از عدم رای مجلس به لایحه حمل و نقل و مبادلات زمینی بین ایران و پاکستان *تقاضای ایجاد بازارچه‌های مرزی *تقاضای ارتقا گمرک پیشین به گمرک بین‌الملل *ایجاد رشته ادبیات بلوچی در دانشگاه *درخواست جذب نیروهای تحصیل کرده بومی در دستگاه‌های اجرایی *تذکر جهت کمبود سوخت ماشین‌آلات کشاورزی *رفع افت ولتاژ برق به دلیل آتش‌سوزی واحد نیروگاه بخار ایرانشهر *درخواست ارتقا چهار بخش به شهرستان و ایجاد فرمانداری و ارتقا شش دهستان به بخش و ایجاد بخشداری *درخواست تعیین تکلیف حق‌التدریسی از وزیر آموزش و پرورش و آموزش یاران نهضت سوادآموزی *درخواست ایجاد دانشگاه علوم پزشکی در ایرانشهر *درخواست تأمین آب شرب برای ۱۰۴۵ روستا از وزیر نیرو *فقرزدایی از منطقه و توجه ویژه زیرساختی به مناطق محروم *کم توجهی دولت به بازماندگان از تحصیل *تراکم بالای دانش‌آموزان در مدارس *توجه به جاده‌های روستایی *توجه به عدالت در تقسیم منابع و امکانات و مدیریت و مشارکت دادن تمام اقوام *انتقال خط گاز از عسلویه به ایرانشهر *تقدیر از وزیر بهداشت جهت ارتقا دانشکده پرستاری و مامایی ایرانشهر به دانشگاه علوم پزشکی *کاهش تعرفه برق به دلیل زمان طولانی گرما در منطقه *جهاد اقتصادی *رفع بیکاری و تورم خصوصاً در مناطق محروم (نرخ بالای بیکاری در استان) *تصویب قانون هدفمندی یارانه‌ها *تعرفه‌های سنگین برق مصرفی *توجه به نیروگاه بخار ایرانشهر *تقدیر از دولت برای اصلاح تعرفه برق *۲۵۰۰ روستای بدون آب شرب بهداشتی *تقدیر از وزیر علوم جهت ارتقا مجتمع آموزش عالی ایرانشهر به دانشگاه ولایت *تذکر در خصوص اختلاس ۳ هزار میلیاردی *عدم توجه بانک‌ها به تذکرات سازمان بازرسی *تذکر در خصوص راه‌های نامناسب استان *حمایت از قانون یکسان‌سازی شاخص‌های توسعه‌ای در استان‌های محروم |

(منبع: مشروح مذاکرات مجلس شورای اسلامی دوره هشتم)

### تذکرات
| تذکرات کتبی محمدقیوم دهقانی به مسئولین اجرایی در هشتمین دوره مجلس شورای اسلامی |            |                                  | |
| تعداد تذکرات کتبی: ۵۶ مورد                                                     |            |                                  | |
| ردیف                                                                           | شماره جلسه | مخاطب                            | موضوع |
| ۱                                                                              | ۳۵         | رئیس‌جمهور                        | بررسی و رسیدگی فوری به علت و عاملین زمینه‌ساز فاجعه دردناک آتش‌سوزی کارخانه بافت بلوچ ایرانشهر                                                                                         |
| ۲                                                                              | ۳۵         | وزیر صنایع و معادن               | بررسی و رسیدگی فوری به علت و عاملین زمینه‌ساز فاجعه دردناک آتش‌سوزی کارخانه بافت بلوچ ایرانشهر                                                                                         |
| ۳                                                                              | ۳۵         | وزیر کار و امور اجتماعی          | بررسی و رسیدگی فوری به علت و عاملین زمینه‌ساز فاجعه دردناک آتش‌سوزی کارخانه بافت بلوچ ایرانشهر                                                                                         |
| ۴                                                                              | ۴۹         | وزیر راه و ترابری                | ضرورت بازگشایی و احداث راه مواصلاتی دهستان کُتیچ بخش فنوج نیکشهر به دهستان رَمِشک شهرستان قلعه‌گنج                                                                                       |
| ۵                                                                              | ۵۱         | وزیر راه و ترابری                | تسریع در اجرایی نمودن مصوبه سفر اول ریاست جمهوری درخصوص ایجاد راه مواصلاتی دو خطه ایرانشهر ـ بمپور                                                                                   |
| ۶                                                                              | ۶۷         | وزیر نفت                         | برخورد جدی با عاملان ایجاد مشکلات توزیع مواد سوختی روستاییان و کشاورزان در جنوب استان سیستان و بلوچستان                                                                              |
| ۷                                                                              | ۱۱۶        | وزیر نفت                         | تسریع در مشخص نمودن عاملان اصلی و مسببین حادثه آتش‌سوزی مخازن سوخت ایران‌شهر و ترمیم آن                                                                                                |
| ۸                                                                              | ۱۲۸        | وزیر جهادکشاورزی                 | لزوم توجه بیشتر برای خرید محصولات و تولیدات کشاورزی در استان بخصوص خرید تضمینی خرما                                                                                                  |
| ۹                                                                              | ۱۳۳        | وزیر امور اقتصادی و دارایی       | لزوم توجه بیشتر به نیروهای موفق بومی و متعهد به نظام برای استفاده در مدیریتها و ارتقاء آنها در سطح استان                                                                             |
| ۱۰                                                                             | ۱۴۳        | وزیر کار و امور اجتماعی          | جلوگیری از اقدام تبعیض‌آمیز و غیرعادلانه مسؤولین فنی ـ حرفه‌ای استان سیستان و بلوچستان                                                                                                 |
| ۱۱                                                                             | ۱۴۳        | وزیر علوم، تحقیقات و فناوری      | جلوگیری از برخوردهای خلاف عرف و مقررات ریاست دانشگاه علامه طباطبایی با اعضای هیئت علمی و دانشجویان                                                                                   |
| ۱۲                                                                             | ۱۴۳        | وزیر صنایع و معادن               | تسریع در پرداخت حقوق کارگران کارخانه نساجی بافت بلوچ ایرانشهر |
| ۱۳                                                                             | ۱۴۴        | وزیر راه و ترابری                | جلوگیری از لغو پروازهای مسیر تهران ـ ایرانشهر و بالعکس |
| ۱۴                                                                             | ۱۴۸        | وزیر راه و ترابری                | تسریع در احداث ساختمان جدید فرودگاه ایرانشهر. |
| ۱۵                                                                             | ۱۴۸        | وزیر نفت                         | تسریع در پروژه گازرسانی به شهرستان ایرانشهر |
| ۱۶                                                                             | ۱۴۹        | وزیر کشور                        | ضرورت انجام تدابیر لازم جهت جلوگیری از پدیده گروگانگیری در استان سیستان و بلوچستان                                                                                                   |
| ۱۷                                                                             | ۱۵۱        | وزیر بهداشت، درمان و آموزش پزشکی | لزوم دقت بیشتر در پاسخ به مکاتبات و پیگیری‌های نمایندگان |
| ۱۸                                                                             | ۱۶۱        | وزیر جهادکشاورزی                 | تسریع و دقت عمل بیشتر درخصوص بررسی کارشناسی شده خسارات خرما و پرداخت خسارت به کشاورزان بلوچستان توسط صندوق بیمه کشاورزی                                                              |
| ۱۹                                                                             | ۱۶۱        | وزیر امور اقتصادی و دارایی       | تسریع و دقت عمل بیشتر درخصوص بررسی کارشناسی شده خسارات خرما و پرداخت خسارت به کشاورزان بلوچستان توسط صندوق بیمه کشاورزی                                                              |
| ۲۰                                                                             | ۱۹۳        | وزیر محترم نفت                   | تسریع در ایجاد و استقرار مخزن سوخت‌گیری هواپیمایی در فرودگاه ایرانشهر |
| ۲۱                                                                             | ۱۹۸        | وزیر نیرو                        | رفع مشکلات پیش‌آمده برای شهروندان و روستاهای اطراف ایرانشهر برای استفاده از برق |
| ۲۲                                                                             | ۱۹۸        | وزیر کشور                        | جلوگیری از اقدامات غیراصولی و غیرقانونی بعضی از نیروهای نظامی و انتظامی شهرستان ایرانشهر                                                                                             |
| ۲۳                                                                             | ۲۰۰        | وزیر مسکن و شهرسازی              | تسریع در احداث و تکمیل بیمارستان شهرستان سرباز |
| ۲۴                                                                             | ۲۰۰        | وزیر صنایع و معادن               | تسریع در تخصیص اعتبار لازم برای تغییر وضعیت (۸۰۰) نفر از کارگران بازخرید شده کارخانه نساجی بافت بلوچ ایرانشهر                                                                        |
| ۲۵                                                                             | ۲۲۴        | وزیر آموزش و پرورش               | نظارت بر روند آزمون شفاهی و مصاحبه استخدامی آموزش و پرورش و نظارت در هزینه‌کرد اعتبارات تخریب و بازسازی مناطق آموزش و پرورش استان سیستان و بلوچستان                                   |
| ۲۶                                                                             | ۲۲۵        | وزیر راه و ترابری                | جلوگیری از لغو پروازهای هواپیمایی ماهان در مسیر تهران ـ ایرانشهر و ایرانشهر ـ تهران                                                                                                  |
| ۲۷                                                                             | ۲۳۷        | وزیر بازرگانی                    | پرداخت خسارت ناشی از عدم تحقق خرید تضمینی خرما توسط مدیران بازرگانی به کشاورزان سیستان و بلوچستان                                                                                    |
| ۲۸                                                                             | ۲۴۵        | وزیر بهداشت، درمان و آموزش پزشکی | لزوم توجه به وضعیت بهداشتی ـ درمانی استان سیستان و بلوچستان و توزیع عادلانه امکانات آموزشی و دانشگاهی در سطح استان                                                                   |
| ۲۹                                                                             | ۲۴۵        | وزیر نیرو                        | رسیدگی به مشکل آب شرب بهداشتی روستاییان حوزه انتخابیه و نظارت بیشتر در هزینه‌کرد اعتبارات در این بخش                                                                                  |
| ۳۰                                                                             | ۲۵۳        | وزیر راه و ترابری                | لزوم توجه بیشتر برای تخصیص اعتبار لازم جهت احداث و تکمیل پروژه‌هایی که توسط معاونت‌های آن وزارت ابلاغ گردیده                                                                           |
| ۳۱                                                                             | ۲۶۱        | وزیر مسکن و شهرسازی              | لزوم توجه و تسریع در احداث و ادغام پروژه‌های نیمه تمام در استان سیستان و بلوچستان و حوزه انتخابیه ایشان                                                                               |
| ۳۲                                                                             | ۲۶۲        | وزیر بهداشت، درمان و آموزش پزشکی | لزوم توجه و تسریع در اخذ مجوز کمیسیون ماده (۳۲) برای احداث بیمارستان در شهرهای سرباز و دلگان                                                                                         |
| ۳۳                                                                             | ۲۶۲        | وزیر نیرو                        | لزوم استقرار اداره امور آب در شهرستانهای سرباز، دلگان و زابلی |
| ۳۴                                                                             | ۲۶۷        | وزیر رفاه و تأمین اجتماعی        | لزوم توجه به خدمات درمانی به بیمه‌شدگان تأمین اجتماعی در شهرستانهای سرباز، دلگان، نیکشهر و زابلی                                                                                      |
| ۳۵                                                                             | ۲۸۹        | وزیر نیرو                        | بررسی شیوه هزینه‌کرد اعتبارات تخصیص‌یافته آب روستایی توسط شرکت آب و فاضلاب روستایی استان سیستان و بلوچستان                                                                             |
| ۳۶                                                                             | 324        | رئیس‌جمهور                        | لزوم توجه برقراری مستمر پروازهای محور تهران ـ ایرانشهر و جلوگیری از هرگونه توجیه خلاف واقع از جانب سازمان هواپیمایی کشوری و شرکت ماهان                                               |
| ۳۷                                                                             | 333        | وزیر جهاد کشاورزی                | تسریع در صدور پروانه بهره‌برداری برای چاه‌های فاقد پروانه در استان سیستان و بلوچستان بر اساس مصوبه مجلس شورای اسلامی                                                                   |
| ۳۸                                                                             | 335        | وزیر علوم، تحقیقات و فناوری      | لزوم توجه جدی به جذب نیروهای بومی شهرستان ایرانشهر |
| ۳۹                                                                             | 337        | وزیر بهداشت، درمان و آموزش پزشکی | لزوم توجه در بکارگیری نیروهای بومی شهرستان ایرانشهر و جلوگیری از اعزام نیرو از شهرستانهای دیگر در شبکه بهداشت و درمان ایرانشهر                                                       |
| ۴۰                                                                             | 339        | وزیر نیرو                        | تسریع در رفع مشکل افت ولتاژ غیرمنتظره برق شهرستان سرباز بخش آشار با توجه به گرمای (۵۵) درجه                                                                                          |
| ۴۱                                                                             | 341        | وزیر بهداشت، درمان و آموزش پزشکی | تسریع در افتتاح دانشکده علوم پزشکی ایرانشهر |
| ۴۲                                                                             | 345        | وزیر محترم کشور                  | ارائه توضیح درخصوص اقدامات کمیسیون کالا و قاچاق ارز در استانهای مرزی |
| ۴۳                                                                             | 345        | وزیر نیرو                        | لزوم توضیح در مورد علت طولانی بودن مطالعه احداث سد سرابدوک دلگان |
| ۴۴                                                                             | 348        | وزیر راه و شهرسازی               | ارائه توضیح درخصوص علت عدم تبدیل وضعیت کارکنان بومی اداره کل بنادر و دریانوردی از قراردادی به پیمانی با وجود دستور معاونت توسعه و مدیریت نیروی انسانی ریاست جمهوری و مقام عالی وزارت |
| ۴۵                                                                             | 348        | وزیر راه و شهرسازی               | تسریع در تأمین اعتبار لازم جهت اجرای تعهدات طرح احداث پل در شهرستان‌های سرباز، دلگان، ایرانشهر و بخش آشار                                                                             |
| ۴۶                                                                             | 361        | وزیر نیرو                        | ارائه توضیح در مورد علت عدم رفع مشکل آب شرب روستاییان استان سیستان و بلوچستان |
| ۴۷                                                                             | 361        | وزیر راه و شهرسازی               | ارائه توضیح در مورد علت تأخیر دو ساله در اجرای طرح‌های واگذار شده قرارگاه خاتم‌الانبیاء                                                                                                |
| ۴۸                                                                             | 364        | وزیر ارتباطات و فناوری اطلاعات   | ارائه توضیح درخصوص علت عدم پیشرفت توسعه شبکه ارتباطی تلفن همراه پس از خصوصی‌سازی در مناطق روستایی                                                                                     |
| ۴۹                                                                             | 365        | وزیر کشور                        | ارائه توضیح درخصوص علت تأخیر در ارتقاء مراکز بخش‌های آشار جلگه چاه هاشم و پارود به شهر                                                                                                |
| ۵۰                                                                             | 365        | وزیر نیرو                        | ارائه توضیح درخصوص علت عدم پیشرفت طرح آبرسانی روستاهای شرق و غرب بمپور |
| ۵۱                                                                             | 365        | وزیر کشور                        | تسریع در ارتقاء بخش بمپور شهرستان ایرانشهر به شهرستان |
| ۵۲                                                                             | 378        | وزیر تعاون، کار و رفاه اجتماعی   | علت تأخیر در محاسبه مبلغ حق بیمه کارگران بازخریدشده کارخانه بافت بلوچ ایرانشهر |
| ۵۳                                                                             | 378        | وزیر بهداشت، درمان و آموزش پزشکی | علت عدم انتصاب رئیس دانشکده علوم پزشکی ایرانشهر و همچنین درخصوص سهل‌انگاری مسؤولان دانشکده علوم پزشکی ایرانشهر در حادثه برق‌گرفتگی منجر به فوت یکی از دانشجویان                        |
| ۵۴                                                                             | 378        | وزیر نیرو                        | علت عدم توجه مسؤولان شرکت آبفا در یکسان‌سازی شاخص‌های توسعه‌ای در بخش آب شرب روستائیان استان سیستان و بلوچستان                                                                          |
| ۵۵                                                                             | 402        | وزیر نیرو                        | لزوم اقدام جدی و عملی برای استقرار پست برق (۲۳۰) کیلو ولت پاروز شهرستان سرباز برای جلوگیری از بحران سال قبل                                                                          |
| ۵۶                                                                             | 402        | وزیر نیرو                        | لزوم بررسی و تغییر نرخ و روشهای محاسباتی برق مصرفی در شهرستان‌های گرمسیر، ایرانشهر، سرباز و دلگان                                                                                     |

(منبع: مشروح مذاکرات مجلس شورای اسلامی دوره هشتم)

### طرح‌ها و لوایح
| محمدقیوم دهقانی: مشارکت در بررسی طرح‌ها و لوایح دوره هشتم |                       |       |                                                            |            |      |
| تعداد جلسات مشارکت: ۱ مورد                               |                       |       |                                                            |            |      |
| نتیجه                                                    | پیشنهاد/ موافق/ مخالف | موضوع | عنوان طرح/ لایحه                                           | شماره جلسه | ردیف |
|                                                          | مخالف                 | حذف   | مجازات قاچاق اسلحه و مهمات و دارندگان سلاح و مهمات غیرمجاز | 334        | ۱    |

(منبع: مشروح مذاکرات مجلس شورای اسلامی دوره هشتم)
*زمان نطق در خصوص پیشنهادات طرح‌ها و لوایح مطرح شده ۵ دقیقه می‌باشد.

### لوایح بودجه‌ای
| محمدقیوم دهقانی: مشارکت در بررسی لوایح بودجه‌های سال ۱۳۸۷ تا ۱۳۹۱ |                |                              | |                       |           |
| ردیف                                                             | شماره جلسه     | تبصره                        | موضوع | پیشنهاد/ موافق/ مخالف | نتیجه     |
| ۱                                                                | 318 (سال ۱۳۹۰) | پیوست (۳) صفحه (۱۶) بند (۸۳) | بعد از عبارت «واگذار نماید» وپاراگراف اول، عبارت «و همچنین مبلغ (۵۰) میلیارد ریال بابت پرداخت مابه‌التفاوت حق بیمه معوقه (۳۰۰) نفر از کارگران بازخرید شده کارخانه بافت بلوچ (سهامی خاص) تأمین گردد» اضافه شود | موافق                 | تصویب نشد |

(منبع: مشروح مذاکرات مجلس شورای اسلامی دوره هشتم)
*زمان نطق در خصوص پیشنهاد بودجه‌ای مطرح شده ۲ دقیقه می‌باشد.

### تذکرات شفاهی
| تذکرات شفاهی محمدقیوم دهقانی به مسئولین اجرایی در هشتمین دوره مجلس شورای اسلامی |            |                   |                                                                                                  |
| تعداد تذکرات شفاهی: ۳ مورد                                                      |            |                   |                                                                                                  |
| ردیف                                                                            | شماره جلسه | مخاطب             | موضوع                                                                                            |
| ۱                                                                               | ۲۸۵        | وزیر راه و ترابری | علت لغو پروازهای مسیر تهران ـ ایرانشهر                                                           |
| ۲                                                                               | 341        | وزیر نیرو         | بررسی و علت افت ولتاژ برق در بخش وسیعی از شهرستان سرباز در گرمای (۵۰) درجه                       |
| ۳                                                                               | 341        | وزیر کشور         | علت عدم وجود سهمیه سوخت در کارت‌های سوخت ماشین‌آلات سنگین، ماشین‌آلات حمل و نقل و ماشین‌آلات کشاورزی |

تذکرات شفاهی
منبع: مشروح مذاکرات مجلس شورای اسلامی دوره هشتم)
*زمان نطق در خصوص تذکرات شفاهی مطرح شده ۳ دقیقه می‌باشد.

### تذکرات آئین‌نامه‌ای
| تذکرات آئین‌نامه‌ای محمدقیوم دهقانی دیدگاه به مسئولین اجرایی در هشتمین دوره مجلس شورای اسلامی |            |                                         | |
| تعداد تذکرات آئین‌نامه ای: ۱۲ مورد                                                           |            |                                         | |
| ردیف                                                                                        | شماره جلسه | مخاطب                                   | موضوع |
| ۱                                                                                           | ۹۳         | به وزراء جهادکشاورزی و نفت              | براساس ماده (۱۹۳) آیین‌نامه داخلی پیگیری جدی مشکلات کشاورزان در جهت تأمین سوخت کشاورزان بحث خرید محصولات‌کشاورزی و خسارتهایی که در اثر حوادث غیرمترقبه                                          |
| ۲                                                                                           | ۹۴         | وزیر کشور                               | براساس ماده (۱۹۳) آیین‌نامه بررسی تخلفات بعضی از نیروهای انتظامی |
| ۳                                                                                           | ۹۶         | وزیر کشور                               | براساس ماده (۱۹۳) آیین‌نامه داخلی پیگیری مسائل و مشکلات مردم را به صورت غیرقانونی توسط یکی از فرماندارهای استان                                                                                |
| ۴                                                                                           | ۹۶         | وزیر نیرو                               | درخصوص مسائل و مشکلات برق و آب حوزه انتخابیه و افت ولتاژ |
| ۵                                                                                           | ۲۱۷        | هیئت‌رئیسه                               | براساس اصل (۸۸) قانون اساسی و ماده (۱۹۳) آیین‌نامه داخلی ارجاع نشدن دو سؤال از وزرا و به نتیجه نرسیدن آن                                                                                       |
| ۶                                                                                           | ۲۱۷        | وزیر نیرو                               | اصلاح تعرفه‌های بالای برق شهرستانهای ایرانشهر و سرباز و دلگان |
| ۷                                                                                           | ۲۱۷        | وزیر بهداشت، درمان و آموزش پزشکی        | بررسی مشکلات ناشی از عدم وجود امکانات بهداشتی و درمان، ی تجهیز بیمارستانها، تأمین دستگاه‌های سی‌تی‌اسکن و رادیولوژی و ام.آر. آی، تجهیز بیمارستانهای شهرستانهای ایرانشهر و تکمیل بیمارستان سرباز  |
| ۸                                                                                           | ۲۳۳        |                                         | مواد (۷۷) و (۷۸) آیین‌نامه داخلی حفظ کردن شأن و منزلت نمایندگان و مجلس در پخش اطلاعیه‌هایی غیرقانونی                                                                                            |
| ۹                                                                                           | ۲۹۴        | وزیر نیرو                               | براساس اصول (۱۹) و (۲۹) قانون اساسی و ماده ۱۹۳ مسائل و مشکلاتی که در بحث آبرسانی روستایی مشکلات فاضلاب شهری مهار کردن آبهای روان جهت استفاده بهینه در بخش کشاورزی تأمین آب شرب روستایی و شهری |
| ۱۰                                                                                          | ۲۹۴        | وزیر راه و ترابری                       | تجهیز و توسعه فرودگاه و ایجاد مخزن سوخت و فعال نمودن فرودگاه‌های استان، افزایش پروازها |
| ۱۱                                                                                          | 303        | وزیر نیرو                               | بر اساس ماده (۱۹۳) آیین‌نامه داخلی جهت آبرسانی روستایی |
| ۱۲                                                                                          | 303        | وزیر صنایع و معادن و کار و امور اجتماعی | تغییر وضعیت از بازخریدی به بازنشستگی برای (۸۰۰) نفر از کارگران بازخرید شده کارخانه بافت بلوچ ایرانشهر                                                                                         |

(منبع: مشروح مذاکرات مجلس شورای اسلامی دوره هشتم)
*زمان نطق در خصوص تذکرات آیین‌نامه‌ای مطرح شده ۱۴ دقیقه می‌باشد.

### خطار قانون اساسی
| اخطار قانون اساسی محمدقیوم دهقانی به مسئولین اجرایی در هشتمین دوره مجلس شورای اسلامی |            |                     | |
| تعداد اخطار قانون اساسی: ۸ مورد                                                      |            |                     | |
| ردیف                                                                                 | شماره جلسه | مخاطب               | موضوع |
| ۱                                                                                    | ۲۱۷        | هیئت‌رئیسه           | اصل (۸۸) قانون اساسی و ماده (۱۹۳) آیین‌نامه داخلی (دلیل ارجاع نشدن و به نتیجه نرسیدن دو سؤال که مطرح شده) |
| ۲                                                                                    | ۲۱۷        | وزیر نیرو           | بررسی و کاهش تعرفه‌های بالای برق شهرستانهای ایرانشهر و سرباز ودلگان |
| ۳                                                                                    | ۲۱۷        | وزیر بهداشت و درمان | بررسی مشکلات ناشی از عدم وجود امکانات بهداشتی و درمان، ی تجهیز بیمارستانها، تأمین دستگاه‌های سی‌تی‌اسکن و رادیولوژی و ام.آر. آی، تجهیز بیمارستانهای شهرستانهای ایرانشهر و تکمیل بیمارستان سرباز                           |
| ۴                                                                                    | ۲۱۹        | وزیر نیرو           | اصول (۱۹) و (۲۰) قانون اساسی اصلاح تعرفه‌های برق مناطق گرمسیری |
| ۵                                                                                    | ۲۹۴        | وزیر نیرو           | اصول (۱۹) و (۲۹) قانون اساسی و ماده (۱۹۳) تأمین آب شرب روستایی و شهری، اجرایی نشدن دستورات وزیر |
| ۶                                                                                    | ۲۹۴        | وزیر راه و ترابری   | تجهیز و توسعه فرودگاه و ایجاد مخزن سوخت و فعال نمودن فرودگاه‌های استان، افزایش پروازها |
| ۷                                                                                    | 344        | وزیر راه و شهرسازی  | اصول (۱۹)، (۲۰) و (۲۲) قانون اساسی علت تغییر نکردن وضعیت (۴۰) نفر از کارکنان اداره کل بنادر و دریانوردی چابهار با توجه به اعمال ماده (۱۹) قانون امور استخدامی به پیمانی تغییر وضعیت بدهند                              |
| ۸                                                                                    | 344        | وزیر نیرو           | مشکلات حاد آب شرب بهداشتی روستایی رفع مشکل شور بودن آب شهر پیشین قانون هدفمندسازی یارانه‌ها برای حاملهای انرژی (هزینه‌های غیرمتعارفی تعرفه‌های برق مصرفی که در سطح کشور به خصوص مناطق محروم و در استان سیستان و بلوچستان) |

اخطار قانون اساسی
(منبع: مشروح مذاکرات مجلس شورای اسلامی دوره هشتم)
*زمان نطق در خصوص تذکرات تذکرات قانون اساسی مطرح شده ۱۰ دقیقه می‌باشد.

## محمد سعید اربابیدوره نهم
نهمین دوره مجلس شورای اسلامی
(از سال ۱۳۹۱ تا ۱۳۹۵)
نهمین دورهٔ مجلس شورای اسلامی با ریاست علی لاریجانی شروع به کار کرد. مجلس نهم شورای اسلامی از خردادماه سال ۱۳۹۱ تا خردادماه سال ۱۳۹۵ اکثر نمایندگان مجلس نهم را جبهه متحد اصول‌گرایان، جبهه پایداری و حامیان گفتمان انقلاب اسلامی تشکیل دادند. از نکات قابل توجه مجلس نهم این است که ۱۶۹ نماینده مجلس هشتم نتوانستند در مجلس نهم حضور یابند از این رو دو سوم نمایندگان مجلس تغییر کرد. مجلس شورای اسلامی در دوره نهم کمتر از ۲۰۰ قانون را به تصویب رسانده که رکوردی کاهشی در ادوار ۹گانه مجلس شورای اسلامی به حساب می‌آید.
مهم‌ترین مصوبات دوره نهم مجلس شورای اسلامی عبارتند از قانون مجازات اسلامی که پیش از این مدت ۳۰ سال به صورت آزمایشی اجرایی شده قانون تأمین کالاهای اساسی برای اقشار آسیب‌پذیر، قانون تسریع دربازسازی مناطق آسیب دیده در اثر حوادث غیرمترقبه، قانون اصلاح قانون تجمیع انتخابت دوره پنجم شوراهای اسلامی با دوره یازدهم ریاست جمهوری، قانون اصلاح قوانین تنظیم جمعیت و خانواده، قانون حمایت از کودکان و نوجوانان بی‌سرپرست و بدسرپرست قانون تفسیر قانون الحاق دو تبصره به ماده ۱۷ قانون تعیین تکلیف استخدامی معلمین حق‌التدریس و آموزشیاران نهضت سوادآموزی در وزارت آموزش و پرورش

### فعالیت ۴ ساله نماینده نهمین دوره مجلس شورای اسلامی در صحن علنی با توجه به مشروح مذاکرات مجلس
| نهمین دوره مجلس شورای اسلامی: (سال های ۱۳۹۱–۱۳۹۵) محمدسعید اربابی |           |             |                |                     |                        |                            |                  |
| تعداد جلسات نهمین دوره                                            | تعداد نطق | تعداد سئوال | تعداد تذکرکتبی | تعداد تذکر آئین‌نامه | تعداد تذکر قانون اساسی | مشارکت در خصوص طرح و لایحه | پیشنهاد بودجه ای |
| ۴۲۵                                                               | ۴         | -           | ۴۶             | -                   | -                      | -                          | -                |

(منبع: مشروح مذاکرات مجلس شورای اسلامی دوره نهم)
* مجموع صحبت‌های محمدسعید اربابی در صحن علنی مجلس شورای اسلامی در طول ۴ سال ۲۶ دقیقه بوده است.

### نطق‌ها
| مفاهیم اساسی درنطق‌های آقای محمدسعید اربابی طی ۴ سال                                                                                  | | |
| تعداد نطق:۴ مورد جلسات مدت زمان: ۲۶ دقیقه- جلسه ۱۲(۷ دقیقه)، جلسه ۱۳۱(۷ دقیقه)، جلسه ۱۴۰(۵ دقیقه)، جلسه ۲۶۳ (۷ دقیقه)                | | |
| مفاهیم حوزه بین‌الملل | مفاهیم سیاسی- اجتماعی | مفاهیم اقتصادی و توسعه ای |
| *تمجید از سخنان دکتر روحانی در مقر سازمان ملل و ایجاد تغییر نگاه سایر کشورها به ایران *اعلام رضایت از مذاکرات هسته‌ای تیم دولت یازدهم | *وظیفه نماینده پیگیری مطالبات ملی، قانونگذاری و نظارت بر حسن اجرای قانون *درخواست ارتقا بخش‌های فنوج، سرباز، بمپور و لاشار به شهرستان *حمایت از رای اعتماد به کابینه دکتر روحانی به دلیل مشی اعتدال *انتقاد از عملکرد تبعیض‌آمیز دولت نهم و دهم در استان سیستان و بلوچستان *درخواست برطرف نمودن تبعیض و بی‌عدالتی در دانشگاه‌های استان برای جذب هیئت علمی *انتقاد از عملکرد غیرشفاف دولت نهم و دهم در خصوص واریز ۱۶ میلیارد به حساب دانشگاه غیردولتی نزدیکان رئیس‌جمهور و انتقاد از فساد مالی استاندار دولت دهم *درخواست ابطال مصوبات شورای برنامه‌ریزی استان در دولت دهم به دلیل عدم رعایت بند ج ماده ۱۷۸ قانون برنامه پنجم *اشاره به نقش نیروی انتظامی در ایجاد امنیت و توسعه پایدار * تقابل برخی وزرای دولت یازدهم با نمایندگان * عدم تعامل با نمایندگان در انتصاب مدیران استانی در دولت یازدهم *بی‌تدبیری دبیر شورای عالی مناطق آزاد و ایجاد رأفت در این مناطق *درخواست تحقیق و تفحص از وزرای عضو شورای عالی مناطق آزاد *عدم تصمیم‌گیری سریع در خصوص انتخاب استاندار *پاسداری از مرزها در طول تاریخ تا به امروز توسط قوم غیور بلوچ * انتقاد از تحریک مذهبی قومی توسط برخی عاملان داخلی | *شروع خط جدید راه‌آهن چابهار، زاهدان و اتصال به شبکه ریل سراسری *توسعه جاده‌های ترانزیتی *گازرسانی با اعتبار ۶۰ هزار میلیارد *توسعه فرودگاه‌ها *افزایش مراکز علمی و دانشگاهی *ارتقا شبکه بهداشت و درمان ایرانشهر به دانشکده پزشکی *پی‌ریزی اقتصاد صحیح و عادلانه بر طبق موازین اسلامی جهت محرومیت‌زدایی استان *درخواست تسریع امکانات سخت‌افزاری و نرم‌افزاری جهت ارتقا دانشکده پزشکی ایرانشهر جهت جذب دانشجوی پزشکی *استان سیستان و بلوچستان به عنوان قطب کشاورزی کشور (تولید ۴۰۰ تن هندوانه خارج از فصل، تولید انواع میوه گرمسیری، تأمین ۸۰ درصد تن ماهیان کشور، تأمین ۴۳ هزار تن گوشت قرمز) نیاز به توسعه بخش‌های آموزشی، تحقیقاتی، برنامه‌ریزی و سرمایه‌گذاری دارد *درخواست تقویت هیئت علمی مرکز تحقیقات کشاورزی بلوچستان، مرکز آموزش علمی- کاربردی بمپور و دانشکده کشاورزی دانشگاه ولایت *افت ولتاژ برق در فضل گرما در ایرانشهر، راسک، دلگان و نیکشهر *بحران بی‌آبی در ۲۰۰۰ روستای شهرستان‌های ایرانشهر، سرباز، دلگان و نیکشهر *کمبوداعتبار در بخش آب و فاضلاب * کمبود سوخت *استقلال دانشگاه علوم پزشکی ایرانشهر و موافقت پذیرش سهمیه ۴۵ نفر پزشکی بومی *ارتقا بخش فنوج به شهرستان *تصویب طرح کاهش تعرفه برق *تصویب مناطق ویژه اقتصادی ایرانشهر و پیشین در کمیسیون اقتصادی مجلس توسعه علمی و عمرانی دانشگاه‌ها *تکمیل بیمارستان راسک *شروع عملیات اجرایی سد شهریکور *تکمیل بزرگرا بمپور- ایرانشهر *شروع عملیات اجرایی دوبانده ایرانشهر- خاش *تقاضای بکارگیری نیروهای شایسته و توانمند در استان توسط دولت یازدهم *کمبود پزشک عمومی در مراکز پزشکی حوزه انتخابیه *انتقاد از نحوه توزیع پزشکان متخصص در مناطق محروم *تهدید نابودی خرما در منطقه به دلیل خشکسالی و تقاضای برنامه‌ریزی جهت تأمین آب *درخواست ارتقای بخش‌های بزمان، بنت، پیشین و لاشار *انتقاد از ساخت مسکن مهر غیرقابل سکونت *انتقاد از انتقال بی‌رویه معلمان از مناطق محروم *عدم توجه و برنامه‌ریزی برای رونق بازارچه‌های مرزی در پایان دولت یازدهم *استفاده از مدیران ضعیف در دستگاه‌های دولتی و فرصت‌سوزی برای استان *دور شدن از اهداف مناطق آزاد *تقدیر از عملکرد دولت یازدهم در مذاکرات هسته‌ای و مهار تورم *انتقاد از رکود اقتصادی |

(منبع: مشروح مذاکرات مجلس شورای اسلامی دوره نهم)

### تذکرات
| تذکرات کتبی محمدسعید اربابی به مسئولین اجرایی در نهمین دوره مجلس شورای اسلامی |            |                                  | |
| تعداد تذکرات کتبی: ۴۶ مورد                                                    |            |                                  | |
| ردیف                                                                          | شماره جلسه | مخاطب                            | موضوع |
| ۱                                                                             | 28         | وزیر نیرو                        | ضعف مدیریت شرکت برق منطقه‌ای استان در حل مشکل افت ولتاژ برق مناطق سرباز، نیک‌شهر و دلگان |
| ۲                                                                             | 29         | وزیر علوم، تحقیقات و فناوری      | علت عدم جذب دانشجو در دوره‌های کارشناسی‌ارشد پردیس بین‌المللی چابهار دانشگاه سیستان و بلوچستان |
| ۳                                                                             | ۳۴         | وزیر صنعت، معدن و تجارت          | علت عدم سکونت مدیران کارخانه بافت بلوچ ایرانشهر در شهرستان ایرانشهر |
| ۴                                                                             | 36         | وزیر آموزش و پرورش               | تأمین دبیران تخصصی دروس پایه در مقاطع راهنمایی و دبیرستان مناطق جنوبی استان سیستان و بلوچستان |
| ۵                                                                             | 36         | وزیر نفت                         | عدم تأمین سوخت بنزین و کپسول گاز شهرهای حوزه انتخابیه |
| ۶                                                                             | 37         | وزیر بهداشت، درمان و آموزش پزشکی | عدم اقدام در مورد تصویب چارت سازمانی دانشکده علوم پزشکی ایرانشهر در وزارتخانه |
| ۷                                                                             | 44         | وزیر فرهنگ و ارشاد اسلامی        | تسریع در پرداخت کمکهای مالی و انجمنهای هنری شهرستانهای ایرانشهر و سرباز |
| ۸                                                                             | 45         | وزیر کشور                        | علت ناامنی‌های اخیر در استان سیستان و بلوچستان و تسریع در برخورد قانونی با عاملان حادثه رانندگی شهرستان فنوج |
| ۹                                                                             | 46         | وزیر کشور                        | سوءمدیریت ارشد استان در توسعه اقتصادی و ایجاد اشتغال |
| ۱۰                                                                            | 48         | وزیر کشور                        | ضرورت جلوگیری از حمایت انتصابات فامیلی و رفاقتی استاندار و عدم توجه ایشان به مشکلات اقتصادی و نرخ بیکاری استان سیستان و بلوچستان |
| ۱۱                                                                            | 49         | وزیر راه و شهرسازی               | برخورد با اقدامات تفرقه‌افکنانه مسؤول حراست اداره کل بنادر و دریانوردی استان سیستان و بلوچستان |
| ۱۲                                                                            | 49         | وزیر کشور                        | ممانعت از اعمال بی حد و حصر سلیقه نزدیکان استاندار سیستان و بلوچستان در انتصابات فله‌ای تمام سطح استان |
| ۱۳                                                                            | 60         | وزیر امور اقتصادی و دارایی       | برخورد قانونی با تخلفات مدیرکل گمرک چابهار. به رئیس‌جمهور محترم درخصوص تسریع در تأمین پزشک خانواده شبکه بهداشت شهرستان سرباز |
| ۱۴                                                                            | 67         | وزیر راه و شهرسازی               | جلوگیری از تعطیلی طرح‌های راه‌سازی شهرستان ایرانشهر. به وزیر نیرو در خصوص تسریع در اجرای طرح فاضلاب شهرستان ایرانشهر |
| ۱۵                                                                            | ۶۸         | وزیر راه و شهرسازی               | رسیدگی به تعطیلی اکثر پروژه‌های راه روستایی حوزه انتخابیه ایرانشهر |
| ۱۶                                                                            | 70         | رئیس‌جمهور                        | علت فسخ قرارداد پزشکان خانواده در شهرستان سرباز. به وزیر جهادکشاورزی درخصوص ممانعت از جذب کارشناسان کشاورزی غیر بومی در شهرستان ایرانشهر |
| ۱۷                                                                            | 77         | وزیر کشور                        | علت عدم رسیدگی به اختلاف‌افکنی و معلوم‌الحال بودن فرماندار زابلی و اظهارات بدون شأن فرمانداری |
| ۱۸                                                                            | 78         | وزیر کشور                        | جلوگیری از انتصابات نامناسب در انتصابات دولتی در استان سیستان و بلوچستان |
| ۱۹                                                                            | 87         | وزیر بهداشت، درمان و آموزش پزشکی | ممانعت از جذب نیروهای غیربومی در شبکه بهداشت و بیمارستان شهرستان سرباز |
| ۲۰                                                                            | 88         | وزیر نیرو                        | جلوگیری از جذب نیروهای غیربومی در شرکت برق منطقه‌ای استان سیستان و بلوچستان |
| ۲۱                                                                            | 95         | وزیر کشور                        | بررسی شهادت دو نفر از مأموران راهبر استان سیستان و بلوچستان و ضعف استاندار در برقراری امنیت استان |
| ۲۲                                                                            | 96         | وزیر آموزش و پرورش               | رسیدگی به استخدام بدون آزمون فرزند استاندار سیستان و بلوچستان در ناحیه آموزش و پرورش ناحیه (۱) زاهدان |
| ۲۳                                                                            | 99         | وزیر بهداشت، درمان و آموزش پزشکی | نبود پزشک و حداقل‌های بهداشتی و درمانی شهرستان سرباز |
| ۲۴                                                                            | 101        | وزیر کشور                        | ممانعت از تلاش استاندار سیستان و بلوچستان جهت واگذاری جایگاه‌های سوخت به اقوام |
| ۲۵                                                                            | 105        | وزیر کشور                        | مدیریت ناکارآمد فرمانداری نیک‌شهر در برگزاری انتخابات منطقه. همچنین مدیریت ناکارآمد فرماندار ایرانشهر در برگزار انتخابات روستای خیرآباد |
| ۲۶                                                                            | 107        | وزیر راه و شهرسازی               | علت استقرار بیش از (۲۰) ساله تعدادی از کارکنان فرمانداری ایرانشهر در منازل سازمانی |
| ۲۷                                                                            | 120        | وزیر اقتصاد                      | جلوگیری از واگذاری شرکت گسترش صنایع بلوچ به بانک ملت |
| ۲۸                                                                            | 129        | وزیر کشور                        | جلوگیری از سخنان تخریبی استاندار سیستان و بلوچستان بر علیه نمایندگان مجلس شورای اسلامی و تسریع در برکناری استاندار سیستان و بلوچستان و همچنین جلوگیری از توهین‌های مکرر استاندار سیستان و بلوچستان به علمای اهل سنت استان و بررسی نقش استاندار سیستان و بلوچستان در اختلاس‌های اخیر منطقه آزاد چابهار |
| ۲۹                                                                            | 133        | وزیر بهداشت، درمان و آموزش پزشکی | تسریع در اقدام لازم جهت مقابله با شیوع وبا در ایرانشهر |
| ۳۰                                                                            | 148        | وزیر بهداشت، درمان و آموزش پزشکی | ممانعت جدی از تعطیلی دانشگاه علوم پزشکی سینای چابهار |
| ۳۱                                                                            | 166        | وزیر بهداشت، درمان و آموزش پزشکی | برخورد با اختلاس‌های مالی معاون بهداشتی دانشگاه علوم پزشکی زاهدان و همچنین توضیح درخصوص علت قلع و قمع پرسنل شبکه‌های بهداشتی ـ درمانی ایرانشهر، نیک‌شهر و سرباز توسط دانشگاه علوم پزشکی زاهدان |
| ۳۲                                                                            | 167        | وزیر بهداشت، درمان و آموزش پزشکی | بررسی وضعیت هزینه‌کرد اختلاس‌گونه مبالغ کنترل مالاریا توسط معاون بهداشتی ـ درمانی دانشگاه علوم پزشکی زاهدان |
| ۳۳                                                                            | 187        | وزیر نفت                         | استخدام‌های تبعیض‌آمیز در شرکت پخش و پالایش در منطقه چابهار |
| ۳۴                                                                            | 188        | وزیر آموزش و پرورش               | عملکرد بسیار ضعیف مدیرکل آموزش و پرورش استان سیستان و بلوچستان |
| ۳۵                                                                            | 198        | وزیر کشور                        | علت عدم تشکر وزیر از علمای اهل سنت در آزادسازی مرزبانان عزیز |
| ۳۶                                                                            | 214        | وزیر امور اقتصاد و دارایی        | وضعیت نابسامان گمرکات مرزی سیستان و بلوچستان |
| ۳۷                                                                            | 240        | وزیر جهاد کشاورزی                | توزیع علت ناکارآمدی سازمان شیلات ایران در مقابله با بیماری لکه‌سفید سایت‌های میگو، چابهار |
| ۳۸                                                                            | 262        | وزیر کشور                        | توضیح علت بی‌برنامگی و ضعف عملکرد فرماندار شهرستان |
| ۳۹                                                                            | 262        | وزیر بهداشت، درمان و آموزش پزشکی | جلوگیری از تعطیلی پردیس بین‌المللی علوم پزشکی سینای چابهار. همچنین در خصوص لزوم رفع وضعیت نابسامان بیمارستان امام علی چابهار |
| ۴۰                                                                            | 282        | وزیر کشور                        | برخورد جدی با مخلان امنیت و دستگیری آنان در شهرستانهای سرباز و ایرانشهر |
| ۴۱                                                                            | 282        | وزیر اطلاعات                     | برخورد با بی‌تدبیری مدیران امنیتی محلی در عدم دستگیری عاملان ناامنی شهرستان سرباز |
| ۴۲                                                                            | 297        | وزیر کشور                        | برخورد با عوامل انتظامی در رابطه با قتل یک بیگناه در شهرستان ایرانشهر |
| ۴۳                                                                            | 312        | رئیس‌جمهور                        | ممانعت از بستن کمر همت تجار فعال سازمان منطقه آزاد چابهار با حمایت از خرده‌فروشان افغان |
| ۴۴                                                                            | ۳۶۵        | رئیس‌جمهور                        | نصیحت به جناب آقای مهندس ترکان مبنی بر ممانعت از نابودی بیشتر منطقه آزاد چابهار جهت تأمین منافع شخصی |
| ۴۵                                                                            | 370        | وزیر امور اقتصادی و دارایی       | توضیح علت سوءمدیریت در گمرک زاهدان و چابهار که به نابودی اقتصاد جنوب استان سیستان و بلوچستان منجر می‌شود |
| ۴۶                                                                            | 390        | وزیر کشور                        | علت توهین فرماندار مهرستان به مردم آشار |

(منبع: مشروح مذاکرات مجلس شورای اسلامی دوره نهم)

## محمدنعیم امینی‌فرددوره دهم
دهمین دوره مجلس شورای اسلامی
(از سال ۱۳۹۵ تا ۱۳۹۹)
دهمین دورهٔ مجلس شورای اسلامی با ریاست علی لاریجانی شروع به کار کرد. مجلس دهم شورای اسلامی از خردادماه سال ۱۳۹۵ تا خردادماه سال ۱۳۹۹ بوده. جناح‌های مختلف کشور در این انتخابات حضوری فعال داشتند. جناح اصلاح‌طلبان و جناح اصول‌گرا توانستند بخش قابل توجهی از کرسی‌های مجلس دهم را تصاحب کنند و در نهایت لیست امید با ۱۲۲ کرسی اکثریت نسبی مجلس دهم را در مرحله اول و دوم انتخابات به دست آورد. از نظر گرایش سیاسی نیز اصلاح طلبان و اعتدالگرایان با کسب ۱۳۷ کرسی در مقابل ۱۲۰ کرسی اصولگرایان اکثریت نسبی مجلس دهم را از آن خود نمودند. در تاریخ ۱۷ خرداد ماه سال ۱۳۹۶ مجلس شورای اسلامی در خیابان بهارستان تحت حمله تروریستی داعش و شیوع ویروس کرونا (ابتلای علی لاریجانی رئیس مجلس به ویروس کرونا و تعطیلی مجلس در اسفند ماه ۹۸) قرار گرفت.
برخی اقدامات و مصوبات مجلس دهم عبارتند از: آتش زدن متن برجام بعد از خروج آمریکا از برجام در صحن علنی مجلس، تصویب لوایح FATF و حاشیه‌سازی برخی از نمایندگان در این خصوص، طرح سؤال از رئیس‌جمهور (روحانی)، مخالفت مجلس با افزایش تعداد نمایندگان، تروریستی خواندن اعضای پنتاگون و سنتکام توسط مجلس شورای اسلامی، طرح شفاف‌سازی منابع تأمین مالی تبلیغات و فعالیت‌های انتخاباتی، تصویب قانون حذف ۴ صفر از پول ملی تصویب قانون کاهش ساعت کار بانوان دارای شرایط خاص، تصویب طرح تخفیف مجازات اعدام برای محکومین مواد مخدر، مخالفت بر طرح شفافیت آراء نمایندگان و …
دهمین نماینده مجلس از حوزه انتخابیه ایرانشهر بزرگ محمدنعیم امینی‌فرد
متولد: ۱۳۴۵
محل تولد:تهران
کل آراء: ۲۵۰٬۲۸۳
آراء موخوذه: ۷۶٬۵۵۵ (۵۸/۳۰٪)
تحصیلات: دکتری، فوق تخصص فلوشیپ قرنیه

### فعالیت ۴ ساله نماینده دهمین دوره مجلس شورای اسلامی در صحن علنی با توجه به مشروح مذاکرات مجلس
| دهمین دوره مجلس شورای اسلامی: (سال های ۱۳۹۵–۱۳۹۹) محمدنعیم امینی‌فرد |           |             |                |                  |                        |                            |                  |
| تعداد جلسات دهمین دوره                                              | تعداد نطق | تعداد سئوال | تعداد تذکرکتبی | تعداد تذکر شفاهی | تعداد تذکر قانون اساسی | مشارکت در خصوص طرح و لایحه | پیشنهاد بودجه ای |
| ۴۳۰                                                                 | ۴         | ۲           | ۱۰             | ۱۹               | -                      | ۲                          | ۱                |

(منبع: مشروح مذاکرات مجلس شورای اسلامی دوره دهم)
* مجموع صحبت‌های محمدنعیم امینی‌فرد در صحن علنی مجلس شورای اسلامی در طول ۴ سال ۴۵ دقیقه بوده است.

### نطق‌ها
| مفاهیم اساسی درنطق‌های آقای محمدنعیم امینی‌فرد طی ۴ سال | | |
| تعداد نطق:۴ مورد جلسات مدت زمان: ۲۶ دقیقه- جلسه ۱۰۰(۷ دقیقه)، جلسه ۲۱۱(۷ دقیقه)، جلسه ۳۶۷(۷ دقیقه)، جلسه ۳۸۲(۵ دقیقه)                                                                          | | |
| مفاهیم حوزه بین‌الملل | مفاهیم سیاسی- اجتماعی | مفاهیم اقتصادی و توسعه ای |
| *انقلاب اسلامی الگوی مبارزات ضد استبدادی ملل جهان *خروج آمریکا از برجام نشانه بدعهدی آمریکا *تقدیر از دکتر روحانی به خاطر سخنرانی سازمان ملل در خصوص تداوم سیاست چند جانبه‌گرایی و پرهیز از تنش | *گفتمان اعتدال و عقلانیت *انتظار مشارکت حداکثری در انتخابات ریاست جمهوری دوره دوازدهم جهت تقویت مردم سالاری دینی *توجه به دفاع از کشور در طول تاریخ در مقابل پرتقالی‌ها، انگلیسی‌ها و در دوران دفاع مقدس و تاریخ‌نویسی در خصوص این مبارزات توسط قوم بلوچ در جهت تقویت هویت ملی *عدم تحقق مطالبه مردم استان در مشارکت مناصب بالای استانی و کشوری علی‌رغم تاکیدات مقام معظم رهبری در خصوص رفع تبعیض قومی و مذهبی و مشارکت بسیار بالای مردم در انتخابات *عدم تحقق شعار آقای روحانی در خصوص ایفاد حقوق اقوام ایرانی و اجرای اصل (۱۱۵) قانون اساسی و تدریس زبان بلوچی در مدارس و دانشگاه‌ها *رفع تمرکزگرایی شدید اداری در تهران و مراکز استان‌ها و توزیع مناسب ساختار اداری در سایر شهرستان‌ها در استان‌های پهناور مثل سیستان و بلوچستان از جمله ایجاد ساختار اداری مناسب در ایرانشهر *توجه به عوامل چند وجهی امنیت از جمله بیکاری گسترده، همجواری با مناطق ناامن پاکستان، وجود سلاح‌های غیرقانونی راهکارها: ایجاد اشتغال پایدار، تبادلات رسمی بین مرزی، جمع‌آوری سلاح‌های غیرقانونی، استقرار فرماندهی انتظامی در جنوب استان، جذب نیروهای بومی *عبور هیئت‌های گزینش از دیدگاه‌های جزئی‌نگر و تبعیض‌آمیز و جذب نیروهای متخصص و جوان در حلقه مدیران *درخواست عزم جدی قوه قضائیه در خصوص مبارزه با مفاصد یقه سفیدها جهت حذف عناصر فاسد از دستگاه‌های دولتی و حاکمیتی | *به لحاظ شاخص‌های توسعه‌ای استان سیستان و بلوچستان یکی از محروم‌ترین استان‌هاست *رفع محرومیت با عزم ملی دولت، مجلس و مردم سرعت بخشیدن به توسعه سواحل مکران و ایجاد تعادلی عادلانه میان منافع بازیگران بین‌المللی، ملی و محلی و توجه به منافع و حقوق مردم محلی لزوم سرمایه‌گذاری کلان و مادر به خصوص احداث پتروشیمی ایرانشهر جهت کاهش بیکاری گسترده در استان *درخواست ارتقای دانشکده علوم پزشکی ایرانشهر به دانشگاه پزشکی *درخواست اعتبار برای بیمارستان ۵۰۰ تختخوابی ایرانشهر *درخواست استقرار اداره کل آموزش و پرورش و نیز پردیس دانشگاه فرهنگیان و افزایش و تخصیص سهمیه صددرصدی جذب نیروی بومی جهت کاهش برقراری عدالت آموزشی، کاهش نرخ بازماندگان از تحصیل در جنوب استان *درخواست ارتقا بخش‌های بمپور، کلات سرباز، بزمان، لاشار و بنت به شهرستان، دهستان‌های دامن و ابتر به بخش *اتخاذ تصمیم در خصوص سوء مدیریت کارخانه بافت بلوچ و تخصیص و اعتبار و اصلاح مدیریت جهت خروج از بحران بزرگ‌ترین کارخانه استان *درخواست استقرار سازمان جهاد کشاورزی در جنوب استان جهت آمایش سرزمین و برنامه‌ریزی صحیح با توجه به استعدادهای کشاورزی منطقه *درخواست اختصاص اعتبار بلاعوض به کشاورزان به دلیل خشکسالی و پیشگیری مهاجرات روستاییان به شهرهای اطراف و خارج از استان *استقرار صنایع بسته‌بندی و فرآوری محصولات کشاورزی خصوصاً خرما *درخواست نوسازی ساختار اداری استان به دلیل ضعف در اجرای برنامه و اجرای توسعه متوازن و خروج مدیریت عالی استان از انفعال *استفاده از ظرفیت مرزهای زمینی و دریایی جهت دادوستد مردم با کشورهای همسایه جهت رونق اقتصادی منطقه و کاهش نرخ بیکاری *درخواست حل بحران آب شرب و کشاورزی در جنوب و مرکز استان (۲۳۰۰) روستا بدون شبکه آبرسانی ۱۲۰۰ روستا آبرسانی با تانکر و پنجاه درصد شبکه‌های آبرسانی روستایی در مرز تنش آبی قرار دارد *تذکر در خصوص وضعیت اسفبار آموزش و پرورش به دلیل عدم توازن شدید منطقه‌ای هم به لحاظ فضای آموزشی هم نیروی انسانی *افت شدید کیفیت آموزشی و نرخ بسیار بالای بازماندگان از تحصیل *وضعیت وخیم کارخانه بافت بلوچ به دلیل اختصاص اندک اعتبار و عدم نوسازی *عدم انجام پروژه انتقال آب دریا جهت تأمین آب شرب، کشاورزی و صنعت *تلفات بسیار بالای جاده‌ای استان به دلیل عدم وجود بزرگراه‌ها و جاده‌های امن *ارتقا جایگاه نخبگان مناطق پیرامونی و قومی ایران در نظام برنامه‌ریزی و مدیریتی کشور *کمبود سوخت جهت ماشین‌آلات سنگین *درخواست تکمیل فرودگاه ایرانشهر |

(منبع: مشروح مذاکرات مجلس شورای اسلامی دوره دهم)

### تذکرات
| تذکرات کتبی محمدنعیم امینی‌فرد به مسئولین اجرایی در دهمین دوره مجلس شورای اسلامی |            |                    | |
| تعداد تذکرات کتبی: ۱۰ مورد                                                      |            |                    | |
| ردیف                                                                            | شماره جلسه | مخاطب              | موضوع |
| ۱                                                                               | 75         | رئیس‌جمهور          | ضرورت رسیدگی فوری به وضعیت سیل‌زدگان سیستان و بلوچستان با عنایت به بروز صدمات جدی به زیرساخت‌های منطقه |
| ۲                                                                               | 75         | وزیر کشور          | عدم برنامه‌ریزی جامع در مدیریت بحران در استان پهناور سیستان و بلوچستان |
| ۳                                                                               | 96         | رئیس‌جمهور          | وضعیت نامناسبت شاخص‌های امنیتی و بروز ناامنی گسترده در وسیع‌ترین حوزه انتخابیه کشور و عدم رسیدگی مناسب مسئولین ذی‌ربط |
| ۴                                                                               | 111        | وزیر نیرو          | علت عدم اعمال (۹) ماه تعرفه نوع (۱) گرمسیری برق در شهرهای جنوبی استان سیستان و بلوچستان |
| ۵                                                                               | 125        | وزیر آموزش و پرورش | علت نابرابری و بی‌عدالتی گسترده آموزشی در جنوب استان سیستان و بلوچستان |
| ۶                                                                               | 198        | وزیر کشور          | بی‌مبالاتی نیروی انتظامی در طی مأموریت‌های محوله در استان سیستان و بلوچستان بالاخص در حوزه‌های انتخابیه ایرانشهر و چابهار که موجب فوت بی‌گناهان می‌شود، من‌جمله حادثه مورخه ۸/۱/۹۷ و ۲۳/۱/۹۷ در شهرستانهای قصرقند و دلگان که منجر به فوت پنج نفر من جمله یک کودک سه ساله شده است |
| ۷                                                                               | 267        | وزیر آموزش و پرورش | ضمن عرض تسلیت به خانواده‌های داغدار سانحه دلخراش آتش‌سوزی در زاهدان که منجر به فوت سه نوگل معصوم و بی‌گناه تاکنون شده و عدم اهتمام جدی و نظارت مؤثر آموزش و پرورش در استانداردسازی فضاهای آموزشی در سطح استان سیستان و بلوچستان، تقاضای رسیدگی دارند                          |
| ۸                                                                               | 303        | وزیر کشور          | تداوم ناامنی و سرقت‌های مسلحانه و قتل شهروندان بی‌گناه در حوزه انتخابیه ایرانشهر |
| ۹                                                                               | 382        | وزیر راه و شهرسازی | مسئولیت آمار بالای تلفات جاده‌ای در استان سیستان و بلوچستان که ناشی از شاخص‌های پایین زیرساخت‌های ارتباطی است با چه کسی است؟ |
| ۱۰                                                                              | 397        | وزیر راه و شهرسازی | *لزوم رسیدگی به نابسامانی شدید در خطوط پروازی فرودگاه ایرانشهر. * رسیدگی به وضعیت نامناسب راه‌های روستایی جنوب استان سیستان و بلوچستان. * لزوم تعیین تکلیف وضعیت طرح تنها راه ارتباطی شهرستان فنوج.                                                                         |

(منبع: مشروح مذاکرات مجلس شورای اسلامی دوره دهم)

### تذکرات شفاهی
| تذکرات شفاهی محمدنعیم امینی‌فرد به مسئولین اجرایی در دهمین دوره مجلس شورای اسلامی |            |                                           | |
| تعداد تذکرات شفاهی: ۱۹ مورد                                                      |            |                                           | |
| ردیف                                                                             | شماره جلسه | مخاطب                                     | موضوع |
| ۱                                                                                | 127        | رئیس‌جمهور                                 | مطالبه جامعه اهل سنت جهت معرفی وزیر اهل سنت درکابینه |
| ۲                                                                                | 127        | وزیر کشاورزی                              | ارائه سند تحول و توسعه استان |
| ۳                                                                                | 220        | ریاست جمهوری                              | محافظه‌کاری مفرطی در چینش اول کابینه خود |
| ۴                                                                                | 220        | وزیر دادگستری و وزیر کشور                 | تشدید ناامنی‌های اجتماعی در استان |
| ۵                                                                                | 220        | وزیر صنعت، معدن و تجارت                   | برنامه جناب‌عالی برای توسعه صنعتی به خصوص مرکز و جنوب استان (ساماندهی بافت بلوچ) |
| ۶                                                                                | 220        | وزیر فرهنگ و ارشاد اسلامی                 | عدم توجه به توسعه زیربنایی فرهنگی در تمام استان به خصوص در حوزه مرکز و جنوب استان |
| ۷                                                                                | 243        | وزرای نفت و کشور                          | وضعیت به شدت نابههنجار توزیع سوخت در استان و کسر شدن ۵۰ لیتر از سهمیه سوخت |
| ۸                                                                                | 243        | وزیر ورزش و جوانان و وزرای اطلاعات و کشور | جلوگیری از انتشار صداهای تفرقه‌افکنانه‌ای از زبان یک بازیکن درجه چند یک تیم تهرانی و خدشه دار کردن احساسات قاطبه اهل سنت ایران و صدها میلیون اهل سنت جهان |
| ۹                                                                                | 243        | وزیر کشور                                 | عدم تدبیر مناسب و بازخورد مثبتی جهت سیل ویرانگردر استان |
| ۱۰                                                                               | 243        | رئیس‌جمهور                                 | اهتمام جدی به حقوق ملیت‌ها مطابق با ظرفیت‌های قانون اساسی |
| ۱۱                                                                               | 340        | رئیس‌جمهور                                 | انجام و اجرایی کردن مصوبات سفر آقای جهانگیری در جهت زدودن فقر و فلاکت در استان |
| ۱۲                                                                               | 340        | وزیر نفت                                  | سهمیه‌ای خودروها کدینگ استان |
| ۱۳                                                                               | [ ۹۰ ]     | رئیس مجلس                                 | رعایت عدالت برابر اصول (۳) و (۴۳) قانون اساسی، پایین بودن شاخص‌های توسعه‌ای، |
| ۱۴                                                                               | 349        | رئیس‌جمهور و وزیر نیرو                     | زنگری جدی در رابطه با سیستم برنامه‌ریزی و بودجه‌ریزی، روش آبرسانی سقایی (۱۳۰۰) روستای استان سیستان و بلوچستان که موضوع پایین‌ترین شاخص توسعه‌ای در استان است، هشدار در خصوص مسئله حمله گاندو به یک کودک معصوم که در طلب آب در یکی از روستاهای مرزی شهرستان سرباز |
| ۱۵                                                                               | 340        | وزیر کشاورزی                              | توجه آمایشی به مسئله کشاورزی به خصوص در رابطه با هجوم ملخ و مدیریت مبارزه با این هجوم |
| ۱۶                                                                               | 340        | وزیر نفت                                  | پیگیری و بررسی پایین بودن سهمیه برای ماشین‌های کدینگ استان با توجه به فرسوده بودن ناوگان عمومی |
| ۱۷                                                                               | 378        | وزیر راه و ترابری                         | وضعیت اسفناک راه‌های استان با توجه به ترانزیتی بودن محور چابهار تا میلک با کمترین سامانه پایش هوشمند و افزایش تصادفات و تدبیری برایفرودگاه ایرانشهر، توجه به راه‌های روستایی                                                                                   |
| ۱۸                                                                               | 378        | وزیر آموزش و تحقیقات                      | انتصابات کارشناسی‌نشده‌اش در دانشگاه‌های استان و عدم استفاده از نیروهای بومی، متخصص، واجد شرایط و ذی‌صلاح دارای درجات علمی بالا |
| ۱۹                                                                               | 378        | وزیر آموزش و پرورش                        | شرایط نامناسب و وضعیت فضاهای آموزشی در استان و پایین بودن سرانه فضاهای آموزشی و طی کردن مسیر طولانی دانش‌آموزان با توجه به خطرهای جاده‌ای |

(منبع: مشروح مذاکرات مجلس شورای اسلامی دوره دهم)
*زمان نطق در خصوص تذکرات شفاهی مطرح شده ۱۵ دقیقه می‌باشد.

### سئوالات
| سئوالات محمدنعیم امینی فرد از مسئولین اجرایی در دهمین دوره مجلس شورای اسلامی |            |                    | |       |
| تعداد سئوالات: ۲ مورد                                                        |            |                    | |       |
| ردیف                                                                         | شماره جلسه | مخاطب              | موضوع | نتیجه |
| ۱                                                                            | 154        |                    | تسریع در راه‌اندازی کارگروه‌های مواد (۵۴) و (۵۶) و تعیین تکلیف پرونده‌های موجود و رفع اختلافات در این زمینه. |       |
| ۲                                                                            | 303        | وزیر آموزش و پرورش | علت عدم تأسیس دانشگاه فرهنگیان در شهرستان چابهار                                                          |       |

(منبع: مشروح مذاکرات مجلس شورای اسلامی دوره دهم)

### طرح‌ها و لوایح
| محمدنعیم امینی فرد: مشارکت در بررسی طرح ها و لوایح دوره دهم |                       |                     |                  |            |      |
| تعداد جلسات مشارکت: ۲ مورد                                  |                       |                     |                  |            |      |
| نتیجه                                                       | پیشنهاد/ موافق/ مخالف | موضوع               | عنوان طرح/ لایحه | شماره جلسه | ردیف |
| تصویب نشد                                                   | موافق                 | حذف «عموم کارمندان» | ماده ۳۵          | 60         | ۱    |
| تصویب نشد                                                   | موافق                 | حذف «آموزش و پرورش» | ماده ۸۹          | 73         | ۲    |

(منبع: مشروح مذاکرات مجلس شورای اسلامی دوره دهم)
*زمان نطق در خصوص پیشنهادات طرح‌ها و لوایح مطرح شده ۲ دقیقه می‌باشد.

### لوایح بودجه‌ای
| محمدنعیم امینی فرد: مشارکت در بررسی لوایح بودجه‌های سال ۱۳۹۵ تا ۱۳۹۹ |            |                     | |                       |           |
| ردیف                                                                | شماره جلسه | تبصره               | موضوع                                                                                                   | پیشنهاد/ موافق/ مخالف | نتیجه     |
| ۱                                                                   | 295        | تبصره ۱۷ (سال ۱۳۹۸) | *یکسان کردن تعرفه‌ها *استفاده از منابع دولتی بیمارستان‌ها و دسترسی آسان مردم به بسیاری از این بیمارستان‌ها | موافق                 | تصویب نشد |

(منبع: مشروح مذاکرات مجلس شورای اسلامی دوره دهم)
*زمان نطق در خصوص پیشنهاد

## عبدالناصر درخشاندوره یازدهم
یازدهمین دوره مجلس شورای اسلامی
(ازسال ۱۳۹۹ تا ۱۴۰۳)
یازدهمین دورهٔ مجلس شورای اسلامی با ریاست محمد باقر قالیباف شروع به کار کرد. دوره یازدهم مجلس شورای اسلامی از خردادماه سال ۱۳۹۹ تا خردادماه سال ۱۴۰۳ می‌باشد. این دوره با لقب مجلس انقلابی شناخته می‌شود. مجلس یازدهم تقریباً یک دست از اصولگرایان است و با کمترین میزان مشارکت مردم در بین مجالس پیش از خود برخوردار بود. اساسی‌ترین مشکلات و مسائل پیش روی مجلس یازدهم می‌توان به شیوع و گسترش ویروس کرونا، تشدید تحریم‌های ظالمانه، مشکلات معیشتی به دلیل ادامه تورم بالای ۴۰ درصد همراه با رکورد اقتصادی اشاره نمود. مجلس یازدهم در بعد نظارتی اقداماتی مناسبی داشت از جمله «سه‌شنبه‌های نظارتی» که در سه‌شنبه‌های نظارتی به بحث تحقیق و تفحص از دستگاه‌های اجرایی، ارجاع تخلفات دستگاه‌ها به قوه قضاییه (ماده ۲۳۴) قانون آیین‌نامه داخلی مجلس و سؤال از وزیر و سایر موارد در صحن علنی مجلس پرداخته می‌شد.
از اقدامات جنجالی مجلس یازدهم که باعث واکنش به بخشی از جامعه و نخبگان گردید در قانون اقدام راهبردی برای لغو تحریم‌ها و صیانت از حقوق ملت ایران، طرح صیانت از فضای مجازی و لایحه حمایت از خانواده از طریق فرهنگ عفاف و حجاب، این دو مصوبه براساس اصل ۸۵ اقدام گردید. در بعد قانونگذاری قانون جهش مسکن، قانون مالیات بر خانه‌های خالی، قانون ساماندهی صنعت خودرو، طرح قانون بانک مرکزی، نسخ قانون تغییر ساعت رسمی کشور. قانون جهش تولید دانش بنیان قانون مدیریت داده‌ها و اطلاعات ملی، قانون نحوه انتصاب اشخاص در مشاغل حساس، ترمیم حقوق کارکنان و بازنشستگان کشوری و لشگری، قانون مانع‌زدایی از صنعت برق، معافیت واردات مواد دارویی و تجهیزات پزشکی از پرداخت مالیات، تأیید عضویت ایران در سازمان‌های همکاری‌های شانگهای، اصلاح قانون بیمه کارگران ساختمانی و … و در نهایت تصویب قانون برنامه هفتم توسعه از جمله دستاوردهای مجلس یازدهم بوده است.
یازدهم نماینده مجلس از حوزه انتخابیه ایرانشهر بزرگ عبدالناصر درخشان
متولد: ۱۳۵۷
محل تولد: راسک
کل آراء: ۲۲۲٬۹۹۰
آراء موخوذه: ۹۵٬۸۹۶ (۴۳٪)
فعالیت ۴ ساله نماینده یازدهمین دوره مجلس شورای اسلامی در صحن علنی با توجه به مشروح مذاکرات مجلس
| یازدهمین دوره مجلس شورای اسلامی: (سال‌های ۱۳۹۹–۱۴۰۳) دکتر عبدالناصر درخشان |           |             |                |                     |                  |                      |                   |
| تعداد جلسات یازدهمین دوره                                                 | تعداد نطق | تعداد سئوال | تعداد تذکرکتبی | تعداد تذکر آئین‌نامه | تعداد تذکر شفاهی | اظهارنظر طرح و لایحه | اظهارنظر بودجه ای |
|                                                                           | ۸         | ۴۸          | ۳۳             | ۱۴                  | ۷۴               | ۵                    | ۱۲۴               |

* مجموع صحبت‌های دکتر عبدالناصر درخشان در صحن علنی مجلس شورای اسلامی در طول ۴ سال ۱۷۰ دقیقه بوده است.

### نگاهی به عملکرد نماینده دوره یازدهم
با توجه به شاخصهایی که در اینجا به عنوان مبنای بررسی عملکرد نمایندگان شهرستان ایرانشهر در یازده دوره از مجلس شورای اسلامی مورد استفاده قرار گرفت، عملکرد دوره یازدهم توجه بیشتری را به خود جلب کرده است؛ زیرا در میان اکثر شاخصها وضعیت این دوره مطلوب نشان داده میشود. در جدول زیر سعی شده عملکرد نماینده این دوره در کنار مجموع عملکرد یازده دوره، میانگین کل یازده دوره و نسبت دوره یازدهم با ادوار پیش از خود نشان داده شود تا ابعاد عملکرد نماینده این دوره به تصویر کشیده شود.
جدول مقایسه عملکرد دوره یازدهم با ادوار یازده‌گانه نمایندگان ایرانشهر در مجلس شورای اسلامی
| شاخص عملکردی                  | تعداد جلسات | نطق  | سؤال | تذکر شفاهی | تذکر کتبی | تذکر آئین نامهای | پیشنهاد طرح/ لایحه | پیشنهاد بودجهای | صحبت در صحن (دقیقه) |
| دوره یازدهم[۱]                | ۳۸۰         | ۸    | ۴۸   | ۷۴         | ۳۳        | ۱۴               | ۷                  | ۳۰              | ۱۷۰                 |
| مجموع یازده دوره              | ۴۹۹۳        | ۵۲   | ۶۵   | ۹۶         | ۲۰۷       | ۴۰               | ۱۶                 | ۴۷              | ۶۱۸                 |
| میانگین کل یازده دوره         | ۴۵۳٫۹       | ۴٫۷  | ۵٫۹  | ۴٫۷        | ۱۸٫۸      | ۳٫۶              | ۱٫۵                | ۱۲٫۶            | ۵۶٫۲                |
| نسبت دوره یازدهم با کل (درصد) | ۷٫۶         | ۱۵٫۴ | ۷۳٫۸ | ۵۷٫۷       | ۱۵٫۹      | ۳۵               | ۴۳٫۸               | ۶۳٫۸            | ۲۶٫۷                |

چنان‌که مشاهده میشود، در دوره یازدهم که تنها ۷٫۶ درصد از کل «تعداد جلسات» برگزار شده مجلس شورای اسلامی را شامل میشود، اما از عملکرد نماینده این دوره بر مبنای شاخصهای مورد بررسی، درصدهای قابل توجهی را میتوان مشاهده کرد. به عنوان نمونه ۶۳٫۸ درصد از پیشنهادهای بودجهای نماینده که در صحن علنی طرح شده[۲] و همچنین ۷۳٫۸ درصد از سوالات کل یازده دوره مورد بررسی، در این دوره انجام شده است.
همانگونه که بیان شد این شاخصها میزان اثرگذاری یک نماینده مجلس در قوه قانونگذاری و به نتیجه رساندن شئون نمایندگی را مورد سنجش قرار میدهند؛ زیرا برای سنجش عملکرد یک شخصیت در جایگاه نمایندگی مجلس شورای اسلامی، برای نظارت و قانونگذاری، هم میتواند ابعاد کیفی داشته باشد و هم کمی. اما از آنجایی که ارزیابی کیفی نمیتواند به آسانی انجام شود ناچار از گرفتن خروجیهای کمی از ویژگیهای کیفی عملکرد یک شخص در چنین جایگاهی خواهیم بود؛ لذا نمیتوان بالا بودن شاخصهای یک نماینده را نادیده گرفت و نسبت به اثرگذاری او در فرایندهای نظارتی و قانونگذارانه بیتوجه بود. بر همین مبنا شاخصها موئد اثرگذاری نماینده دوره یازدهم برای اجرای شئون نمایندگی خود در قانونگذاری و نظارت میباشند.
[۱] تا پایان آذر ماه ۱۴۰۲
[۲] کل تعداد پیشنهادهایی که توسط نماینده دوره یازدهم در سامانه پیشنهادهای قانونگذاری مجلس ثبت شده، ۱۲۲ عنوان بوده که ۳۰ مورد آن در صحن علنی طرح و به رای گذاشته شد.

### عضویت‌های پارلمانی
| عضویت دکتر عبدالناصر درخشان در یازدهمین دوره مجلس شورای اسلامی |            |                                                           |           |
| تعداد عضویت‌ها: ۳ مورد                                          |            |                                                           |           |
| ردیف                                                           | شماره جلسه | عضویت                                                     | نتیجه     |
| ۱                                                              | 52         | انتخاب نمایندگان ناظر در شورای معادن استان‌ها در (۸) استان | ۱۵۲ رای   |
| ۲                                                              | 226        | عضو شورای عالی صنایع دریایی کشور                          | (۱۱۴) رأی |
| ۳                                                              | 282        | شورای معادن                                               | ۹۸ رای    |

| عضویت در گروه‌های دوستی پارمانی مجلس شورای اسلامی |          |         |          |         |
| رئیس گروهای دوستی پارلمانی                       |          |         |          |         |
| هند                                              | استرالیا | بنگلادش | سریلانکا | نیوزلند |

| کمیسیون‌ها     |                                                          |                                                  |
| صنایع و معادن | نماینده کمیسیون صنایع ومعادن در کمیسیون تلفیق بودجه ۱۴۰۲ | نماینده کمیسیون صنایع ومعادن در وزارت امور خارجه |

| فراکسیون‌ها    |            |      |             |           |                   |                          |                   |
| عضو           | عضو        |      | دبیر اول    | عضو       | عضو               | دبیر دوم                 | دبیر دوم          |
| محرومیت زدایی | مناطق آزاد | ورزش | مناطق محروم | مرزنشینان | اقتصاد دانش بنیاد | حمایت از صنعت و صنعتگران | مقابله با خشکسالی |

| عضویت در مجامع                    |
| رئیس مجمع نمایندگان استان سال سوم |

### نطق‌ها
| مفاهیم اساسی درنطق‌های آقای دکتر عبدالناصر درخشان طی ۴ سال | | |
| تعداد نطق:۸ مورد جلسات مدت زمان: ۴۲ دقیقه- جلسه ۱۷ (۷ دقیقه)- جلسه ۵۳ (۷ دقیقه)- جلسه ۸۸ (۳ دقیقه)، جلسه ۱۰۷ (۳ دقیقه)، جلسه ۱۲۵ (۵ دقیقه)، جلسه ۱۴۹ (۷ دقیقه)، جلسه ۲۳۱ (۷ دقیقه)، جلسه ۱۹۵ (۳ دقیقه) | | |
| مفاهیم حوزه بین‌الملل | مفاهیم سیاسی- اجتماعی | مفاهیم اقتصادی و توسعه ای |
| *محکوم کردن اتحاد منحوس عربی-عبری- غربی | *اتحاد و انسجام ارکان نظام و جناح سیاسی کشور در مقابل هجمه تبلیغاتی بیگانگان *۹۵ درصد از مدیران سیستان و بلوچستان از خارج از استان هستند که باعث عدم شناخت مسائل استان از سوی این مدیران است *انتقاد از برخی رفتارهای نیروی انتظامی در استان که باعث رنجش مردم شده است *تقاضای افزایش تعداد نمایندگان برای حوزه انتخابیه ایرانشهر به عنوان بزرگ‌ترین حوزه انتخابیه کشور ۸۰۰ هزار نفر جمعیت و بیش از ۵۰ هزار کیلومتر مربع وسعت براساس اصل ۶۴ قانون اساسی *دولتمردان، نمایندگان ملت به خاطر عدم انجام وظیفه مورد قضاوت تاریخ قرار می‌گیرند *تقدیر از رئیس‌جمهور (آقای رئیسی) به خاطر سفر به استان و تصویب مصوبه‌های استانی *انتظار اجرای عدالت از دولت مردمی آقای رئیسی *ابراز نگرانی از طرح تقسیم استان به دلیل عدم کار کارشناسی و عدم پیوست فرهنگی، اجتماعی، قومی و سرزمینی *توجه به مسائل زیست‌محیطی در برنامه‌های توسعه‌ای *افزایش سرقت مسلحانه در حوزه انتخابیه به دلیل مشکلات معیشتی | *تورم و گرانی و مشکلات اقتصادی به عنوان مسائل اساسی کشور *سوء مدیریت در بحث کنترل بیماری کرونا *سقوط ارزش پول ملی و کاهش قدرت خرید مردم *آثار سوء تحریم‌های ظالمانه بر اقتصاد کشور *چالش جدی کشور سوء مدیریت در کشور است و عدم استفاده از نیروهای متخصص و جوان در پست‌های مدیریتی و حساس *کیفیت پایین فضاهای آموزش (مدارس کپری) و فاصله فاحش سرانه آموزشی استان سیستان و بلوچستان نسبت به کشور *۱۴۰ هزار بازمانده از تحصیل در استان *وضعیت بسیار بد معیشتی معلمان حق‌التدریسی *جاده‌های بی‌کیفیت و غیر استاندارد و نبود بزرگراه در حوزه انتخابیه و از عوامل اصلی آمار بالای جانباختگان تصادفات *سوء مدیریت منابع آبی استان در بحث تأمین آب شرب، کشاورزی و صنعت * افت ولتاژ برق در دمای ۵۰ درجه *کمبود امکانات بهداشتی و درمانی و فقدان پزشک در بسیاری از درمانگاه‌ها *وضعیت نابسامان بورس که سرمایه‌های مردم را بلعیده است *انتقاد از فساد خرد و کلان ناشی از مدیران ناکارآمد، غیرتخصصی و غیرمتعهد * تقاضای فعال نمودن مرز رسمی پیشین به دلیل ظرفیت تبادلات تجاری و ایجاد اشتغال *انتقاد از وزیر نیرو به دلیل وضعیت آب شرب منطقه لاشار *تقدیر از رئیس‌جمهور به خاطر افزایش بودجه ۱۴۰۰ استان *ظرفیت‌های اقتصادی جنوب استان معادن به سرزمین حاصلخیز و هزاران نخیل خرما و تنها بندر اقیانوسی کشور *درخواست همکاری از دولت، مجلس و مردم برای رفع محرومیت استان برای همیشه *ضعف ساختاری ارتباطات و اینترنت *کمترین شاخص‌های توسعه استان در بین سایر استان‌ها *۹۵ درصد زمین‌های جنوب استان ملی اعلام شدند در صورتی که به صورت آبا و اجدادی مردم در این زمین‌ها کشت می‌کردند. باید این زمین‌ها به صاحبان اصلی آن یعنی مردم برگردد. *درخواست مجوز تردد خودروها در بین دو منطقه آزاد سیستان و بلوچستان و چابهار *تقسیم امکانات و منابع براساس آمایش سرزمینی *انتقاد از اجرای رتبه‌بندی آموزش و پرورش بدون توجه وزارتخانه به شرایط محرومیت و مشکلات زیرساختی استان *غفلت آموزش و پرورش نسبت به معلمین خرید خدمت و معلمین طرح مهرآفرین با توجه به نقش این معلمین در آموزش استان *انتقاد از کاهش سهمیه فرهنگیان استان *انتقاد از وضعیت ناامن جاده‌ها و آمار بالای تصادفات *انتقاد از کیفیت پایین خودروهای داخلی *انتقاد از تیراندازی نیروی انتظامی به سوخت‌بران که برای سیر کردن شکم خانواده مجبور به سوختبری می‌باشند. *انتقاد از وضعیت آب شرب و غیربهداشتی *نیاز به سیل‌بند جهت جلوگیری از تخریب سیلاب در جنوب استان *کمبود زیرساخت‌های بهداشتی و کمبود پزشک *انتقاد از صف طولانی بنزین و سوخت |

### تذکرات کتبی
| تذکرات کتبی دکتر عبدالناصر درخشان به مسئولین اجرایی در یازدهمین دوره مجلس شورای اسلامی |            |                                         | |
| تعداد تذکرات کتبی: ۳۳ مورد                                                             |            |                                         | |
| ردیف                                                                                   | شماره جلسه | مخاطب                                   | موضوع |
| ۱                                                                                      | 8          | وزیر آموزش و پرورش                      | لزوم تعیین تکلیف نیروهای خریدخدمات حق‌التدریس و نهضت سوادآموزی |
| ۲                                                                                      | 9          | وزیر آموزش و پرورش                      | لزوم جلوگیری از جابه‌جایی بی‌رویه نیروهای تخصصی از مدارس مناطق محروم جنوب سیستان و بلوچستان |
| ۳                                                                                      | 11         | وزیر نیرو                               | لزوم رسیدگی به مشکلات عدیده افت ولتاژ و نوسانات برق حوزه انتخابیه |
| ۴                                                                                      | 21         | وزیر نیرو                               | لزوم تسریع در تأمین آب شرب سالم برای روستاهای حوزه انتخابیه |
| ۵                                                                                      | 22         | وزیر نفت                                | لزوم تسریع در تأمین سیلندر گاز و تسریع در تکمیل طرح گازرسانی به شهرهای حوزه انتخابیه |
| ۶                                                                                      | 22         | وزیر امور اقتصادی و دارایی              | لزوم تدوین استراتژی مشخص برای بازار سرمایه |
| ۷                                                                                      | 35         | وزیر آموزش و پرورش                      | تسریع در اجرای قانون تعیین تکلیف استخدامی معلمین حق‌التدریسی و آموزشیاران نهضت سوادآموزی مصوب و لغو آزمون مجدد                                                                                               |
| ۸                                                                                      | 54         | وزیر کشور                               | لزوم افزایش نظارت بر رفتار شهرداریها با توجه به حادثه تخریب منزل زن سرپرست خانوار و خودسوزی وی |
| ۹                                                                                      | 63         | وزیر راه و شهرسازی                      | لزوم ایجاد زیرساخت‌های مناسب، ایمن‌سازی جاده‌ها و ایجاد امکانات رفاهی مطلوب و باکیفیت در مناطق مرزی جهت رونق تولید و اشتغال این مناطق                                                                          |
| ۱۰                                                                                     | 106        | وزیر کشور                               | ضرورت رسیدگی به حادثه دلخراش تیراندازی نیروی انتظامی شهرستان ایرانشهر به کودک شش‌ساله و مادر او |
| ۱۱                                                                                     | 126        | رئیس‌جمهور                               | لزوم توزیع عادلانه سهمیه معلمین در استان سیستان و بلوچستان |
| ۱۲                                                                                     | 161        | وزیر میراث فرهنگی، گردشگری و صنایع دستی | ضرورت توجه به ظرفیت‌های گردشگری شهرستان‌های بمپور، سرباز و دامن |
| ۱۳                                                                                     | 169        | وزیر راه و شهرسازی                      | لزوم تسریع در تکمیل و بازگشایی جاده کلدر شهرستان فنوج |
| ۱۴                                                                                     | 174        | وزیر تعاون، کار و رفاه اجتماعی          | لزوم تسریع در رسیدگی به وضعیت معلولین آسیب‌دیده در سیل جنوب کشور |
| ۱۵                                                                                     | 174        | وزیر راه و شهرسازی                      | لزوم توجه به راه‌های مواصلاتی روستایی و بین شهری مسدودشده به علت بارندگی در شهرستان دلگان |
| ۱۶                                                                                     | 179        | وزرای جهادکشاورزی و صنعت، معدن و تجارت  | ضرورت تسریع در ارائه سازوکارهای لازم جهت ساماندهی نانوایی‌ها و توزیع آرد در شهرستان ایرانشهر |
| ۱۷                                                                                     | 180        | وزیر آموزش و پرورش                      | لزوم تسریع در اجرای ماده (۳) قانون تنظیم برخی از مقررات مالی اداری و پشتیبانی وزارت آموزش و پرورش. همچنین درخصوص اعمال مدرک تحصیلی دوم فرهنگیان                                                             |
| ۱۸                                                                                     | 219        | وزیر بهداشت، درمان و آموزش پزشکی        | ضرورت تسریع در ارتقا و افزایش تخت‌های بیمارستان شهرستان راسک |
| ۱۹                                                                                     | 225        | رئیس‌جمهور و وزیر نیرو                   | لزوم تسریع در توقف عملیات انتقال آب از سرشاخه‌های رودخانه کارواندر به خاش |
| ۲۰                                                                                     | 235        | وزیر آموزش و پرورش                      | لزوم تسریع در تعیین تکلیف استخدامی مشمولین طرح مهرآفرین وزارت آموزش و پرورش |
| ۲۱                                                                                     | 236        | وزیر آموزش و پرورش و رئیس‌جمهور          | لزوم تسریع در اصلاح آیین‌نامه رتبه‌بندی معلمان و همچنین مشمولیت مستخدمین طرح مهرآفرین در این آیین‌نامه رتبه‌بندی ضرورت اجرای کامل طرح رتبه‌بندی معلمان و همچنین شامل شدن نیروهای طرح مهرآفرین را در این آیین‌نامه |
| ۲۲                                                                                     | 258        | وزیر ورزش و جوانان                      | لزوم توزیع عادلانه امکانات و زیرساخت‌های ورزشی در مناطق محروم به‌خصوص حوزه انتخابیه ایرانشهر و سایر شهرهای این حوزه انتخابیه                                                                                  |
| ۲۳                                                                                     | 259        | وزیر نفت                                | لزوم گازرسانی به شهرستان‌های حوزه انتخابیه سرباز، راسک، فنوج، لاشار و سایر شهرهای این حوزه انتخابیه |
| ۲۴                                                                                     | 259        | وزیر صنعت، معدن و تجارت                 | لزوم تسریع در راه‌اندازی فاز بافندگی کارخانه بافت بلوچ |
| ۲۵                                                                                     | 263        | وزیر نیرو                               | لزوم تسریع در پرداخت (۱۰) ماه حقوق معوقه و حق بیمه آب‌داران برون‌سپار شهرستان سرباز در استان سیستان و بلوچستان                                                                                                |
| ۲۶                                                                                     | 274        | وزیر بهداشت، درمان و آموزش پزشکی        | لزوم توسعه متوازن خدمات سلامت در مناطق محروم و رفع مشکلات موجود |
| ۲۷                                                                                     | 276        | وزرای جهادکشاورزی و کشور                | لزوم تسریع در رفع مشکلات مردم در دسترسی به نان باکیفیت در استان محروم سیستان و بلوچستان |
| ۲۸                                                                                     | 282        | وزیر تعاون، کار و رفاه اجتماعی          | ضرورت تسریع در اجرای کامل قانون حمایت از حقوق معلولان |
| ۲۹                                                                                     | 284        | وزیر نیرو                               | لزوم بازنگری و اصلاح تعرفه‌های برق مناطق محروم مرزی گرمسیری استان سیستان و بلوچستان |
| ۳۰                                                                                     | 285        | وزیر میراث فرهنگی، گردشگری و صنایع دستی | ضرورت تسریع در راه‌اندازی دبیرخانه شهر ملی سوزن‌دوزی در ایرانشهر |
| ۳۱                                                                                     | 286        | وزیر آموزش و پرورش                      | لزوم رعایت عدالت و شفافیت در جذب سهمیه (۷۰۰) نفری تکمیل ظرفیت دانشگاه فرهنگیان سیستان و بلوچستان |
| ۳۲                                                                                     | 291        | وزیر راه و شهرسازی                      | لزوم اتمام طرح جاده کُلدر در شهرستان فنوج پس از (۱۶) سال |
| ۳۳                                                                                     | 292        | وزیر راه و شهرسازی                      | لزوم افزایش پروازهای فرودگاه ایرانشهر با توجه به محدودیت پروازها |

### تذکرات شفاهی
| تذکرات شفاهی عبدالناصر درخشان به مسئولین اجرایی در یازدهمین دوره مجلس شورای اسلامی |            |                                                       | |
| تعداد تذکرات شفاهی: ۷۴مورد                                                         |            |                                                       | |
| ردیف                                                                               | شماره جلسه | مخاطب                                                 | موضوع |
| ۱                                                                                  | 88         | وزیر ارتباطات                                         | از سفرتان به استان سیستان و بلوچستان تشکرمی کنم، قول‌های فراوانی که داده بودید تا پایان اردیبهشت ماه مشکلات اینترنت در تمامی روستاهای ۲۰ خانوار به بالا حل خواهد شد، شمارش معکوس شروع شده است. امیدوارم بر قول تان ثابت قدم باشید. |
| ۲                                                                                  | 88         | رئیس‌جمهور                                             | رشد افسارگسیخته تورم و سقوط ارزش پول ملی که بزرگ‌ترین مانع تولید در کشور است بدون ساماندهی این دو مؤلفه مهم نمی‌توان تولید را ساماندهی کرد. |
| ۳                                                                                  | 88         | وزیر نفت                                              | خط لوله گاز از شهرها و از کنار روستاهای حوزه انتخابیه بنده می‌گذرد، مردمانی که خط لوله گاز را می بینند، اما مشکل سیلندر گاز دارند، این موضوعی است بسیار دردناک برای مردم شریف و ملت سرزمین تان. |
| ۴                                                                                  | 88         | وزیر آموزش و پرورش                                    | چرا آزمون استخدامی نیروهای بومی را بانمرات بالاتر در مصاحبه رد کردید؟ -وضعیت آموزش و پرورش در جنوب استان بسیار وخیم است. آنها هموطنان شما هستند، فرزندان همین سرزمین هستند، فکری به حال این مردمان داشته باشید. |
| ۵                                                                                  | 88         | وزیر راه و شهرسازی                                    | عدم توجه و اعتبارات ناکافی و نگاه غیرکارشناسی به پروژه‌های راهسازی، مردمان نجیب استان مشکلات فراوان و همیشه داغدار و عزادار هستند |
| ۶                                                                                  | 141        | وزیر نیرو                                             | بعد از گذشت چندین سال مشکل آب پیشین رفع نشده ومردم آهوران و لاشار در بدترین شرایط دسترسی به آب شرب را دارند - تعرفه سنگین برق کمر مردم رنجدیده را شکسته است. لطفاً فکری به حال مردم بنمایید. |
| ۷                                                                                  | 141        | وزیر ارتباطات                                         | فاصله معنا داری میان شاخص‌های ارتباطی حوزه انتخابیه با سایر جاهای کشور دارد در اکثر حوزه انتخابیه مردم مشکل جدی دسترسی به اینترنت و هم ارتباطات معمولی تلفن همراه را دارند. |
| ۸                                                                                  | 141        | وزیر راه و شهرسازی                                    | پائین‌ترین شاخص دسترسی به راه‌های روستایی استان و جاده ترانزیتی موسوم به جاده کلدر بعد از گذشت (۱۵) سال هنوز به سرانجام نرسیده است. |
| ۹                                                                                  | 141        | وزیر ورزش                                             | ورزشکاران جوان ما با حداقل‌ها مواجه هستند. جا داردبه دانیال شه بخش بوکسور جوان کشورمان تبریک بگویم که در تاریخ بوکس کشور مدال ایشان بی سابقه بود. با کمترین ظرفیت و باحداقل‌ها تا به امروز مدال برنزش مسجل شده است. |
| ۱۰                                                                                 | 143        | رئیس‌جمهور                                             | عدم استقرار ادارات در بخش‌های بمپور، فنوج، سرباز و لاشار پس از چندین سال از ارتقای آنها به شهرستان |
| ۱۱                                                                                 | 143        | وزیر نیرو                                             | مشکل جدی آب شرب در (۹۵) روستا از (۱۰۱) روستای بخش آهوران شهرستان نیکشهر |
| ۱۲                                                                                 | 143        | وزیر راه و شهرسازی                                    | شرایط اسفناک اکثر راه‌های روستایی حوزه انتخابیه |
| ۹                                                                                  | 143        | وزیر بهداشت، درمان و آموزش پزشکی                      | عدم نتیجه کلنگ‌زنی بیمارستان‌های سرباز، بزمان، اسپکه، بنت و پیشین پس از گذشت چندین سال |
| ۱۰                                                                                 | 143        | رئیس سازمان سنجش                                      | پیگیری و بررسی از عدم تضییع حق دانش‌آموزان ایرانشهری |
| ۱۱                                                                                 | 143        | وزیر آموزش و پرورش                                    | فکری به حال فرهنگیان و سرانه فضای آموزشی حوزه انتخابیه که در تمامی نرم‌های استاندارد و استانی و ملی از همه شاخص‌ها پایین‌تر است |
| ۱۲                                                                                 | 148        | وزیر آموزش و پرورش                                    | توجهی مضاعف به کاستی‌ها و بی‌توجهی‌های تاریخی سیستم آموزشی جنوب سیستان و بلوچستان |
| ۱۳                                                                                 | 148        | رئیس‌جمهور                                             | شهرهای حوزه ایرانشهر داشتن ظرفیت‌های فراوان آبی، کشاورزی، معدنی، ترانزیتی و نیروی انسانی مستعد و توانمند متأسفانه مهجور واقع شده است. |
| ۱۴                                                                                 | 148        | وزیر کشور                                             | ناامنی‌های اخیر در شهرستان ایرانشهر امان مردم را بریده - استفاده از نیروهای بومی در بدنه نیروی انتظامی |
| ۱۵                                                                                 | 148        | وزیر راه و شهرسازی                                    | شهرستان‌های لاشار، سرباز، فنوج و راسک درشاخص‌های راه کم برخوردارترین هستند. تا چه زمانی باید این رکورد تاریخی را داشته باشیم؟ |
| ۱۶                                                                                 | 148        | وزیر ورزش و جوانان                                    | پایین‌ترین شاخص‌ها در سرانه فضای ورزشی متعلق به حوزه جنوب استان است |
| ۱۷                                                                                 | 148        | وزیر بهداشت و درمان                                   | برنامه عملیات تسریع در احداث بیمارستان‌های پیشین، جلگه، بزمان و اسپکه اتخاذ نمایید |
| ۱۸                                                                                 | 148        | وزیر نیرو                                             | مردم عزیز آهوران، بنت، لاشار، بمپور و پیشین با مشکل جدی آب شرب مواجه هستند، لطفاً تدبیر نمایید که این موضوع مرتفع شود و مردم در تابستان آینده این مشکل را نداشته باشند |
| ۱۹                                                                                 | 168        | وزرای جهادکشاورزی، راه و شهرسازی و کشور               | بررسی و پیگیری صف‌های طولانی نان، برطرف نمودن مشکل حمل آرد به شهرستان ایرانشهر |
| ۲۰                                                                                 | 199        | نمایندگان ملت                                         | بی بهره بودن استان سیستان و بلوچستان با وجود محرومیت‌های فراوان از شمول مشوق‌ها و مزایای قانون جوانی جمعیت |
| ۲۱                                                                                 | 199        | دولت و مجلس                                           | تا کی مردم شریف ایران به بهانه حمایت از تولید داخل ارابه مرگ پراید و پژو را تحمل بنمایند؟ |
| ۲۲                                                                                 | 199        | رئیس‌جمهور                                             | عدم توجه به مردم استان سیستان و بلوچستان و رفع تبعیض و بی‌عدالتی |
| ۲۳                                                                                 | 199        | وزیر فرهنگ و ارشاد                                    | غیرقابل تحمل بودن توهین به لباس فاخر زن بلوچ در یکی از سریال‌ها |
| ۲۴                                                                                 | 199        | وزیر نیرو                                             | رفع مشکل آب شرب مردم شهر پیشین، جکیگور، بمپور، لاشار، بنت‌آهوران و فنوج |
| ۲۵                                                                                 | 199        | وزیر آموزش و پرورش                                    | حمایت از نیروهای آموزش و پرورش حوزه انتخابیه، نیروهای شرکتی و خریدخدمات، افزایش سهمیه معلمین پیمانی بومی ماندگار و توجه ویژه به این قشر |
| ۲۶                                                                                 | 219        | وزیر کشور                                             | رفع تبعیضات ناروا در خصوص پذیرفته شدن تعدادی از جوانان استان در هشتمین آزمون استخدامی دستگاه‌های اجرایی و طولانی شدن فرایند جذب پذیرفته‌شدگان |
| ۲۷                                                                                 | 219        | رئیس‌جمهور                                             | رفع دغدغه و مشکلات بازنشستگان تأمین اجتماعی مطابق قوانین کار و مصوبات شورای عالی کار و همچنین رأی هیئت تطبیق مصوبات دولت و مجلس |
| ۲۸                                                                                 | 263        | رئیس‌جمهور                                             | سقوط ارزش پول ملی توسط تیم اقتصادی دولت |
| ۲۹                                                                                 | 263        | وزیر کشور                                             | استان سیستان و بلوچستان را از نظر مدیریتی دریابید |
| ۳۰                                                                                 | 263        | وزیر بهداشت                                           | حق مردم استان را از سهم ارزش افزوده دریغ نکنید، مشکلات دارویی استان را حل نمایید. |
| ۳۱                                                                                 | 263        | وزیر آموزش و پرورش                                    | چرا نیروهای حق‌التدریس لغو ابلاغ شده‌اند. |
| ۳۲                                                                                 | 263        | وزیر نفت                                              | صف‌های طولانی سوخت |
| ۳۳                                                                                 | 317        | رئیس‌جمهور و وزیر نیرو                                 | خواستار حق حداقلی برطرف نمودن تشنگی مردم بلوچستان از بزمان تا دلگان، از بمپور خشکیده و آهوران تشنه، از لاشار تا روستاهای فنوج، از پیشن و جکیگور، از سرباز و راسک تا آشار و بنت به آب محتاجند. استفاده از آب‌های آلوده و در امید جهاد آب‌رسانی ماندن مردم را جان به لب نموده. |
| ۳۴                                                                                 | 317        | وزیر نیرو                                             | قطعی‌های مکرر برق، افت ولتاژ و عدم وجود ترانس برق در بسیاری از شهرستان‌های حوزه انتخابیه موجب معیوب شدن وسایل الکتریکی شده، تعرفه‌های سنگین برق خصوصاً در موارد تغییرات جوی استفاده بیش از حد برق به‌دلیل عدم گازرسانی |
| ۳۵                                                                                 | 317        | وزیر بهداشت، درمان و آموزش پزشکی                      | فقر زیرساخت‌های بهداشتی وعدم وجود امکانات نسبی پزشکی در بیمارستان‌های جنوب استان و عدم برخورداری از کمترین امکانات سرمایشی |
| ۳۶                                                                                 | 323        | رئیس‌جمهور، وزرای امور اقتصادی و دارایی و جهاد کشاورزی | عدم وجود زیرساخت‌های لازم برای اجرایی کردن هدفمندی یارانه نان رابه خاطر جمعیت بالای روستایی استان در اکثر روستاهاو بعضاً شهرها |
| ۳۷                                                                                 | 323        | وزیر کشور                                             | اعطای شناسنامه به مردم استان با دقت نظر و قانون‌مندانه |
| ۳۸                                                                                 | 323        | وزیر امور اقتصادی و دارایی                            | شفاف‌سازی و سازوکار و رفع مشکل مالیات کسبه حوزه انتخابیه |
| ۳۹                                                                                 | 327        | وزیر کشور                                             | تسریع در فرایند ارتقای بخش‌های بنت و بزمان به شهرستان |
| ۴۰                                                                                 | 327        | وزیر آموزش و پرورش                                    | براساس کدامین شاخص عدالت محور سهمیه دبیری استان سیستان و بلوچستان که محروم ترین، کم توسعه یافته‌ترین و نیازمندترین استان کشور می باشد از (۲۲) هزار نفر سهمیه کل کشور فقط و فقط (۳۶۹) نفر اختصاص داده شده؟ |
| ۴۱                                                                                 | 327        | رئیس بنیاد مستضعفان                                   | ای سازمان چه قدمی از (۹) شهرستان و (۲۱) بخش محروم که از محروم ترین نقاط کشور می‌باشد برداشته؟ |
| ۴۲                                                                                 | 327        | وزیر جهادکشاورزی، اقتصاد و ارتباطات                   | براساس کدامین زیرساخت ها این چنین حکمی را برای کل کشور جهت ملاک تخصیص سهمیه آرد مطرح می‌نمایید که مبنای سهمیه تخصیص آرد به نانوایی ها براساس تراکنش ثبت شده در کارتخوان ها می باشد؟ خیلی از روستاها در مناطق محروم سیستان و بلوچستان زیرساخت‌های ارتباطی برخوردار نیستند. افرادفاقد شناسنامه که هویت آنها دچار مشکل است آیا حساب بانکی دارند که کارت عابربانک داشته باشند؟                                |
| ۴۳                                                                                 | 327        | رئیس‌جمهور و وزیر نیرو                                 | تعرفه های سنگین برق در این منطقه محروم گرمسیر، جانسوز و جانکاه امان مردم را بریده. بر مبنای کدامین عدالت و کدامین وجدان، مردمی که در منطقه مرزی به شدت گرمسیر زندگی می‌کنند و امنیت کشور را بی شک مدیون این افراد هستیم حکم بر برداشت یارانه .. |
| ۴۴                                                                                 | 334        | وزیر بهداشت                                           | سرانه پزشک نسبت به جمعیت استان وضعیت نامطلوبی دارد و نیروهای شرکتی دانشگاه علوم پزشکی ایرانشهر در شرایط سخت اقتصادی هستند که ماه‌ها است که حقوق نگرفته‌اند. |
| ۴۵                                                                                 | 334        | رئیس‌جمهور                                             | مرز پیشین با حضور حضرت عالی و نخست‌وزیر پاکستان یک اتفاق بزرگ اقتصادی افتاد اما دستگاه‌های اجرایی مسئول در سطوح ملی و میانی تا به امروز از اجرای تعهدات سازمانی خود بازمانده داند |
| ۴۶                                                                                 | 334        | وزیر آموزش. پرورش                                     | فکری به حال معلمین نهضتی سال ۹۲ داشته باشید |
| ۴۷                                                                                 | 338        | وزیر بهداشت                                           | بیمارستان ایران شهرستان ایرانشهر با داشتن بالاترین نرخ موالید در کشور حداقل امکانات و تجهیزات را هم ندارد پرستاران و پرسنل زحمتکش این بیمارستان دیگر توان ارائه خدمات با این امکانات حداقی را ندارند. |
| ۴۸                                                                                 | 338        | وزیر راه و شهرسازی                                    | اضافه شدن پرواز فرودگاه ایرانشهر |
| ۴۹                                                                                 | 338        | وزیر جهاد کشاورزی                                     | کشاورزان عزیز حوزه انتخابیه از دلگان، بمپور، ایرانشهر و پیشین منتظر دریافت مطالبات خود از فروش گندم هستند، لطفاً خواسته برحق کشاورزان را محقق بنمایید و دلگان قطب کشاورزی و پرآب منطقه را دریابید و از این فرصت بی بدیل برای مردم منطقه و استان استفاده نمایید. |
| ۵۰                                                                                 | 338        | وزیر آموزش و پرورش                                    | نادیده گرفته شدن معلمین عزیز خریدخدمات و نیروهای نهضتی |
| ۵۱                                                                                 | 338        | وزیر صمت                                              | هنوز واردات خودروهای دست دوم ابلاغ و انجام نشده، مردم ایران تا کی در رؤیای استفاده از خودروهای با استاندارد بالا باشند؟ |
| ۵۲                                                                                 | 338        | وزیر اقتصاد                                           | تورم لجام گسیخته در مناطق محروم چون سیستان وبلوچستان متورم تر و عیان تر است. |
| ۵۳                                                                                 | 338        | هئیت رئیسه و نمایندگان                                | اجرایی شدن اصل(۶۴) قانون اساسی و افزایش نمایندگان استان که کمیسیون شوراها مدت هاو در واقع (۲) سال زحمت کشیده و این را در دستور کار قرار بدهید |
| ۵۴                                                                                 | 345        | نمایندگان مجلس                                        | در برنامه هفتم محرومیت و مظلومیت بلوچستان را فراموش نکنید. سیستان و بلوچستان نیازمند و منتظر نگاه عالمانه شما در رفع محرومیت است |
| ۵۵                                                                                 | 345        | رئیس‌جمهور و نمایندگان                                 | بدون توجه به ملاحظات فرهنگی و هویتی منطقه ایجاد ساختارهای جدید می‌تواند پیامدهای منفی هم داشته باشد یعنی توسعه تبدیل به ضد توسعه شود |
| ۵۶                                                                                 | 345        | وزیر نیرو                                             | با توجه به بحران آب شرب در شهرستانهای لاشار و فنوج هنوز اجرای مجتمع‌های آب روستایی این دو شهرستان همچنان معطل مانده و اجرا نشده علت چیست؟ |
| ۵۷                                                                                 | 345        | وزیر راه و شهرسازی                                    | احداث راه‌های جلگه به کتیچ بند باغ نیل به دلگان کستگ به پیشین و کزور مورتان آرزوی دیرینه مردم جلگه پیشین و سرباز می‌باشد. خواهشمندم تسریع بفرمایید. |
| ۵۸                                                                                 | 345        | وزیر نفت                                              | افتخار شما در سیستان و بلوچستان صرفه جویی (۱۷۵) میلیون لیتری در (۱۱) ماه گذشته است. آیا خبر دارید بعضی جایگاه‌ها تا (۲۴) ساعت به دلیل عدم صرفه جویی تعطیل و مردم ساعت‌ها برای دریافت بنزین در صف‌ها هستند. این است کرامت انسانی |
| ۵۹                                                                                 | 345        | وزیر آموزش و پرورش                                    | مهر ماه از راه رسید ولی متأسفانه معلمین زحمتکش حق‌التدریس که بیشترین خدمات را به مناطق محروم نموده‌اند هنوز بلاتکلیف می‌باشند. این عزیزان سالها در صف مبارزه با بی سوادی بوده‌اند. لطفاً با قید فوریت حداقل با عنوان خرید خدمات در بدنه آموزش و پرورش جذب بشوند |
| ۶۰                                                                                 | 377        | وزیر ورزش و جوانان                                    | توزیع عادلانه امکانات در حوزه انتخابیه دیده نمی‌شود به گونه‌ای که حتی دستورات جنابعالی اجرایی نمی‌شوند. |
| ۶۱                                                                                 | 377        | وزیر بهداشت، درمان و آموزش پزشکی                      | عدم اجرای دستورات وزیر بهداشت در خصوص کمبود پزشک و آمبولانس، پرداخت دستمزد نیروهای شرکتی، تکمیل پروژه بیمارستان‌های بزمان و پیشین |
| ۶۲                                                                                 | 377        | وزیر نیرو                                             | تعرفه‌های سنگین برق که مردم توان پرداخت آن را ندارند اکثر پروژه‌های آبرسانی حوزه انتخابیه متأسفانه تعطیل هستند. |
| ۶۳                                                                                 | 377        | وزیر آموزش و پرورش و رئیس‌جمهور                        | معلمین خرید خدمات در حوزه که به هزاران نفر می‌رسند برای تسویه مطالبات حقوقی و بیمه‌ای آنها فکری بنمائید. |
| ۶۴                                                                                 | ۳۸۷        | وزیر نفت                                              | گاز و حتی نفت سفید در جنوب سیستان و بلوچستان نایاب شده و قیمت هر سیلندر گاز به ۲۵۰ تا ۳۰۰ هزار تومان هم می‌رسد، ضروری است فرایند گازرسانی به شهرها را تسریع، مشکل نفت سفید را حل کنید |
| ۶۵                                                                                 | ۳۸۷        | وزیر نیرو                                             | مردم شهرها و بخش‌های حوزه انتخابیه به شدت با مشکل کمبود آب شرب مواجه هستند و شما به عنوان وزیر این کشور باید مشکل تشنگی مردم را برطرف کنید |
| ۶۶                                                                                 | ۳۸۷        | وزیر ارتباطات                                         | در این شرایط اقتصادی و با وجود کیفیت پایین اینترنت، افزایش ۳۰ درصدی تعرفه آن به صلاح و منطقی نبود |
| ۶۷                                                                                 | ۳۹۰        | وزیر تعاون و رفاه کار امور اجتماعی                    | فکری به حال معلولان کنید و مشکلات آن‌ها را برطرف کنید که امیدشان ما مسئولان هستیم. |
| ۶۸                                                                                 | ۳۹۰        | رئیس‌جمهور                                             | با حضورتان در راسک امید مردم را زیاد کردید و بازارچه مرزی را افتتاح نمودید و بازارچه خرده فروشی مرزی را که با حضور نخست‌وزیر پاکستان افتتاح شد و یک اتفاق بسیار خوبی بود اما متأسفانه بعد از گذشت چندین ماه از این افتتاح به خاطر ساز وکارهای دست و پاگیر اداری هنوز شروع به کار نکرده است، لطفاً تدبیر کنید.                                                                                             |
| ۶۹                                                                                 | ۳۹۰        | وزیر نیرو                                             | با گذشت چندین سال از پروژه آبرسانی شرق به غرب شهرستان بمپور اما متأسفانه مردم شهرستان از آب شرب مناسب برخوردار نیستند لطفاً اقدام عاجل بفرمایید. طرح جهاد آبرسانی یکی از خدمات شاخص این دولت بوده است که به دلیل عدم تزریق منابع مالی مخصوصاً در استان سیستان و بلوچستان متوقف شده است لطفاً تدبیر نمایید.                                                                                                 |
| ۷۰                                                                                 | ۳۹۰        | وزیر بهداشت                                           | ناوگان آمبولانس حوزه دانشگاه ایرانشهر از اورژانس تا بیمارستان به شدت فرسوده شده است، منطقه محروم سیستان و بلوچستان که متفاوت از هر جای کشور است لطفاً متفاوت ببینید و برای رفع کمبود پزشک در مراکز جامع سلامت حوزه دانشگاه ایرانشهر فکری عاجل کنید و پروژه‌های عمرانی دانشگاه ایرانشهر مثل سوانح سوختگی و … را دریابید و ارتقا بیمارستان راسک به کندی پیش می‌رود که در این رابطه نیز باید چاره ای اندیشید. |
| ۷۱                                                                                 | ۳۹۰        | وزیر راه و شهرسازی                                    | کمترین شاخص دسترسی به راه‌های روستایی در جنوب سیستان و بلوچستان است، لطفاً پروژه‌های در حال انجام را تسریع بخشید و تأمین اعتبار کنید، بزرگراه شهید ولی فتح مرادی بم پور از روشنایی محروم است که نسبت به انجام آن اقدام کنید. |
| ۷۲                                                                                 | ۳۹۰        | وزیر ورزش و جوانان                                    | قول‌های شما در استان سیستان و بلوچستان در حداقل‌ترین امکانات ممکن هم عملی نشده است و جوانان سیستان و بلوچستان را دریابید. |
| ۷۳                                                                                 | ۳۹۰        | وزیر ارتباطات                                         | با توجه به اتمام پروژه فیبر نوری بخش بنت، اکثر روستاهای این بخش عظیم فاقد اینترنت هستند لذا فکری در این رابطه بیاندیشید. |
| ۷۴                                                                                 | ۳۹۰        | رئیس‌جمهور و وزیر صمت                                  | مردم سؤال می‌کنند چرا مصوبه مجلس در مورد واردات خودرو انجام نمی‌شود؟ |

(منبع: مشروح مذاکرات مجلس شورای اسلامی دوره یازدهم)
*زمان نطق در خصوص تذکرات شفاهی مطرح شده ۳۵ دقیقه می‌باشد.

### سئوالات
| سئوالات دکتر عبدالناصر درخشان از مسئولین اجرایی در یازدهمین دوره مجلس شورای اسلامی |                                  | |
| تعداد سئوالات: ۴۸ مورد                                                             |                                  | |
| ردیف                                                                               | مخاطب                            | موضوع |
| ۱                                                                                  | وزیر نیرو                        | عدم اجرای تکالیف قانون برنامه ششم توسط وزیر نیرو و بالاخص ماده (۳۶) آن و تأمین آب شرب |
| ۲                                                                                  | وزیر نیرو                        | حضور وزیر و سخنگوی کمیسیون کشاورزی، آب، منابع طبیعی و محیط‌زیست جهت پاسخگویی به سؤال جلسه شماره ۷۲ |
| ۳                                                                                  | وزیر میراث فرهنگی و گردشگری      | چرا دبیرخانه ملی سوزندوزی تاکنون در ایرانشهر استقرار نیافته است؟ |
| ۴                                                                                  | وزیر صنعت، معدن و تجارت          | علت تأخیر در راه اندازی فاز بافندگی کارخانه گسترش بلوچ ایرانشهر چیست؟ |
| ۵                                                                                  | وزیر تعاون، کار و رفاه اجتماعی   | دلیل کم توجهی سازمان تأمین اجتماعی به مراکز درمانی و رفاهی شهرستانها؟ |
| ۶                                                                                  | وزیر راه و شهرسازی               | علت تأخیر و تعلل بیش از ۱۵ سال در ساخت و بهره‌برداری از جاده فنوج به جاده ترانزیتی موسوم به جاده کولدر با ۳۰ کیلومتر مسافت چیست؟ |
| ۷                                                                                  | وزیر نفت                         | علت عدم گاز رسانی به شهرها و مراکز بخش‌های حوزه انتخابیه که مشکل جدی دسترسی به سیلندر گاز دارند و با توجه به اینکه ورودی لوله گاز در حوزه انتخابیه بنده می‌باشد و مردم لوله‌های گاز را می‌بینند اما از نعمت برخورداری ان محرومند چیست؟ |
| ۸                                                                                  | وزیر کشور                        | چرا همتی جهت استقرار فرماندهی انتظامی جنوب استان با محوریت ایرانشهر تا کنون وجود نداشته است؟ |
| ۹                                                                                  | وزیر راه و شهرسازی               | تا چه زمانی باید به دلیل عدم توجه، اعتبارات ناکافی و نگاه غیر کارشناسی به پروژه‌های راه‌سازی مردم نجیب حوزه انتخابیه و استان سیستان و بلوچستان عزادار و داغدار باشند؟                                                                |
| ۱۰                                                                                 | وزیر راه و شهرسازی               | تا چه زمانی باید به دلیل عدم توجه، اعتبارات ناکافی و نگاه غیر کارشناسی به پروژه‌های راه‌سازی مردم نجیب حوزه انتخابیه و استان سیستان و بلوچستان عزادار و داغدار باشند؟                                                                |
| ۱۱                                                                                 | وزیر تعاون، کار و رفاه اجتماعی   | چرا با گذشت بیش از ۱۱ سال از تصویب قانون مشاغل خانگی این قانون به‌طور کامل اجرا نمی‌شود؟ تکلیف مشاغل خانگی بدون بیمه‌های اجتماعی چیست؟                                                                                                |
| ۱۲                                                                                 | وزیر نیرو                        | الزام به اجرای «قانون توسعه و بهینه‌سازی آب شرب شهری و روستایی در کشور مصوب ۱۳۹۵» چرا قانون مذکور به درستی اجرا نمی‌شود. |
| ۱۳                                                                                 | وزیر ارتباطات و فناوری اطلاعات   | چه زمانی قرار است که به وظایف خود در جهت اجرای مواد مندرج در قانون برنامه ششم توسعه اقتصادی، اجتماعی و فرهنگی ج.ا. ا در حوزه ارتباطات و فناوری اطلاعات عمل فرمائید؟                                                                |
| ۱۴                                                                                 | زیر میراث فرهنگی و گردشگری       | چرا اثر دوخت پلیوار شهرستان فنوج به نام شهر نیکشهر در حال ثبت می‌باشد؟ آیا به نتایج مخرب آن در فرهنگ کشورمان اندیشیده‌اید؟ |
| ۱۵                                                                                 | وزیر امور اقتصادی و دارایی       | با توجه به عدم وجود زیرساخت‌های ارتباطی مناسب علت تعطیلی شعب بانک کشاورزی یا تبدیل شعب به باجه در مناطق محروم خصوصاً استان سیستان و بلوچستان چیست؟                                                                                   |
| ۱۶                                                                                 | وزیر نفت                         | علت جابجایی ۵۰ میلیاردتومان از اعتبارات استان محروم سیستان و بلوچستان چیست؟ |
| ۱۷                                                                                 | وزیر جهاد کشاورزی                | دلیل کمبود روغن خوراکی در استان سیستان و بلوچستان چیست؟ |
| ۱۸                                                                                 | وزیر تعاون، کار و رفاه اجتماعی   | با توجه به وضعیت اقتصادی و تورم‌های فعلی تا چه زمانی جامعه معلولین باید در انتظار اجرای قانون حمایت از معلولان باشد؟ |
| ۱۹                                                                                 | وزیر صنعت، معدن و تجارت          | چرا تاکنون به وظایف خود در بند ث مادّه ۴۳ و همچنین مادّه ۵۶ قانون برنامه ششم توسعه (در خصوص کیفیت خودروها و حمل مجاز بار) به درستی عمل ننموده‌اید؟                                                                                    |
| ۲۰                                                                                 | وزیر راه و شهرسازی               | چرا با وجود قوانین موجود اقدامی جهت رفع مشکلات مربوط به راه‌ها و جادّه‌های کشور صورت نمی‌گیرد؟ |
| ۲۱                                                                                 | وزیر کشور                        | چرا نسبت به اجرای مواد ۱۸ و ۱۹ دستورالعمل نحوهٔ برگزاری امتحان عمومی و تخصصی برای استخدام افراد در دستگاه‌های اجرایی در خصوص برخی از استان‌ها به درستی عمل ننموده‌اید؟                                                                 |
| ۲۲                                                                                 | وزیر آموزش و پرورش               | مطابق تکلیف قانونی محوله، وزارت آموزش و پرورش در کتب و متون آموزشی تا چه میزان به مفاهیم و پیام‌های مربوط به آب شرب سالم پرداخته است؟                                                                                               |
| ۲۳                                                                                 | وزیر نفت                         | اجرای طرح کاهش سهمیه سوخت خودروهای شخصی در استان سیستان و بلوچستان براساس کدام استدلال محقق شده است؟ |
| ۲۴                                                                                 | وزیر آموزش و پرورش               | چرا با گذشت بیش از ۱۰ سال از طرح مهرآفرین وضعیت استخدام آنها مشخص نشده است. |
| ۲۵                                                                                 | وزیر نیرو                        | با وجود اشتباهات گذشته حکمرانی آب و نتایج منفی طرح‌های انتقال آب که در سال‌های گذشته انجام شده است، چرا اصرار بر اجرای طرح انتقال آب از کارواندر به خاش را دارید؟                                                                    |
| ۲۶                                                                                 | وزیر امور اقتصادی و دارایی       | اقدامات آن وزارتخانه در خصوص مادّه ۳ آیین‌نامه اجرایی نحوه کسر نیم درصد سهم کتابخانه‌های عمومی از درآمد شهرداری‌ها را بیان فرمائید؟ |
| ۲۷                                                                                 | وزیر کشور                        | نحوه نظارت بر عملکرد شهرداری‌ها در خصوص اجرای مادّه ۶ قانون تأسیس و نحوه اداره کتابخانه‌های عمومی را بیان فرمائید؟ |
| ۲۸                                                                                 | وزیر فرهنگ و ارشاد اسلامی        | چرا مادّه ۶ قانون تأسیس و نحوه اداره کتابخانه‌های عمومی کشور مصوب ۲۵/۱۲/۱۳۸۲ به درستی اجرا نمی‌شود؟ |
| ۲۹                                                                                 | وزیر بهداشت، درمان و آموزش پزشکی | تا چه زمانی مناطق محروم باید با کمبود کادر متخصص درمانی، پزشک متخصص و کمبود فضای درمانی مواجه می‌باشند؟ |
| ۳۰                                                                                 | وزیر بهداشت، درمان و آموزش پزشکی | کمبود فضای درمانی، عدم وجود پزشک متخصص و عدم تأمین کادر متخصص در حوزه انتخابیه وسیع ایرانشهر تا چه زمانی ادامه دارد؟ |
| ۳۱                                                                                 | وزیر ورزش و جوانان               | چه زمانی شاهد توزیع عادلانه امکانات و منابع ورزشی در مناطق محروم خواهیم بود؟ |
| ۳۲                                                                                 | وزیر صنعت، معدن و تجارت          | با توجه به وعده‌ها و قول‌های مکرر جنابعالی چرا تاکنون اقدام عملی در خصوص راه‌اندازی فاز بافندگی بافت بلوچ انجام نشده است؟ |
| ۳۳                                                                                 | وزیر نفت                         | چه زمانی دغدغه‌های مردم مناطق محروم خصوصاً شهرستان‌های سرباز، راسک، فنوج، لاشار و … جهت تأمین سوخت (گاز مایع) برطرف خواهد شد؟ |
| ۳۴                                                                                 | وزیر جهاد کشاورزی                | چرا نظارتی در خصوص صف‌های طولانی جهت تأمین نان و پایین بودن کیفیت آن در استان سیستان و بلوچستان وجود ندارد؟ |
| ۳۵                                                                                 | وزیر کشور                        | چرا نظارتی از سوی استانداری و فرمانداریها در خصوص توزیع سهمیه آرد و کیفیت آن در استان سیستان و بلوچستان وجود ندارد؟ |
| ۳۶                                                                                 | وزیر تعاون، کار و رفاه اجتماعی   | با توجه به وضعیت اقتصادی و تورم‌های فعلی تا چه زمانی جامعه معلولین باید در انتظار اجرای قانون حمایت از معلولان باشد؟ |
| ۳۷                                                                                 | وزیر نیرو                        | تا چه زمانی باید منتظر برخورد عادلانه و منصفانه نسبت به بازنگری و اصلاح تعرفه‌های برق مناطق محروم مرزی گرمسیری استان سیستان و بلوچستان باشیم؟                                                                                       |
| ۳۸                                                                                 | وزیر میراث فرهنگی و گردشگری      | چرا با گذشت حدود ۵ سال از نامگذاری ایرانشهر به عنوان پایتخت سوزن‌دوزی ایران تاکنون توجهی به راه‌اندازی دبیرخانه شهر ملی سوزن در این شهر نشده است؟                                                                                    |
| ۳۶                                                                                 | وزیر آموزش و پرورش               | چرا در جذب سهمیه ۷۰۰ نفری تکمیل ظرفیت دانشگاه فرهنگیان استان سیستان و بلوچستان به صورت غیر شفاف عمل شده است؟ |
| ۴۰                                                                                 | وزیر نفت                         | تا چه زمانی مناطق محروم باید از حداقل امکانات سوخت هم بی‌بهره باشند؟ |
| ۴۱                                                                                 | وزیر نفت                         | چرا با گذشت چندین سال از عملیات گازرسانی به استان سیستان و بلوچستان، تا کنون بسیاری از شهرستان‌های این استان فاقد گاز رسانی می‌باشند؟                                                                                                |
| ۴۲                                                                                 | وزیر بهداشت، درمان و آموزش پزشکی | چرا در اختصاص سهمیه پزشکی برای برخی مناطق محروم عدالت رعایت نشده است؟ |
| ۴۳                                                                                 | وزیر صنعت، معدن و تجارت          | علت تأخیر در راه اندازی فاز بافندگی صنایع گسترش بلوچ ایرانشهر چیست؟ |
| ۴۴                                                                                 | وزیر تعاون، کار و رفاه اجتماعی   | علت تأخیر در احداث درمانگاه تخصصی تأمین اجتماعی در شهر راسک علی‌رغم تأمین زمین مورد نیاز چیست؟ |
| ۴۵                                                                                 | وزیر صنعت، معدن و تجارت          | چرا تاکنون اقدام عملی در خصوص راه‌اندازی فاز بافندگی بافت بلوچ انجام نشده است؟ |
| ۴۶                                                                                 | وزیر بهداشت، درمان و آموزش پزشکی | تا چه زمانی باید شاهد جان باختن بیماران در استان سیستان و بلوچستان به دلیل کمبود پزشک و تعطیلی پروژه‌های عمرانی بخش بهداشت و درمان و کمبود شدید آمبولانس باشیم؟                                                                     |
| ۴۷                                                                                 | وزیر آموزش و پرورش               | تا چه زمانی باید مناطق محروم در انتظار کد آموزشی مدارس احداثی، تأمین حداقل زیرساخت‌ها، کمبود سرانه فضای آموزشی و تجهیزات و کمبود معلم باشند؟                                                                                        |
| ۴۸                                                                                 | وزیر آموزش و پرورش               | وزیر محترم آموزش و پرورش چرا جهت جذب و استخدام معلمان خرید خدمات و معلمین حق‌التدریسی اقدام قانونی صورت نمی‌گیرد؟ |

### تذکرات آئین‌نامه‌ای
| تذکرات آئین‌نامه‌ای دکتر عبدالناصر درخشان به مسئولین اجرایی در یازدهمین دوره مجلس شورای اسلامی |            |                                          | |
| تعداد تذکرات آئین‌نامه ای: ۱۴ مورد                                                            |            |                                          | |
| ردیف                                                                                         | شماره جلسه | مخاطب                                    | موضوع |
| ۱                                                                                            | 141        | رئیس‌جمهور                                | عدم پاسخگویی آنها به نمایندگان که به خاطر هم‌افزایی برای خدمت به جامعه تلاش می‌کنند                                                             |
| ۲                                                                                            | 141        | وزرای نیرو و بهداشت، درمان و آموزش پزشکی | رفع مشکل آب و بهداشت شهر پرجمعیت پیشین که در واقع شهر مرزی از توابع شهرستان راسک                                                              |
| ۳                                                                                            | 141        | وزیر نیرو                                | دسترسی به آب شرب آهوران و لاشار، حل مشکل تعرفه سنگین برق                                                                                      |
| ۴                                                                                            | 141        | وزیر ارتباطات و فناوری اطلاعات           | بررسی و پیگیری مشکل جدی دسترسی به اینترنت و هم ارتباطات معمولی تلفن همراه                                                                     |
| ۵                                                                                            | 141        | وزیر راه و شهرسازی                       | راه مسیر شهرستان فنوج به جاده ترانزیتی که با (۳۰) کیلومتر می‌باشد موسوم به جاده کلدر بعد از گذشت (۱۵) سال هنوز به سرانجام نرسیده است           |
| ۶                                                                                            | 141        | وزیر ورزش و جوانان                       | عدم وجود حداقل زیرساخت‌های ورزشی در حوزه انتخابیه و تبریک به جوان بوکسور دانیال شه‌بخش بوکسور                                                   |
| ۷                                                                                            | 141        | رئیس سازمان برنامه و بودجه               | بودجه محرومیت‌زدایی استان سیستان و بلوچستان |
| ۸                                                                                            | 148        | وزیر آموزش و پرورش                       | توجه مضاعف به تمام کاستی‌ها و بی‌توجهی‌های تاریخی به سیستم آموزشی جنوب سیستان و بلوچستان و پاداش فرهنگیان بازنشسته                               |
| ۹                                                                                            | 148        | رئیس‌جمهور                                | مهجور واقع شدن با داشتن ظرفیت‌های فراوان آبی، کشاورزی، معدنی، ترانزیتی و نیروی انسانی مستعد و توانمند                                          |
| ۱۰                                                                                           | 148        | وزیر کشور                                | استقرار فرماندهی انتظامی جنوب استان در ایرانشهر برای ایجاد امنیت با توجه به ناامنی‌ها در هشرستان ایرانشهر                                      |
| ۱۱                                                                                           | 148        | وزیر راه و شهرسازی                       | شهرستان‌های لاشار، سرباز، فنوج و راسک در شاخص‌های راه کم‌برخوردارترین هستند                                                                      |
| ۱۲                                                                                           | 148        | وزیر ورزش و جوانان                       | پایین‌ترین شاخص‌ها در سرانه فضای ورزشی متعلق به حوزه جنوب استان است                                                                             |
| ۱۳                                                                                           | 148        | وزیر بهداشت، درمان و آموزش پزشکی         | برنامه عملیاتی و اجرایی به به کلنگ‌زنی‌هایی که برای احداث بیمارستان‌های پیشین، جلگه، بزمان و اسپکه و بررسی وضعیت اسفناک در حوزه بهداشت شهر پیشین |
| ۱۴                                                                                           | 148        | وزیر نیرو                                | مرتفع شدن مشکل جدی آب شرب در آهوران، بنت، لاشار، بمپور و پیشین                                                                                |

(منبع: مشروح مذاکرات مجلس شورای اسلامی دوره یازدهم)
*زمان نطق در خصوص تذکرات آیین‌نامه‌ای مطرح شده ۱۴ دقیقه می‌باشد

### طرحها ولوایح
| دکتر عبدالناصر درخشان: طرح‌های ارائه شده توسط نماینده به عنوان طراح در دوره یازدهم |                           |                                                            |           |      |
| تعداد طرح: ۲ مورد                                                                 |                           |                                                            |           |      |
| نتیجه                                                                             | موضوع                     | عنوان طرح/ لایحه                                           | شماره ثبت | ردیف |
| در قانون بودجه سال ۱۴۰۱ به تصویب رسید                                             | معافیت مالیاتی مناطق آزاد | حذف بند (ت) تبصره (۶) قانون بودجه سال ۱۴۰۰ کل کشور         | 547       | ۱    |
| کلیات آن در صحن علنی رد شد و در دستور بررسی طرح‌های عادی قرار گرفت                 | مشوق‌های فرزندآوری         | حذف تبصره (ت) ماده یک قانون جوانی جمعیت و حمایت از خانواده | 793       | ۲    |

*تنها نماینده‌ای که برای اولین در ادوار مجلس شورای اسلامی در حوزه انتخابیه ایرانشهر بزرگ ۲ طرح را به مجلس ارائه داده است.
| دکتر عبدالناصر درخشان: مشارکت در بررسی طرح‌ها و لوایح دوره یازدهم |                                                                       |                                                                                                |            |      |
| تعداد جلسات مشارکت: ۵ مورد                                       |                                                                       |                                                                                                |            |      |
| نتیجه                                                            | پیشنهاد/ موافق/ مخالف                                                 | عنوان طرح/ لایحه                                                                               | شماره جلسه | ردیف |
| تصویب نشد و به کمیسیون مشترک سپرده شد                            | موافق رد تقاضا و مخالف با بررسی در کمیسیون مشترک خواستار بررسی در صحن | رد تقاضای لغو رسیدگی به طرح صیانت از حقوق کاربران در فضای مجازی و ساماندهی پیام‌رسان‌های اجتماعی | 116        | ۱    |
| تصویب شد                                                         | موافق                                                                 | رد کلیات طرح جلوگیری از تعطیلی واحدهای تولیدی                                                  | 166        | ۲    |
| تصویب شد                                                         |                                                                       | تصویب کلیات طرح کنترل و ساماندهی اجاره بهای املاک مسکونی و ارجاع آن به کمیسیون مربوطه          | 212        | ۳    |
| تصویب نشد                                                        | موافق و طراح                                                          | طرح حذف تبصره «ت» ماده (۱) قانون جوانی جمعیت و حمایت از خانواده با قید دوفوریت و رد فوریت آن   | 210        | ۴    |
| تصویب شد                                                         | مخالف                                                                 | طرح الحاق یک ماده به قانون حمایت از خانواده و جوانی جمعیت با قید دوفوریت و تصویب فوریت آن      | 251        | ۵    |

(منبع: مشروح مذاکرات مجلس شورای اسلامی دوره یازدهم)
*زمان نطق در خصوص پیشنهادات طرح‌ها و لوایح مطرح شده ۲۴ دقیقه می‌باشد.

### لوایح بودجه‌ای
| پیشنهادهای بودجه‌ای عبدالناصر درخشان در لایحه بودجه سال ۱۴۰۰ |                                  | |           |
| تعداد پیشنهادها: ۲۸ مورد                                    |                                  | |           |
| ردیف                                                        | تبصره                            | عنوان پیشنهاد | کد رهگیری |
| ۱                                                           | تبصره۴ - ه – جدول (الحاق)        | ردیف ۱۵- طرح آب و فاضلاب شهرستان ایرانشهر تا سقف ۲۵ میلیون یورو | ۳۳۸۷۵۸    |
| ۲                                                           | تبصره ۱ – د (اصلاح جز)           | با اولویت مناطق مرزی محروم | ۳۵۹۹۸۹    |
| ۳                                                           | تبصره ۱ – ه (اصلاح جز)           | مدارس با اولویت مناطق و استان‌های محروم کشور ا | ۳۴۱۰۸۹    |
| ۴                                                           | تبصره۲ – د (اصلاح جز)            | کارآفرینی، با اولویت مناطق محروم کمتر توسعه یافته | ۳۳۷۵۶۶    |
| ۵                                                           | تبصره ۶- حذف بند (ت)             | اخذ مالیات از مناطق آزاد حذف شود. |           |
| ۶                                                           | تبصره ۶ – ف (اصلاح جز)           | و ۱۰٪ به عنوان تأمین مسکن محرومین فاقد مسکن مناطق محروم کمتر توسعه یافته با اولویت زنان سرپرست خانوار به حساب بنیاد مسکن انقلاب اسلامی واریز می‌شود. | ۳۳۸۸۰۹    |
| ۷                                                           | تبصره ۱۱ - ه - ردیف۲ (اصلاح جز)  | ده درصد(۱۰٪) وجوه واریزی مندرج جهت ایمن‌سازی جاده‌های پرخطر استان سیستان و بلوچستان اختصاص می‌یابد | ۳۴۰۴۴۱    |
| ۸                                                           | تبصره ۸ – ه (اصلاح جز)           | آب با اولویت مناطق محروم مرزی کمتر توسعه یافته قرار | ۳۳۸۸۳۹    |
| ۹                                                           | تبصره ۸ – ه (الحاق)              | ۳۰درصد از محل دریافت جریمه‌های این بند به عنوان تأمین آب شرب سالم استان سیستان و بلوچستان به حساب وزارت نیرو واریز می‌شود. | ۳۳۸۸۵۶    |
| ۱۰                                                          | تبصره ۹ – ط (اصلاح جز)           | و تأمین زیرساختها جهت فراهم نمودن آموزش مجازی، خوابگاه‌های | ۳۳۹۰۶۲    |
| ۱۱                                                          | تبصره ۹ – ط (اصلاح جز)           | امام خمینی (ره) با اولویت مناطق محروم مرزی کمتر توسعه یافته در | ۳۳۹۵۵۴    |
| ۱۲                                                          | تبصره ۹ – ک (اصلاح جز)           | چهل درصد(۴۰٪) در اختیار وزارت ورزش و جوانان (سی درصد (۳۰٪) برای کمک به فدراسیون‌های مربوطه و ده درصد (۱۰٪) برای تأمین زیرساختهای ورزشی مناطق محروم مرزی کمتر توسعه یافته و شصت درصد(۶۰٪) در اختیار | ۳۳۹۷۸۸    |
| ۱۳                                                          | تبصره ۱۰ – الف (اصلاح جز)        | (ده درصد (۱۰٪) از وجوه واریزی مندرج در اختیار سازمان راهداری و حمل و نقل جاده‌های کشور به ایمن‌سازی جاده‌های پرخطر استان سیستان و بلوچستان اختصاص می یابد)بیمه | ۳۴۰۱۸۷    |
| ۱۴                                                          | تبصره ۱۰ – ج (اصلاح جز)          | (۲۵ صدم درصد از ۲٪ جهت ایمنسازی جاده‌های پرخطراستان سیستان و بلوچستان اختصاص می‌یابد) معادل | ۳۴۰۲۷۵    |
| ۱۵                                                          | تبصره ۱۱ - ه - ردیف۱ (اصلاح جز)  | (۳۰٪) از وجوه واریزی مندرج جهت تأمین زیرساختهای آموزش مجازی با هدف اجرای اصل ۳۰ قانون اساسی، اختصاص می‌یابد) | ۳۴۰۳۲۹    |
| ۱۶                                                          | تبصره۱۲ - الف - ردیف۴ (اصلاح جز) | بیست درصد (۲۰٪)وجوه واریزی مندرج این بند جهت کارآفرینی و ایجاد اشتغال در مناطق محروم مرزی اختصاص می‌یابد) | ۳۴۰۵۲۸    |
| ۱۷                                                          | تبصره ۱۴ - ردیف۵ (اصلاح جز)      | معیشتی خانوارها با اولویت اجرای ماده ۲۷ قانون حمایت از معلولین مصوب ۲۲/۱/۹۷ | ۳۴۰۶۲۳    |
| ۱۸                                                          | تبصره۱۶ - ب - ردیف۳ (اصلاح جز)   | محروم با اولویت مناطق محروم مرزی هزینه | ۳۴۰۷۵۸    |
| ۱۹                                                          | تبصره ۱۹ - ردیف۱ (اصلاح جز)      | برای اعتبارات استان شورای برنامه‌ریزی و توسعه استان مجاز است تا ۱۰ درصد از اعتبارات تملک دارایی‌های سرمایه ای مندرج در جدول شماره ۱۰ این قانون را برای پروژه‌های موضوع این تبصره پس از انعقاد قرارداد سرمایه‌گذار به دستگاه اجرایی استان اختصاص دهد.                                                                                            | ۳۴۲۹۹۴    |
| ۲۰                                                          | تبصره ۱۹ - ردیف۳ (الحاق)         | پروژه‌هایی که حسب ضرورت درشهرستان‌های جدیدالتاسیس تأمین اعتبار می‌شود از شمول این جزء مستثنی هستند. | ۳۴۳۰۳۵    |
| ۲۱                                                          | تبصره ۲۱ - الف - ردیف۴ (الحاق)   | تبصره ۲۲- به منظور تقویت، توسعه، توازن وحمایت از مناطق مرزنشین، زیرساخت های لازم از منابع ذیل تأمین می‌شود:۱- پنجاه درصد(۵۰٪) از وجوه واریزی عوارض حاصل از خروج مرزنشینان، که بیشتر از سقف مقرر در ماده ۴۵ قانون مالیات بر ارزش افزوده می‌باشد. ۲- ده درصد (۱۰٪) از محل ماده ۲ قانون چگونگی اداره مناطق آزاد تجاری- صنعتی جمهوری اسلامی ایران | ۳۴۰۹۷۷    |
| ۲۲                                                          | جداول و ردیفها (الحاق)           | تامین یارانه تسهیلات و ایجاد زیرساخت‌های توسعه پایدار شرق وغرب کشور و توسعه سیستان و بلوچستان - درج رقم در بخش هزینه ای و افزایش اعتبار کل ردیف تا سقف ۳٬۰۰۰٬۰۰۰ میلیون ریال | ۳۴۳۲۲۵    |
| ۲۳                                                          | جداول و ردیفها (الحاق)           | جدول پیوست شماره یک طرح شماره ۱۶۰۳۰۰۱۳۰۸- احداث بیمارستان ۵۴۰۰ تختخوابی ایرانشهر- رقم مندرج در ستون لایحه ۱۴۰۰ با توجه به پیشرفت فیزیکی متناسب پروژه و فرایند اجرایی به ۳۰۰٬۰۰۰ میلیون ریال افزایش می‌یابد. | ۳۴۳۲۰۴    |
| ۲۴                                                          | جداول و ردیفها (الحاق)           | افزایش مبلغ ۵۰٬۰۰۰ میلیون ریال به طرح ۱۸۰۵۰۷۰۰۸۴ با عنوان تأمین فضای پژوهشی و فناوری پارک علم و فناوری استان سیستان و بلوچستان از محل ۱۸۰۱۰۲۷۰۰۳ با عنوان تخریب و بازسازی مدارس غیر استاندارد و مقاوم‌سازی مدارس بدون استحکام | ۳۴۳۷۸۷    |
| ۲۵                                                          | جداول و ردیفها (الحاق)           | فزایش مبلغ ۲۰۰٬۰۰۰ میلیون ریال به طرح ۱۳۰۳۰۱۶۰۸۴ با عنوان احداث راه اصلی اسکل‌آباد - گوهرکوه - بزمان و از محل طرح ۱۳۰۳۰۱۶۲۸۴با عنوان مطالعه و اجرای تعمیرات اساسی و نگهداری پلهای بزرگ و ابنیه فنی کشور | ۳۴۳۷۱۵    |
| ۲۶                                                          | جداول و ردیفها (الحاق)           | افزایش مبلغ ۳۰۰٬۰۰۰ میلیون ریال به طرح ۱۳۰۳۰۱۶۱۷۷ با عنوان بهسازی راه اصلی زاهدان - خاش، ایرانشهر و راسک - سرباز- ایرانشهر- بزمان - رستم آباد و چابهار - نیکشهر- ایرانشهر از محل ۱۸۰۱۰۲۷۰۰۶ با عنوان تکمیل فضاهای آموزشی نیمه تمام که ۵۰٪ آن توسط خیرین تأمین شده باشد.                                                                     | ۳۴۳۷۴۶    |
| ۲۷                                                          | جداول و ردیفها (الحاق)           | افزایش مبلغ ۳۰۰٬۰۰۰ میلیون ریال به طرح ۱۳۰۳۰۱۶۱۷۷ با عنوان بهسازی راه اصلی زاهدان - خاش، ایرانشهر و راسک - سرباز- ایرانشهر- بزمان - رستم آباد و چابهار - نیکشهر- ایرانشهر از محل ۱۸۰۱۰۲۷۰۰۶ با عنوان تکمیل فضاهای آموزشی نیمه تمام که ۵۰٪ آن توسط خیرین تأمین شده باشد.                                                                     | ۳۴۳۷۴۶    |
| ۲۸                                                          | جداول و ردیفها (الحاق)           | افزایش مبلغ ۵۵۰٬۰۰۰ میلیون ریال به طرح ۱۳۰۷۰۰۲۰۷۸ با عنوان آبرسانی به شهرهای چابهار و کنارک (به نسبت ۱۵٪ منابع عمومی و ۸۵٪ سایر منابع) ازمحل ۱۵۰۳۰۰۳۰۰۶ با عنوان آبرسانی به تک روستاها و تکمیل مجتمع‌های آبرسانی اولویت دار روستایی | ۳۴۳۸۱۴    |

(منبع: مشروح مذاکرات مجلس شورای اسلامی دوره یازدهم)
*زمان نطق در خصوص پیشنهادات بودجه‌ای مطرح شده در صحن ۵دقیقه می‌باشد.
*اکثر پیشنهادات مندرج در جدول در کمیسیون‌های مربوطه و کمیسیون تلفیق بودجه و در نهایت در صحن به تصویب رسیدند.
| پیشنهادهای بودجه‌ای عبدالناصر درخشان در لایحه بودجه سال ۱۴۰۱ |                                               | |           |
| تعداد پیشنهادها: ۴۴ مورد                                    |                                               | |           |
| ردیف                                                        | تبصره                                         | عنوان پیشنهاد | کد رهگیری |
| ۱                                                           | الحاق به کل لایحه                             | جهت تکمیل و بهره‌برداری، جاده فنوج به تنگه سرحه موسوم به جاده کلدر در شهرستان فنوج (جنوب استان سیستان و بلوچستان) مبلغ ۳۰۰۰ میلیارد ریال از محل اعتبارات خاص پیش بینی نشده یا از محل اعتبارات ردیف‌های موردی (موقت) در لایحه بودجه سال ۱۴۰۱ پیش‌بینی گردد | ۳۷۶۱۶۸    |
| ۲                                                           | ماده واحده - تبصره ۱ – الف (اصلاح جز)         | سی و شش درصد (۳۶٪) | ۳۷۰۲۷۳    |
| ۳                                                           | ماده واحده - تبصره ۱ – ز (الحاق)              | متن ذیل به عنوان ردیف ۷ به بند (ز) تبصره ۱ لایحه بودجه سال ۱۴۰۱ اضافه می گردد. ۷- وزارت صنعت، معدن و تجارت (سازمان صنایع کوچک و شهرکهای صنعتی ایران) برای آسفالت شهرکها و نواحی صنعتی با اولویت مناطق محروم کم برخوردار | ۳۷۳۰۵۸    |
| ۴                                                           | ماده واحده - تبصره ۱ - ز - ردیف۱ (اصلاح جز)   | روستاها با اولویت روستاهای محروم استان سیستان و بلوچستان) | ۳۶۹۰۰۵    |
| ۵                                                           | ماده واحده - تبصره ۱ - ز - ردیف۲ (اصلاح جز)   | روستایی با اولویت روستاهای محروم استان سیستان و بلوچستان | ۳۶۹۰۰۹    |
| ۶                                                           | ماده واحده - تبصره ۱۰ – ح (اصلاح جز)          | دریافت کنند. ده درصد (۱۰٪) از محل درآمدهای حاصل از این بند صرف تأمین زیرساخت‌های فناوری ارتباطات در مناطق محروم مرزی می‌شود. | ۳۷۴۶۰۴    |
| ۷                                                           | ماده واحده - تبصره ۱۰ – ی (اصلاح جز)          | وزارت راه و شهرسازی که بیست درصد (۲۰٪) از درآمد حاصل از آن جهت توسعه زیرساختها و بازسازس راه‌ها و جاده‌های پرخطر استان سیستان و بلوچستان هزینه می شود. | ۳۷۴۷۷۲    |
| ۸                                                           | ماده واحده - تبصره ۱۱ – د (الحاق)             | وزارت راه از محل منابع داخلی و فروش اموال مازاد شرکت عمران شهرهای جدید، سازمان ملی زمین و مسکن و شرکت بازآفرینی شهری برای احیای بافت‌های فرسوده و تاریخی هزینه کند | ۳۶۸۷۱۲    |
| ۹                                                           | ماده واحده - تبصره ۱۱ – د (الحاق)             | به استناد قانون تشکیل وزارت میراث فرهنگی، گردشگری و صنایع دستی (ماده ۳) مرمت، بازسازی و احیاء بافت‌های تاریخی- فرهنگی ثبتی اعم از ملی و بین‌المللی از وظایف ذاتی وزارت متبوع می‌باشد و به لحاظ محدودیت منابع درآمدی وزارتخانه، امکان اجرای تمامی پروژه‌های عمرانی در محدوده بافت‌ها میسر نمی‌باشد. برای کمک به رفع موانع و محدودیت‌ها و احیاء بافت‌ها و محوطه‌های تاریخی نیازمند اعتبارات و کمک‌های ملی می‌باشد. | ۳۶۸۷۲۱    |
| ۱۰                                                          | ماده واحده - تبصره ۱۴ – ج (الحاق)             | صنایع دستی به عنوان مهم‌ترین عامل توسعه اشتغال کشور خصوصاً در مناطق محروم، کم‌برخوردار و حاشیه‌ای (اکثر تولیدکنندگان صنایع دستی خصوصاً خانم‌ها در مناطق روستایی، کم‌برخوردار و شهرهای کوچک فعالیت دارند)می‌باشند و شاغلین این بخش نیازمند کمک دولت برای برخورداری از مزایای بیمه تأمین اجتماعی می‌باشند که در سالیان گذشته به دلیل محدودیت منابع، خیل عظیمی از این فعالان از این مزیت (بیمه) برخوردار نشده‌اند. همچنین فعالان بخش گردشگری کشور که در قالب راهنمایان تور و تورگردانان فعالیت دارند خصوصاً در دو سال گذشته به دلیل شیوع ویروس کرونا و تضعیف سفر و گردشگری دچار لطمات زیادی شدند، البته منابع پیش‌بینی شده برای بیمه این قشر زحمت‌کش و فعال کشور بیشتر (جهت بیمه) در حوزه‌های دیگر مصرف شده و دو گروه مذکور از حداقل آن برخوردار بوده‌ان | ۳۶۸۷۴۳    |
| ۱۱                                                          | ماده واحده - تبصره ۱۴ – ج (الحاق)             | اجرای قانون حمایت از معلولین همچنین اجرای دقیق ماده ۲۷ این قانون (۲۸٫۷۰۰)، یارانه سود تسهیلات مسکن دو معلول به بالای بهزیستی (۵٫۵۰۰) | ۳۷۵۰۸۲    |
| ۱۲                                                          | ماده واحده - تبصره ۱۴ – ج (الحاق)             | بیمه شاغلین صنایع دستی (به تعداد ۱۰ هزار نفر) و راهنمایان گردشگری (به تعداد ۵ هزار نفر) اضافه شود | ۳۶۸۷۳۷    |
| ۱۳                                                          | ماده واحده - تبصره ۱۵ - د - ردیف۲ (اصلاح جز)  | پرداخت گردد. همچنین پنج درصد(۵٪) از درآمد حاصل از این بند صرف گازرسانی به روستاهای محروم سیستان و بلوچستان می‌شود. | ۳۷۵۲۵۰    |
| ۱۴                                                          | ماده واحده - تبصره ۱۶ (الحاق)                 | اعطای تسهیلات قرض الحسنه از محل منابع تبصره ۱۶ به تولیدکنندگان، فعالان صنایع دستی سیستان (ایرانشهر- حداقل ۱۰۰ نفر) به پیشنهاد و معرفی وزارت میراث فرهنگی، گردشگری و صنایع دستی. | ۳۶۹۷۴۲    |
| ۱۵                                                          | ماده واحده - تبصره ۱۶ (اصلاح کل)              | با توجه به اینکه بیش از ۷۰ درصد فعالین صنایع دستی کشور را زنان تشکیل می دهند و اکثراً در مناطق محروم هستند لذا تسهیلات حمایتی؛ برای زنان سرپرست خانوارصنایع دستی و هنرمندان صنایع دستی در مناطق محروم، منظور می‌گردد. | ۳۶۹۸۲۹    |
| ۱۶                                                          | ماده واحده - تبصره ۱۷ - و - ردیف۲ (اصلاح جز)  | کار و رفاه اجتماعی، وزارت میراث فرهنگی، گردشگری و صنایع دستی | ۳۶۹۸۰۴    |
| ۱۷                                                          | ماده واحده - تبصره ۴ - الف - ردیف۵ (اصلاح جز) | با اولویت پروژه‌های نیمه تمام مناطق محروم استان سیستان و بلوچستان | ۳۶۹۰۶۶    |
| ۱۸                                                          | ماده واحده - تبصره ۴ - الف - ردیف۵ (اصلاح جز) | با اولویت پروژه‌های نیمه تمام دانشگاه‌های مناطق محروم | ۳۶۹۱۰۲    |
| ۱۹                                                          | ماده واحده - تبصره ۶ – الف (اصلاح جز)         | شبکه آب مربوط به آن با اولویت آب رسانی به روستاهای فاقد آب شرب سالم استان سیستان و بلوچستان و استان خوزستان | ۳۶۹۱۴۱    |
| ۲۰                                                          | ماده واحده - تبصره ۶ – الف (اصلاح جز)         | استان‌های کشور با اولویت استان سیستان و بلوچستان و استان خوزستان | ۳۶۹۱۵۴    |
| ۲۱                                                          | ماده واحده - تبصره ۶ – الف (اصلاح جز)         | کل کشور واریز کند. (۵٪) از محل افزایش آب بهای این بند جهت تأمین آب شرب سالم به روستاهای فاقد آب شرب استان سیستان و بلوچستان اختصاص می‌یابد. | ۳۶۹۵۹۴    |
| ۲۲                                                          | ماده واحده - تبصره ۶ - د - ردیف۳ (اصلاح جز)   | (۲۰٪) حاصل از درآمد محل مذکور به نقاط روستایی استان سیستان و بلوچستان اختصاص می‌یابد. | ۳۶۹۶۰۹    |
| ۲۳                                                          | ماده واحده - تبصره ۶ – ش (حذف کل)             | حذف بخش جاری (در خصوص حذف مالیات از مناطق آزاد) | ۳۶۹۶۷۷    |
| ۲۴                                                          | ماده واحده - تبصره ۶ – ک (اصلاح جز)           | آزاد راه می‌گردد. (۱۰٪) از درآمد محل این بند جهت توسعه و بازسازی جاده و راه‌های پرخطر استان سیستان و بلوچستان می‌شود. | ۳۶۹۶۲۵    |
| ۲۵                                                          | ماده واحده - تبصره ۸ – ط (اصلاح جز)           | شهرکهای کشاورزی و همچنین شهرکهای صنعتی و نواحی با اولویت صنایع تبدیلی | ۳۷۲۷۶۰    |
| ۲۶                                                          | ماده واحده - تبصره ۸ - هـ (اصلاح جز)          | سی درصد (۳۰٪) از محل درآمدهای حاصل از جرائم این بند به عنوان تأمین آب شرب سالم روستاهای استان سیستان و بلوچستان به حساب وزارت نیرو واریز می‌شود | ۳۷۴۲۹۱    |
| ۲۷                                                          | ماده واحده - تبصره ۹ – الف (الحاق)            | اضافه کردن عبارت «اعم از دولتی و غیردولتی» پس از عبارت «دانشگاه‌ها، موسسات آموزشی و پژوهشی و پارکهای علم و فناوری» | ۳۷۰۶۲۳    |
| ۲۸                                                          | ماده واحده - تبصره ۹ – د (اصلاح جز)           | مناطق محروم با اولویت مدارس روستاهای محروم استان سیستان و بلوچستان | ۳۷۴۳۵۹    |
| ۲۹                                                          | ماده واحده - تبصره ۹ – ز (اصلاح جز)           | گردشگری و وزارت میراث فرهنگی، گردشگری صنایع دستی اختصاص | ۳۶۸۵۶۶    |
| ۳۰                                                          | ماده واحده - جداول و ردیف‌ها (الحاق)           | جدول شماره ۲۰- طرح‌های مطالعاتی و اجراییی موضوع ردیف شماره ۹–۵۵۰۰۰۰ سال ۱۴۰۱ - بازسازی حفاظت و مرمت بافت تاریخی قلعه بمپور ایرانشهر و تپه‌های اطراف آن | ۳۸۱۲۴۰    |
| ۳۱                                                          | ماده واحده - جداول و ردیف‌ها (الحاق)           | مطالعه ترویج بهره برداران کشاورزی در جهت کشت پنبه در ایرانشهر | ۳۸۱۳۰۱    |
| ۳۲                                                          | ماده واحده - جداول و ردیف‌ها (الحاق)           | احداث بیمارستان توانبخشی- ایرانشهر | ۳۸۱۵۰۳    |
| ۳۳                                                          | ماده واحده - جداول و ردیف‌ها (الحاق)           | مردم ایرانشهر سهمشان از تخت‌های بیمارستانی کمتر از هر جای دیگری است. باتوجه به نگاه مجلس انقلابی در جهت رفع محرومیت از چهره استان و ارتقاء سرانه بهداشتی و تکمیل پروژه‌های نیمه تمام تقاضای ارتقاء بیمارستان مذکور مورد نظر می باشد. | ۳۸۱۵۱۶    |
| ۳۴                                                          | ماده واحده - جداول و ردیف‌ها (الحاق)           | حداقل شش درصد(۶٪) از اعتبارات تملک دارایی‌های سرمایه ای استانی (ج -۱۰) جدول مصارف استانی لایحه بودجه سال ۱۴۰۱ جهت تکمیل زیرساخت شهرکها و نواحی صنعتی و مناطق ویژه اقتصادی همان استان با اولویت مناطق کم برخوردار و محروم اختصاص یابد | ۳۷۳۳۷۲    |
| ۳۵                                                          | ماده واحده - جداول و ردیف‌ها (الحاق)           | حفاظت و مرمت بافت تاریخی قلعه ناصری ایرانشهراز محل درآمدهای شماره ۵ درآمدها، واگذاریهای سرمایه ای و مالی- شماره طبقه‌بندی ۱۵۰۱۰۶ درآمدهای حاصل از فروش صیدآلات، چوب آلات، ادوات مواد بازداشتی | ۳۷۵۵۳۵    |
| ۳۶                                                          | ماده واحده - جداول و ردیف‌ها (حذف کل)          | حذف بخش جاری (حذف ردیف انتقال آب کارواندر) | ۳۷۲۴۶۱    |
| ۳۷                                                          | ماده واحده - جداول و ردیف‌ها (اصلاح کل)        | شماره ۵۳–۵۳۰۰۰۰ وزارت آموزش و پرورش – توسعه عدالت آموزشی، نوسازی و مقاوم‌سازی و خرید تجهیزات برای مدارس روستایی – موضوع وصول مالیات بنگاه‌های اقتصادی زیر مجموعه نیروهای مسلح و ستاد اجرایی فرمان امام (ره)- ماده ۷۸ قانون الحاق برخی مواد به قانون تنظیم بخشی از مقررات مالی دولت (۲) – ۲۰ دصد از منابع مذکور، به استان سیستان و بلوچستان اختصاص می‌یابد. | ۳۷۴۱۱۳    |
| ۳۸                                                          | ماده واحده - جداول و ردیف‌ها (الحاق)           | تجهیز و ارتقاء بیمارستان راسک به ۱۳۲ تختخوابی | ۳۸۱۵۱۴    |
| ۳۹                                                          | ماده واحده - جداول و ردیف‌ها (اصلاح کل)        | جدول تبصره ۱۴ - ب ردیف ۲۰ اجرای قانون حمایت از معلولین (۲۸٫۷۰۰)، یارانه سود تسهیلات مسکن دو معلول به بالای بهزیستی (۵٫۵۰۰) اجرای کامل ماده ۲۷ قانون حمایت از معلولین | ۳۷۴۹۲۴    |
| ۴۰                                                          | ماده واحده - تبصره ۶ – ق (اصلاح جز)           | بعد از عبارت اورژانس کشور جمله: و ماشین آلات راهداری (نوساخت یا حداکثر سال ساخت) توسط سازمانراهداری و حمل و نقل جاده ای مجاز بوده و … اضافه گردد | ۳۸۸۲۶۸    |
| ۴۱                                                          | ماده واحده - جداول و ردیف‌ها (لحاق)            | جهت تکمیل و بهره‌برداری، جاده فنوج به تنگه سرحه موسوم به جاده کلدر در شهرستان فنوج (جنوب استان سیستان و بلوچستان) مبلغ ۳۰۰۰ میلیارد ریال از محل اعتبارات خاص پیش‌بینی نشده یا از محل اعتبارات ردیف‌های موردی (موقت) در لایحه بودجه سال ۱۴۰۱ پیش‌بینی گردد | ۳۸۷۱۵۰    |
| ۴۲                                                          | ماده واحده - جداول و ردیف‌ها                   | حفاظت و مرمت بافت تاریخی قلعه ناصری ایرانشهراز محل درآمدهای شماره ۵ درآمدها، واگذاریهای سرمایه ای و مالی- شماره طبقه‌بندی ۱۵۰۱۰۶ درآمدهای حاصل از فروش صیدآلات، چوب آلات، ادوات مواد بازداشتی | ۳۸۷۱۷۲    |
| ۴۳                                                          | ماده واحده - جداول و ردیف‌ها (الحاق)           | توسعه، ارتقاء و تکمیل تطویل باند و تجهیز فرودگاه ایرانشهر | ۳۹۱۰۴۴    |
| ۴۴                                                          | ماده واحده - جداول و ردیف‌ها (الحاق)           | ایجاد تأسیسات فاضلاب ایرانشهر- با هدف افزایش جمعیت تحت پوشش تأسیسات فاضلاب | ۳۹۱۱۶۵    |

(منبع: مشروح مذاکرات مجلس شورای اسلامی دوره یازدهم)
*زمان نطق در خصوص پیشنهادهای بودجه‌ای مطرح شده ۱۵ دقیقه می‌باشد.
| پیشنهادهای بودجه‌ای عبدالناصر درخشان در لایحه بودجه سال ۱۴۰۲ |                                                 | |           |
| تعداد پیشنهادها: ۵۲ مورد                                    |                                                 | |           |
| ردیف                                                        | تبصره                                           | عنوان پیشنهاد | کد رهگیری |
| ۱                                                           | ماده - تبصره ۱ – د (اصلاح جز)                   | روستایی، کلیه ادارات مستقر در روستاها | ۴۰۶۳۸۲    |
| ۲                                                           | ماده - تبصره ۱ – ک (اصلاح جز)                   | ارتقای طول باند فرودگاه‌ها در مناطق محروم | ۴۰۷۷۸۳    |
| ۳                                                           | ماده - تبصره ۱ – ک (اصلاح جز)                   | روستایی و عشایری و حاشیه شهرها (حداقل ده درصد (۱۰٪) منابع این بند | ۴۰۸۹۳۰    |
| ۴                                                           | ماده - تبصره ۱ - ی - ردیف۱ (اصلاح جز)           | پیشران، با اولویت مناطق محروم استان سیستان و بلوچستان | ۴۰۷۵۷۸    |
| ۵                                                           | ماده - تبصره ۱۰ (الحاق)                         | به سازمان ثبت احوال اجازه داده می‌شود به ازای ثبت هر نشانی قانونی اشخاص حقیقی یا بروزرسانی آن، مبلغ ۵۵٬۰۰۰ ریال از هر متقاضی اخذ و به ردیف درآمدی ۱۴۰۱۱۶ واریز نماید و صددرصد وجوه واریزی به عنوان توسعه زیرسیستم‌های مربوطه به سازمان ثبت احوال کشور برگشت داده شود. | ۴۰۷۳۰۳    |
| ۶                                                           | ماده - تبصره ۱۱ – ج (اصلاح جز)                  | به بالا و شهرداری‌های مناطق مرزی کشور | ۴۱۲۹۴۴    |
| ۷                                                           | ماده - تبصره ۱۴ – الف (الحاق)                   | به منظور ارتقای عدالت اجتماعی و کاهش آسیب‌های اجتماعی به دولت اجازه داده می‌شود که از محل منابع حاصل از هدفمندی یارانه‌ها برای ارتقای شاخص‌های عدالت اجتماعی و حمایت اجتماعی از زندانیان نیازمند جرایم غیرعمد تحت پوشش ستاد مردمی رسیدگی به امور دیه و خانواده آنان در چارچوب بودجه‌های سنواتی اقدام لازم را به عمل آورد. | ۴۰۷۲۲۴    |
| ۸                                                           | ماده - تبصره ۱۴ - الف - ردیف۱ (الحاق)           | تامین مواد مصرفی کارگاه‌های آموزشی سازمان آموزش فنی و حرفه ای کشور ۳٫۰۰۰٫۰۰۰ میلیون ریال | ۴۱۴۴۹۶    |
| ۹                                                           | ماده - تبصره ۱۵ (الحاق)                         | تا سقف سی و پنج هزار میلیارد ریال از منابع حاصل از اجرای ماده ۳ قانون مانع زدایی از توسعه صنعت برق مصوب ۱۵/ ۸/ ۱۴۰۱ مجلس شورای، جهت توسعه و تکمیل نیروگاه‌های برق آبی و تا سقف چل و پنج هزار میلیارد ریال جهت توسعه و تکمیل سدهای با هدف تأمین آب شرب و رفع تنش آبی و آبرسانی به شهرها و روستاها با اولویت مناطق محروم به شرکت‌های تابع و وابسته به وزارت نیرو پرداخت می‌گردد. | ۴۱۷۳۸۲    |
| ۱۰                                                          | ماده - تبصره ۱۵ – ح (اصلاح جز)                  | . پنجاه درصد ۵۰ درصد از درآمد حاصله از این بند صرف اجرای عملیات گاز رسانی و برق رسانی مناطق محروم استان سیستان و بلوچستان هزینه گردد. | ۴۱۳۹۲۹    |
| ۱۱                                                          | ماده - تبصره ۱۷ – ط (الحاق)                     | بازگشت قانون حمایت از حقوق معلولان به ردیف بودجه همانند بودجه سنواتی ۱۳۹۸ تا ۱۴۰۱ با مبلغ پنجاه هزار میلیارد تومان | ۴۰۷۰۹۰    |
| ۱۲                                                          | ماده - تبصره ۱۷ – ه (اصلاح جز)                  | بانوان با اولویت مناطق محروم مرزی | ۴۰۶۳۷۳    |
| ۱۳                                                          | ماده - تبصره ۱۸ - ب - ردیف۳ (اصلاح جز)          | نیروی کار، در اختیار سازمان آموزش فنی و حرفه ای کشور قرار می‌گیرد و | ۴۱۴۶۷۳    |
| ۱۴                                                          | ماده - تبصره ۵ – د (اصلاح جز)                   | تامین ماشین آلات حمل زباله مکانیزه روستاهای مناطق محروم، | ۴۰۶۴۰۰    |
| ۱۵                                                          | ماده - تبصره ۵ – ی (اصلاح کل)                   | دولت مکلف است تا سیصد هزار میلیارد (۳۰۰٫۰۰۰٫۰۰۰٫۰۰۰٫۰۰۰) ریال در سقف بند «ب» این تبصره، انواع اوراق مالی اسلامی از جمله اسناد خزانه اسلامی که منطبق بر قوانین و مقررات و در چهارچوب عقود اسلامی باشد را منتشر نماید و به ردیف درآمدی شماره ۳۱۰۱۰۸ جدول شماره (۵) این قانون واریز کند. این اوراق با رعایت ماده (۳۰) قانون برنامه و بودجه کشور پس از مبادله موافقتنامه با سازمان برنامه و بودجه کشور جهت مطالعه، احداث و تکمیل طرحهای نیمه تمام مهار و تأمین آب کشور با اولویت طرحهای مرزی گرمسیری و طرحهای برق آبی، طرح‌های تأمین آب سیستان و بلوچستان و سواحل مکران و طرح‌های زود بازده مهار آبهای منتهی به دریا در اختیار شرکتهای وابسته و تابعه وزارت نیرو قرار می‌گیرد. | ۴۱۷۳۰۶    |
| ۱۶                                                          | ماده - تبصره ۶ – ض (اصلاح کل)                   | ض- کلیه واحدهای آموزشی مدارس دولتی وزارت آموزش و پرورش و مراکز سازمان آموزش فنی و حرفه ای کشور از پرداخت هزینه‌های برق، گاز و آب معاف هستند. هرگونه اعطای معافیت غیر از این بند ممنوع می‌باشد. | ۴۱۴۱۶۰    |
| ۱۷                                                          | ماده - تبصره ۶ – ظ (اصلاح جز)                   | معلولان با اولویت مناطق محروم مرزی | ۴۰۶۲۳۷    |
| ۱۸                                                          | ماده - تبصره ۶ – ظ (اصلاح جز)                   | معلولان با اولویت استان سیستان و بلوچستان | ۴۰۶۲۳۸    |
| ۱۹                                                          | ماده - تبصره ۷ – ه (اصلاح جز)                   | اولویت مناطق محروم استانی | ۴۰۷۰۵۳    |
| ۲۰                                                          | ماده - تبصره ۸ – ع (اصلاح جز)                   | مناطق محروم، دارای تنش آبی | ۴۰۶۳۱۷    |
| ۲۱                                                          | ماده - تبصره ۹ (الحاق)                          | ده درصد (۱۰٪) اعتبارات محرومیت‌زدایی جدول ۲۱ (جزء یک بند ی تبصره یک) جهت احداث، توسعه، تکمیل، نوسازی و تجهیز مدارس و فضاهای آموزشی، پرورشی و ورزشی در مناطق محروم و کم‌برخودار اختصاص می‌یابد | ۴۰۹۰۵۴    |
| ۲۲                                                          | ماده - تبصره ۹ (الحاق)                          | شرکت شهرک‌های صنعتی مکلف است با اعلام وزارت میراث فرهنگی، صنایع دستی و گردشگری، بخشی از شهرک‌های مذکور را در اختیار فعالان و تولیدکنندگان صنایع دستی مشمول قراردهد. کلیه معافیت‌ها و مزایای شهرک‌های صنعتی به این واحدهای تولیدی صنایع دستی نیز تعلق می‌گیرد. | ۴۰۹۸۸۴    |
| ۲۳                                                          | ماده - تبصره ۹ – ح (اصلاح جز)                   | هزینه نمایند. معاونت ریاست جمهوری در امور زنان و خانواده مکلف است گزارش مربوط به این بند را هر ۳ ماه یکبار به کمیسیون فرهنگی مجلس شورای اسلامی ارائه نماید. | ۴۰۶۳۲۲    |
| ۲۴                                                          | ماده - جداول و ردیف‌ها (الحاق)                   | احداث راه اصلی اسکل‌آباد - گوهرکوه- بزمان با شماره طبقه‌بندی ۱۳۰۳۰۱۶۰۸۴ اعتبار پیشنهادی ۱٫۲۵۰٫۰۰۰ میلیون ریال جایگزین شود. | ۴۱۲۵۵۷    |
| ۲۵                                                          | ماده - جداول و ردیف‌ها (الحاق)                   | بهسازی راه اصلی زاهدان - خاش- ایرانشهر و راسک با شماره طبقه‌بندی ۱۳۰۳۰۱۶۱۷۷ اعتبار پیشنهادی ۱۲٫۲۵۰٫۰۰۰ میلیون ریال جایگزین شود | ۴۱۲۶۱۰    |
| ۲۶                                                          | ماده - جداول و ردیف‌ها (الحاق)                   | تجهیز و ارتقاء بیمارستان راسک به ۱۳۲ تختخوابی | ۴۱۳۲۳۳    |
| ۲۷                                                          | ماده - جداول و ردیف‌ها (الحاق)                   | اخذ مجوز ماده ۲۳ جهت احداث بیمارستان ۶۴ تختخوابی بمپور | ۴۱۳۳۱۴    |
| ۲۸                                                          | ماده - جداول و ردیف‌ها (الحاق)                   | احداث مجتمع ورزشی ایرانشهر از محل شماره طبقه‌بندی ۱۴۰۱۸۴ درآمد حاصل از تبلیغات ناشی از پخش مسابقات ورزشی | ۴۱۷۰۰۹    |
| ۲۹                                                          | ماده - جداول و ردیف‌ها (الحاق)                   | تامین و نصب علائم ایمنی و راهنمایی و رانندگی معابر شهری و برون‌شهری مناطق محروم استان سیستان و بلوچستان از محل شماره طبقه‌بندی ۱۵۰۱۰۱ درآمدهای حاصل از جرایم رانندگی | ۴۱۷۲۵۳    |
| ۳۰                                                          | ماده - جداول و ردیف‌ها (الحاق)                   | مطالعه و احداث کارخانه زباله سوز ایرانشهر از محل درآمد حاصل از جرائم ماده ۲۱ قانون مدیریت پسماند شماره طبقه‌بندی ۱۵۰۱۳۴ | ۴۱۷۵۶۱    |
| ۳۱                                                          | ماده - جداول و ردیف‌ها (الحاق)                   | احداث و تجهیز مرکز ماده ۱۶ ترک اعتیاد در ایرانشهر از محل درآمد حاصل از جریمه‌ها و دیگر وجوه ناشی از اجرای قانون مبارزه با مواد مخدر، شماره طبقه‌بندی ۱۵۰۱۰۲ | ۴۱۷۶۳۰    |
| ۳۲                                                          | ماده - جداول و ردیف‌ها (الحاق)                   | بازگشت قانون حمایت از حقوق معلولان به جداول و ردیفهای بودجه همانند بودجه سنواتی ۱۳۹۸ تا ۱۴۰۱ با مبلغ پنجاه هزار میلیارد تومان | ۴۰۷۱۱۳    |
| ۳۳                                                          | ماده - جداول و ردیف‌ها (الحاق)                   | تکمیل و راه‌اندازی طرح احداث خط بافندگی و توسعه سالن چاپ و تکمیل شرکت گسترش صنایع بلوچ منابعی به میزان ۴۰۰۰ میلیار ریال تحت ردیف اعتباری سازمان گسترش و نوسازی صنایع ایران | ۴۰۸۶۸۳    |
| ۳۴                                                          | ماده - جداول و ردیف‌ها (الحاق)                   | مطالعه و احداث کارخانه زباله سوز ایرانشهر از محل درآمد حاصل از جرائم ماده ۲۱ قانون مدیریت پسماند شماره طبقه‌بندی ۱۵۰۱۳۴ | ۴۱۷۵۳۰    |
| ۳۵                                                          | ماده - جداول و ردیف‌ها (الحاق)                   | احداث بیمارستان توانبخشی- ایرانشهر | ۴۰۸۳۶۷    |
| ۳۶                                                          | ماده - جداول و ردیف‌ها (الحاق)                   | دولت مکلف است در اجرای ماده (۷۷) قانون الحاق برخی مواد به قانون تنظیم بخشی از مقررات مالی دولت (۲)، به مبلغ ۲٫۰۰۰٫۰۰۰٫۰۰۰٫۰۰۰ ریال از منابع قرض الحسنه بانک‌ها، به ستاد مردمی رسیدگی به امور دیه اختصاص دهد تا به زندانیان نیازمند با اولویت زنان مناطق محروم پرداخت شود. | ۴۰۷۱۴۰    |
| ۳۷                                                          | ماده - جداول و ردیف‌ها (الحاق)                   | سازمان مناطق آزاد مکلفند به منظور زدودن فقر و کاهش آسیب‌های اجتماعی در آن مناطق، یک درصد (۱٪) از محل عوارض ورود کالا و خدمات این مناطق را پس از واریز به خزانه کل کشور از طریق بودجه سنواتی از طریق وزارت دادگستری برای آزادسازی زندانیان نیازمند در محکومیت‌های مالی و جرائم غیرعمد تحت پوشش ستاد مردمی رسیدگی به امور دیه در آن مناطق اختصاص دهند. | ۴۰۷۲۴۲    |
| ۳۸                                                          | ماده - جداول و ردیف‌ها (الحاق)                   | شماره طبقه ۱۱۲۶۰۰ در جدول شماره ۷ لایحه بودجه ۱۴۰۲ اعتبار سازمان آموزش فنی و حرفه ای کشور از مبلغ ۲٫۱۶۷٫۲۰۷ میلیون ریال به ۷٫۱۶۷٫۲۰۷ افزایش یابد. | ۴۱۴۴۰۱    |
| ۳۹                                                          | ماده - جداول و ردیف‌ها (حذف کل)                  | حذف بخش جاری (حذف ردیف انتقال آب از کارواندر به خاش) | ۴۱۳۱۸۴    |
| ۴۰                                                          | ماده واحده - تبصره ۱ - ی - ردیف۱ (اصلاح جز)     | محرومیت زدائی و پیشران با اولویت استان محروم سیستان و بلوچستان | ۴۲۳۴۵۸    |
| ۴۱                                                          | ماده واحده - تبصره ۱۲ – الف (حذف جز)            | حذف متن انتخاب شده (و حقوق و دستمزد مشمولین قانون کار) افزایش حقوق کارگران با نظر شورای عالی کار | ۴۲۳۴۸۰    |
| ۴۲                                                          | ماده واحده - تبصره ۱۶ - الف (الحاق)             | ۳ درصد منابع حاصل این بند به قانون ساماندهی و حمایت از مشاغل خانگی، قانون جهش تولید مسکن و قانون جهش تولید دانش بنیان در استان سیستان و بلوچستان تخصیص می‌یابد. | ۴۲۴۱۴۷    |
| ۴۳                                                          | ماده واحده - تبصره ۱۶ - بند الحاقی ۳ (اصلاح جز) | صندوق ملی مسکن، با اولویت تأمین مسکن برای زنان سرپرست خانوار در مناطق محروم | ۴۲۴۰۸۵    |
| ۴۴                                                          | ماده واحده - تبصره ۱۶ - بند الحاقی ۴ (اصلاح جز) | بهزیستی کل کشور با اولویت مناطق محروم و مرزی) | ۴۲۴۰۸۶    |
| ۴۵                                                          | ماده واحده - تبصره ۱۶ - بند الحاقی ۴ (اصلاح جز) | آن صرف اجرای قانون حمایت از حقوق معلولین، | ۴۲۴۰۸۷    |
| ۴۶                                                          | ماده واحده - تبصره ۱۶ - بند الحاقی ۴ (اصلاح جز) | آن صرف تأمین مسکن زنان سرپرست خانوار در مناطق محروم و مرزی و | ۴۲۴۰۹۱    |
| ۴۷                                                          | ماده واحده - تبصره ۱۷ – ه (اصلاح جز)            | ورزش بانوان، با اولویت مناطق محروم و مناطق مرزی | ۴۲۳۴۹۹    |
| ۴۸                                                          | ماده واحده - تبصره ۱۷ – ه (اصلاح کل)            | هـ از ابتدای سال ۱۴۰۲ به قیمت خرده فروشی هر نخ سیگار تولید داخل با نشان ایرانی مبلغ پانصد و پنجاه (۵۵۰) ریال، تولید داخل با نشان (برند) بین‌المللی هزار و صد (۱٫۱۰۰) ریال و هر بسته پنجاه گرمی تنباکوی قلیان داخلی دویست بیست هزار (۲۲۰٫۰۰۰) ریال به عنوان مالیات اضافه و از هر نخ سیگار وارداتی مبلغ نه هزار و ششصد (۹٫۶۰۰) ریال و هر بسته پنجاه گرمی تنباکوی قلیان وارداتی چهارصدو بیست هزار (۴۲۰٫۰۰۰) ریال به عنوان حقوق ورودی دریافت می‌شود. تا مطابق ردیفهای این قانون برای بخش سلامت با اولویت احداث و تجهیز مراکز ناباروری و زایشگاه‌های دولتی، ورزش همگانی و ورزش بانوان هزینه گردد. وزارت امور اقتصادی و دارایی مکلف است مبالغ مزبور را از تولیدکنندگان و واردکنندگان دخانیات، حسب مورد اخذ و به حساب درآمد عمومی موضوع ردیف ۱۰۵۱۵جدول شماره (۵) این قانون واریز نماید. | ۴۲۴۰۸۱    |
| ۴۹                                                          | ماده واحده - تبصره ۱۷ – ه (الحاق)               | درصد از درآمد حاصل از این بند به ورزش استان محروم سیستان و بلوچستان اختصاص می‌یابد | ۴۲۴۰۸۲    |
| ۵۰                                                          | ماده واحده - تبصره ۲۰ – و (الحاق)               | بند الحاقی - دولت مکلف است معلمین حق‌التدریسی و معلمین نهضت سوادآموزی جا مانده از استخدام قانون قبل از سال ۱۳۹۲ را بدون آزمون جذب و بکارگیری نماید. منابع مورد نیاز از محل ۵۵۰۰۰۰ تأمین می‌گردد. | ۴۲۳۵۰۷    |
| ۵۱                                                          | ماده واحده - تبصره ۵ – د (اصلاح جز)             | دانش آموزان استثنایی و طرح سرویس مدارس روستای مرکزی در مناطق محروم | ۴۲۴۱۳۶    |
| ۵۲                                                          | ماده واحده - تبصره ۶ – ظ (اصلاح جز)             | معلولان، با اولویت مناطق محروم | ۴۲۳۴۸۹    |

(منبع: مشروح مذاکرات مجلس شورای اسلامی دوره یازدهم)
*زمان نطق در خصوص پیشنهادات بودجه‌ای مطرح شده ۲۵ دقیقه می‌باشد.
| پیشنهادهای عبدالناصر درخشان در لایحه برنامه هفتم توسعـه جمهوری اسلامی ایران (۱۴۰۷–۱۴۰۳) |                                                                                               | |          |
| تعداد پیشنهادها: ۳۵ مورد                                                                |                                                                                               | |          |
| ردیف                                                                                    | بخش طرح/لایحه                                                                                 | متن پیشنهادی | کدرهگیری |
| ۱                                                                                       | فصل ۱- رشد اقتصادی (الحاق)                                                                    | تبصره (۱): دریافت هرگونه اعتبار از محل بودجه عمومی کشور، منوط به ثبت اقدامات محرومیت‌زدایی در سامانه بهره‌مندی ایرانیان است | ۴۶۰۰۷۵   |
| ۲                                                                                       | فصل ۱- رشد اقتصادی- ماده ۴- بند الف – پ (اصلاح جز)                                            | سال اول (قید زمان در خصوص انجام کار) | ۴۴۵۵۵۸   |
| ۳                                                                                       | فصل ۱- رشد اقتصادی - ماده ۴- بند الف – پ (اصلاح جز)                                           | اول برنامه (قید زمان در خصوص انجام کار) | ۴۵۷۳۰۳   |
| ۴                                                                                       | فصل ۱- رشد اقتصادی - ماده ۶ - بند الف (اصلاح جز)                                              | توسعه و ایجاد اشتغال پایدار | ۴۵۷۴۲۶   |
| ۵                                                                                       | فصل ۲- اصلاح نظام بانکی و مهار تورم - ماده ۸- الف - جزء ۱ - ج - تبصره ۱ (اصلاح جز)            | حداکثر ظرف مدت ۶ ماه نسبت به صدور رای قطعی اقدام نماید. | ۴۵۷۳۴۱   |
| ۶                                                                                       | فصل ۲- اصلاح نظام بانکی و مهار تورم - ماده ۸- الف - جزء ۱ - چ - بند الحاقی ۳ (اصلاح جز)       | بانک‌های قرض الحسنه موفق (نام بانک قید شده بود که بدعتی تازه در قانونگذاری محسوب می‌شد) | ۴۵۷۳۶۴   |
| ۷                                                                                       | فصل ۲- اصلاح نظام بانکی و مهار تورم - ماده ۱۰- بند الف (اصلاح جز)                             | را هر ۳ ماه یکبار به شورای پول و اعتبار و کمیسیون اقتصادی مجلس شورای اسلامی ارائه نماید | ۴۵۷۴۱۴   |
| ۸                                                                                       | فصل ۳- اصلاح ساختار بودجه - ماده ۱۶-بند الف (اصلاح جز)                                        | اجرائی تا پایان سال اول برنامه (قید زمان در خصوص انجام کار) | ۴۵۷۴۸۲   |
| ۹                                                                                       | فصل ۳- اصلاح ساختار بودجه - ماده ۱۹ - بند الف - جزء ۱ – پ (اصلاح جز)                          | سازمان، وزارت میراث فرهنگی، گردشگری و صنایع دستی | ۴۵۷۵۰۲   |
| ۱۰                                                                                      | فصل ۳- اصلاح ساختار بودجه - ماده ۲۰ - بند الف (الحاق)                                         | مدارس و فضاهای آموزشی و پرورشی وزارت آموزش و پرورش از این ماده مستثنی هستند | ۴۴۶۸۰۱   |
| ۱۱                                                                                      | فصل ۳- اصلاح ساختار بودجه - ماده ۲۲- بند الف- جزء ۱ تا ۷ (اصلاح جز)                           | ظرف مدت ۳ ماه آن را به تصویب هیئت وزیران برساند. (قید زمان در خصوص انجام کار) | ۴۵۷۵۱۳   |
| ۱۲                                                                                      | فصل ۳- اصلاح ساختار بودجه - ماده ۲۲- بند الف- جزء ۱ تا ۷ - بند الحاقی ۲ (حذف جز)              | حذف متن انتخاب شده | ۴۴۶۱۷۲   |
| ۱۳                                                                                      | فصل ۴- اصلاح نظام مالیاتی - ماده ۲۷- بند الف (الحاق)                                          | تبصره: به منظور حمایت و توسعه صنایع دستی و فرش دستبافت درآمد کارگاه‌های فرش دستباف و صنایع دستی، شرکت‌های تعاونی و اتحادیه‌های تولیدی مربوطه از پرداخت مالیات معاف می‌باشند | ۴۵۷۸۶۷   |
| ۱۴                                                                                      | فصل ۴- اصلاح نظام مالیاتی - ماده ۲۷- بند الف - چ (اصلاح کل)                                   | چ- در خصوص استان‌هایی که میزان درآمد مالیاتی سالانه آنها نسبت به سال قبل بیش از پنجاه درصد (%۵۰) رشد داشته باشد، ده درصد (۱۰٪) از مالیات‌های وصولی مازاد بر رشد پنجاه درصد (۵۰٪)، در اختیار همان استان‌ها و پنج درصد (۵٪) جهت توسعه زیرساخت‌های مناطق محروم با اولویت مناطق محروم مرزی در اختیار استان‌های کم برخوردار قرار می‌گیرد. | ۴۵۷۹۰۰   |
| ۱۵                                                                                      | فصل ۵- اصلاح صندوق‌های بازنشستگی - ماده ۲۹- بند الف – ض (حذف کل)                               | حذف بخش جاری | ۴۴۵۶۷۷   |
| ۱۶                                                                                      | فصل ۷- امنیت غذایی و ارتقاء تولید محصولات کشاورزی - ماده ۳۵ - الف و ب (حذف جز)                | حذف متن انتخاب شده | ۴۵۸۰۰۸   |
| ۱۷                                                                                      | فصل ۸- نظام مدیریت یکپارچه منابع آب - ماده ۴۰ - بند الف و تبصره - ح - بند الحاقی ۱ (اصلاح جز) | دریای خزر را با اولویت استان‌های دارای تنش آبی | ۴۵۸۵۰۷   |
| ۱۸                                                                                      | فصل ۸- نظام مدیریت یکپارچه منابع آب - ماده ۴۱ (اصلاح جز)                                      | اجرای طرح‌های فاضلاب و شبکه‌های فرسوده آبی در مناطق محروم و کم برخوردار | ۴۵۸۵۴۳   |
| ۱۹                                                                                      | فصل ۹- انرژی - ماده ۴۶- بند الف جزء ۱ (الحاق)                                                 | تمامی مدارس وزارت آموزش و پرورش مشروط به رعایت الگوی مصرف از پرداخت هزینه مصرفی‌آب، برق و گاز معاف هستند. الگوی مصرف اماکن مذکور بر اساس دستورالعملی که توسط وزارتخانه‌های نیرو، نفت و آموزش و پرورش تهیه می‌شود، تعیین می‌گردد. سازمان نوسازی، توسعه و تجهیز مدارس کشور موظف است حداکثر تا پایان سال اول اجرای برنامه با رعایت ماده ۲۳ قانون الحاق برخی مواد به قانون تنظیم بخشی از مقررات مالی دولت (۲) نسبت به ایجاد طرحی مستقل برای بهینه‌سازی مصرف انرژی و پیاده‌سازی الزامات ساختمان‌های سبز در مدارس و فضاهای آموزشی، پرورشی و ورزشی وزارت آموزش و پرورش اقدام نماید. | ۴۴۶۸۰۴   |
| ۲۰                                                                                      | فصل ۹- انرژی - ماده ۴۶- بند الف جزء ۱ - بند الف - جزء ۲ (الحاق)                               | تبصره: هزینه‌های انجام شده توسط خیرین در طرح‌های برق رسانی و گازرسانی در چارچوب طرح‌های مصوب ملی و استانی قوانین بودجه سنواتی با تأیید وزارتخانه‌های نفت و نیرو و سازمان امور مالیاتی کشور با عنوان هزینه قابل قبول مالیاتی محسوب می‌شود. | ۴۵۸۶۵۹   |
| ۲۱                                                                                      | فصل ۱۱- توسعه مسکن - ماده ۵۰- بند الف (اصلاح جز)                                              | فاقد مسکن با اولویت زنان سرپرست خانوار | ۴۵۸۶۸۴   |
| ۲۲                                                                                      | فصل ۱۱- توسعه مسکن - ماده ۵۰- بند الف - پ - تبصره ۳ (اصلاح جز)                                | در روستاها با اولویت روستاهای مناطق محروم | ۴۵۸۶۹۴   |
| ۲۳                                                                                      | فصل ۱۱- توسعه مسکن - ماده ۵۱- بند الف (اصلاح کل)                                              | بازنگری طرحهای هادی روستایی و تعیین محدوده روستاها جهت عمران و آبادانی روستاها در سراسر کشور بر اساس ضوابط مصوب شورای‌عالی شهرسازی و معماری ایران توسط اداره بنیاد مسکن شهرستان تا پایان سال اول برنامه تهیه می‌شود و به‌تصویب شورای برنامه‌ریزی و توسعه هر استان می‌رسد. | ۴۵۸۷۴۶   |
| ۲۴                                                                                      | فصل ۱۲- گذر (ترانزیت) و اقتصاد دریامحور - ماده ۵۷ - بند الف (الحاق)                           | به منظور توسعه منطقه ای، رفع محرومیت اقتصادی و پشتیبانی لجستیکی از بنادر سواحل مکران دولت مکلف است تا پایان سال اول برنامه تمهیدات قانونی لازم را برای تبدیل شهرستان ایرانشهر به عنوان بندر خشک (پشتیبانی، حمل و نقل کالا، خدمات گمرکی، انبارداری کالا و …) بعمل آورد | ۴۶۰۸۱۶   |
| ۲۵                                                                                      | فصل ۱۲- گذر (ترانزیت) و اقتصاد دریامحور - ماده ۵۹- بند الف (اصلاح جز)                         | شریانی تا دوره بازگشت سرمایه | ۴۵۸۸۷۲   |
| ۲۶                                                                                      | فصل ۱۲- گذر (ترانزیت) و اقتصاد دریامحور - ماده ۶۰- بندهای الف و ب و پ – ت (الحاق)             | سازمان حفاظت محیط زیست مکلف است با همکاری مراکز تحقیقاتی و دستگاه‌های اجرایی ذیربط نسبت به حفاظت از تنوع زیستی، احیاء و بازسازی زیستگاه‌های حساس منطقه اقدام نماید. | ۴۵۸۹۱۷   |
| ۲۷                                                                                      | فصل ۱۲- گذر (ترانزیت) و اقتصاد دریامحور - ماده ۶۰- بندهای الف و ب و پ - بند الحاقی (اصلاح جز) | دریا محور با اولویت کشتی سازی، تعمیرات شناورها، بازیافت کشتی، ایجاد خوشه‌های صنعتی دریایی و توسعه مراکز لجستیک دریایی | ۴۶۰۲۶۷   |
| ۲۸                                                                                      | فصل ۱۲- گذر (ترانزیت) و اقتصاد دریامحور - ماده ۶۱- بند الف (اصلاح کل)                         | ماده ۶۱- به‌منظور تسهیل، تسریع و شتاب‌بخشی به توسعه دریامحور و ایجاد هماهنگی، تمرکزبخشی و یکپارچه‌سازی سیاست‌گذاری و مدیریت یکپارچه امور دریایی، اقدامات زیر انجام می‌گیرد: الف- به منظور سیاستگذاری و مدیریت یکپارچه «اقتصاد دریا»، با ادغام شورای عالی صنایع دریایی کشور، موضوع ماده (۹) قانون توسعه و حمایت از صنایع دریایی مصوب ۱۳۸۷ و شورای عالی اقیانوس شناسی مصوب ۱۳۷۰ مجلس شورای اسلامی، «شورای عالی دریایی کشور» به ریاست رئیس جمهور (و در غیاب وی معاون اول رئیس‌جمهور) و عضویت وزرای صنعت، معدن و تجارت به عنوان دبیر شورا، نفت، امور خارجه، امور اقتصادی و دارایی، راه و شهرسازی، جهاد کشاورزی، نیرو، علوم، تحقیقات و فناوری، میراث فرهنگی، گردشگری و صنایع دستی، دفاع و پشتیبانی نیروهای مسلح و کشور و یک نفر نماینده کمیسیون صنایع و معدن مجلس شورای اسلامی به عنوان عضو ناظر، رئیس سازمان و رئیس سازمان حفاظت محیط زیست کشور با وظایف مشروح زیر تشکیل می‌شود: 1. کلیه وظایف قانونی شورای عالی صنایع دریایی و شورای عالی اقیانوس‌شناسی 2. تصویب سند راهبردی و نقشه راه و برنامه عملیاتی پیشرفت اقتصاد دریامحور و ارائه آن به مراجع ذی‌ربط در صورت لزوم 3. ضابطه گذاری برای جلب منابع مالی و غیرمالی طرحهای زیرساختی و توسعه ای مناطق ساحلی و دریایی با ایجاد زیرساختهای لازم نرم‌افزاری از قبیل تسهیلات حقوقی و قانونی و مشوق‌های اقتصادی با اهرم سازی منابع دولتی 4. تهیه، تدوین و تصویب طرحها و برنامه‌های پیشرفت اقتصاد دریامحور در بخشهای اساسی و اولیه اقتصاد دریامحور شامل صنایع ساخت و تعمیر کشتی، حمل و نقل دریایی، فعالیت‌های بندری، انرژی‌های تجدیدپذیر، گردشگری، منابع زنده و غیرزنده 5. تقویت و ارتقای سطح دانش و مهارت‌های تخصصی و توسعه منابع انسانی دستگاه‌های متولی اقتصاد دریا و توانمندسازی جوامع محلی و بومی از طریق بورسیه نمودن نیروهای مستعد در داخل کشور با اولویت جوامع محلی جهت تحصیل در رشته‌های تخصصی مرتبط با اقتصاد دریا تصمیمات شورای عالی دریایی کشور پس از تأیید رئیس‌جمهور لازم‌الاجراء خواهد بود. آیین‌نامه اجرائی این ماده شامل شرح وظایف و ساختار شورای عالی دریایی کشور ظرف مدت سه ماه پس از لازم الاجراء شدن این قانون با پیشنهاد وزارت صنعت، معدن و تجارت به تصویب هیئت وزیران می‌رسد. | ۴۶۰۴۶۷   |
| ۲۹                                                                                      | فصل ۱۳- توسعه شبکه ملی اطلاعات و اقتصاد رقومی (دیجیتال) - ماده ۶۵- بند الف (اصلاح جز)         | بیست خانوار بااولویت مناطق محروم | ۴۵۸۹۴۳   |
| ۳۰                                                                                      | فصل ۱۴- - ماده ۶۹- بند الف – ج (الحاق)                                                        | وزارت بهداشت، درمان و آموزش پزشکی موظف است تا پایان سال دوم برنامه با تأمین نیروی متخصص و تجهیزات لازم خانه‌های بهداشت که غیرفعال یا نیمه فعال می‌باشند را فعال نماید. همچنین تا پایان برنامه در کلیه روستاهای بالای ۵۰ خانوار با اولویت مناطق محروم خانه بهداشت دایر نماید | ۴۴۶۸۲۷   |
| ۳۱                                                                                      | فصل ۱۷- میراث فرهنگی، گردشگری و صنایع دستی - ماده ۸۳ و بند الف (الحاق)                        | به منظور توسعه صنعت گردشگری و حمایت از صنایع دستی و احیاء بناهای تاریخی و تأمین مالی "صندوق توسعه صنایع دستی و فرش دستباف و احیاء و بهره برداری از بناهای تاریخی- فرهنگی" (موضوع بند "ز" ماده "۱۴" قانون برنامه چهارم توسعه و ماده "۸" قانون حمایت از هنرمندان وفعالان صنایع دستی مصوب ۱۳۹۶) به"صندوق میراث فرهنگی، گردشگری و صنایع دستی" تغییر نام یافته و با حفظ منابع و امکانات موجود به فهرست قانون، فهرست نهادها و موسسات عمومی غیر دولتی مصوب ۱۹/ ۴/ ۱۳۷۳ و الحاقات بعدی آن اضافه می گردد. منابع صندوق از محل کمک‌های دولتی، هدایا، مشارکت مالی بخش غیردولتی و درآمدهای ناشی از فعالیت‌های اقتصادی صندوق تأمین خواهد شد | ۴۶۰۶۳۳   |
| ۳۲                                                                                      | فصل ۱۷- میراث فرهنگی، گردشگری و صنایع دستی - ماده ۸۳ و بند الف – خ (الحاق)                    | به منظور توسعه صنعت گردشگری و حمایت از صنایع دستی و احیاء بناهای تاریخی و تأمین مالی "صندوق توسعه صنایع دستی و فرش دستباف و احیاء و بهره برداری از بناهای تاریخی- فرهنگی" (موضوع بند "ز" ماده "۱۴" قانون برنامه چهارم توسعه و ماده "۸" قانون حمایت از هنرمندان وفعالان صنایع دستی مصوب ۱۳۹۶) به"صندوق میراث فرهنگی، گردشگری و صنایع دستی" تغییر نام یافته و با حفظ منابع و امکانات موجود به فهرست قانون، فهرست نهادها و موسسات عمومی غیر دولتی مصوب ۱۹/ ۴/ ۱۳۷۳ و الحاقات بعدی آن اضافه می گردد. منابع صندوق از محل کمک‌های دولتی، هدایا، مشارکت مالی بخش غیردولتی و درآمدهای ناشی از فعالیت‌های اقتصادی صندوق تأمین خواهد شد. | ۴۵۶۸۵۱   |
| ۳۳                                                                                      | فصل ۱۹- ارتقاء نظام آموزشی - ماده ۹۰- بندهای الف و ب و پ (اصلاح جز)                           | آموزش و پرورش تا پایان سال اول برنامه | ۴۶۰۹۰۴   |
| ۳۴                                                                                      | فصل ۱۹- ارتقاء نظام آموزشی - ماده ۹۰- بندهای الف و ب و پ (اصلاح جز)                           | پ- ایجاد معلم سرا (محل اسکان معلمین در روستاها)، | ۴۶۰۹۵۶   |
| ۳۵                                                                                      | فصل ۱۹- ارتقاء نظام آموزشی - ماده ۹۲- بند الف – ت (الحاق)                                     | وزارت امور اقتصادی و دارایی موظف است علاوه بر وصول مالیات‌های مقرر، یک درصد (۱٪) از درآمد مشمول مالیات بانک‌ها و موسسات مالی و اعتباری کشور را اخذ و به حساب مخصوص در خزانه واریز کند. شصت درصد (۶۰٪) این اعتبار برای ساخت، توسعه و تجهیز مدارس، تخریب و بازسازی مدارس فرسوده و غیراستاندارد، و مقاوم‌سازی و تعمیرات اساسی مدارس با اولویت مناطق محروم، در اختیار سازمان نوسازی، توسعه و تجهیز مدارس کشور قرار می گیرد و مابقی برای ارتقای کیفیت آموزشی به وزارت آموزش و پرورش پرداخت می‌گردد. اعتبارات مذکور حسب مورد به صورت کامل به سرجمع اعتبارات وزارت آموزش و پرورش و سازمان نوسازی، توسعه و تجهیز مدارس کشور افزوده شده و صد در صد (۱۰۰٪) تخصیص یافته تلقی می‌شود». | ۴۴۶۸۱۷   |

## نمایندگان مجلس شورای ملی (قبل از انقلاب) حوزه انتخابیهایرانشهر
| ردیف | دوره         | نام و نام خانوادگی                |
| ---- | ------------ | --------------------------------- |
| ۱    | چهارم        | میرزا سید حسن‌خان بلوچ             |
| ۲    | پنجم         | رضاعلی (میرزا آقاجان) دیوان بیگی  |
| ۳    | ششم          | رضاعلی (میرزا آقا خان) دیوان بیگی |
| ۴    | هفتم         | رضاعلی (میرزا آقا خان) دیوان بیگی |
| ۵    | هشتم         | -                                 |
| ۶    | نهم          | میرزا ابراهیم خان قوام            |
| ۷    | دهم          | ابراهیم ریگی (مراد)               |
| ۸    | یازدهم       | ابراهیم ریگی (مراد)               |
| ۹    | دوازدهم      | ابراهیم ریگی (مراد)               |
| ۱۰   | سیزدهم       | ابراهیم ریگی (مراد)               |
| ۱۱   | چهاردهم      | ابراهیم ریگی (مراد)               |
| ۱۲   | پانزدهم      | مهدی ارباب (یزدی)                 |
| ۱۳   | شانزدهم      | مهدی ارباب (یزدی)                 |
| ۱۴   | هفده ام      | ابراهیم ریگی (مراد)               |
| ۱۵   | هجده ام      | روح‌الله کیکاوسی                   |
| ۱۶   | نوزدهم       | روح‌الله کیکاوسی                   |
| ۱۷   | بیستم        | عیسی مبارکی                       |
| ۱۸   | بیست و یکم   | عیسی مبارکی                       |
| ۱۹   | بیست دوم     | حاج کریم بخش سعیدی                |
| ۲۰   | بیست و سوم   | حاج کریم بخش سعیدی                |
| ۲۱   | بیست و چهارم | محمد میرلاشاری                    |